# Кодекс Борджиа (мезоамериканский)
Кодекс Борджиа (лат. Codex Borgianus) — месоамериканский религиозный и пророческий манускрипт. Принято считать, что этот артефакт создан до завоевания Мексики конкистадорами в районе южной или западной части современного мексиканского штата Пуэбла. Кодекс отличается рисунками, выполненными в стиле, характерном для позднего постклассического периода Центральной Мексики.
Кодекс Борджиа является частью и самой значительной книгой Группы манускриптов Борджиа, — в честь Кодекса Борджия группа и получила своё имя.
Кодекс состоит из 39 листов, сделанных из шкур животных. Каждый лист представляет собой квадрат 27 см на 27 см, общая длина листов составляет почти 11 метров. Почти все листы покрыты рисунками с обеих сторон, — всего 76 страниц. Кодекс читается справа налево.
Кодекс Борджиа назван в честь итальянского кардинала Стефано Борджиа, который владел кодексом до того, как он был приобретён библиотекой Ватикана.

## Страницы кодекса

### 1-8
Первые восемь страниц перечисляют знаки 260-ти дней тональпоуалли, каждая трецена из 13 знаков составляет горизонтальный ряд, который простирается на две страницы. Некоторые дни помечены символом отпечатка ноги. Пророческие символы размещены сверху и снизу дневных знаков.

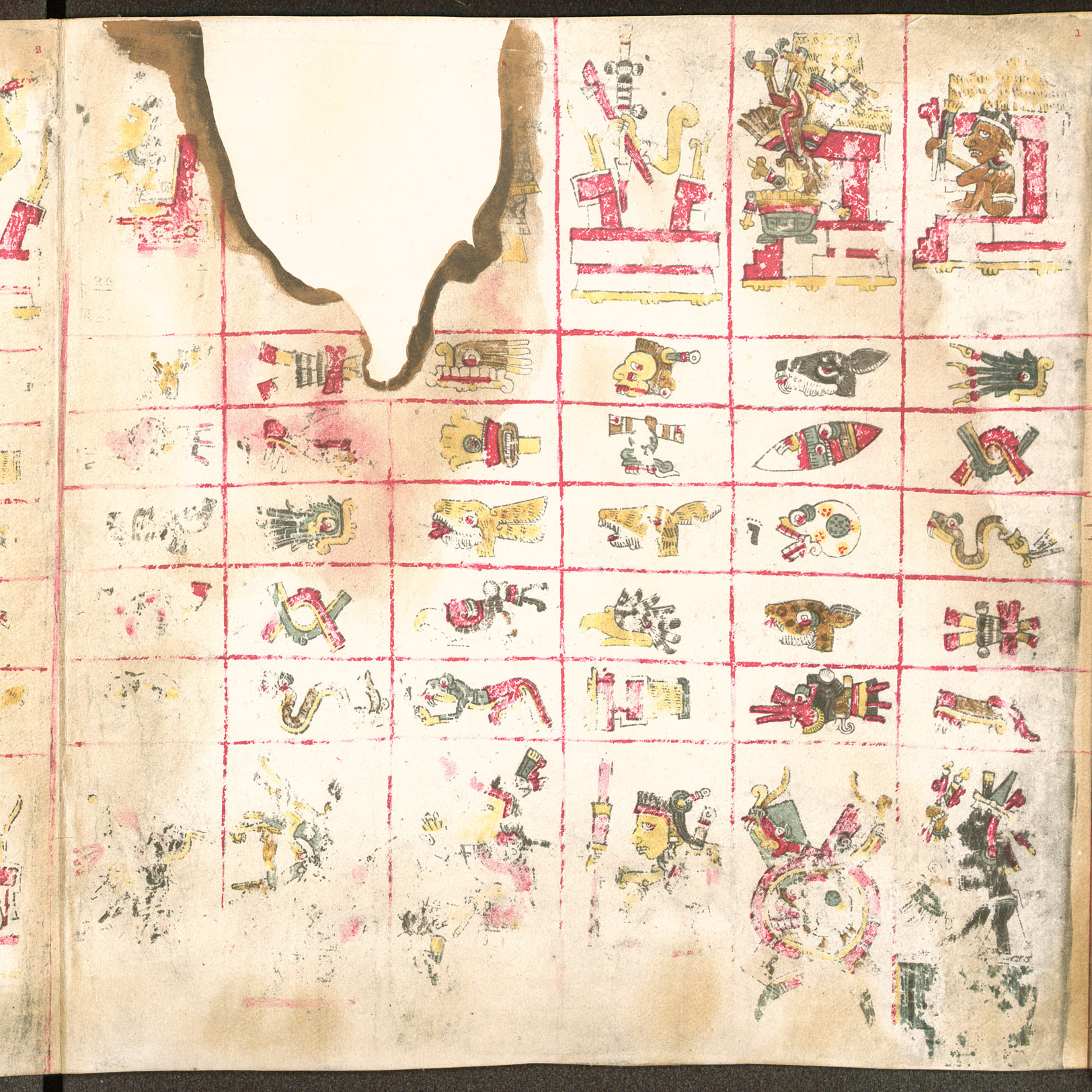
Страница 1
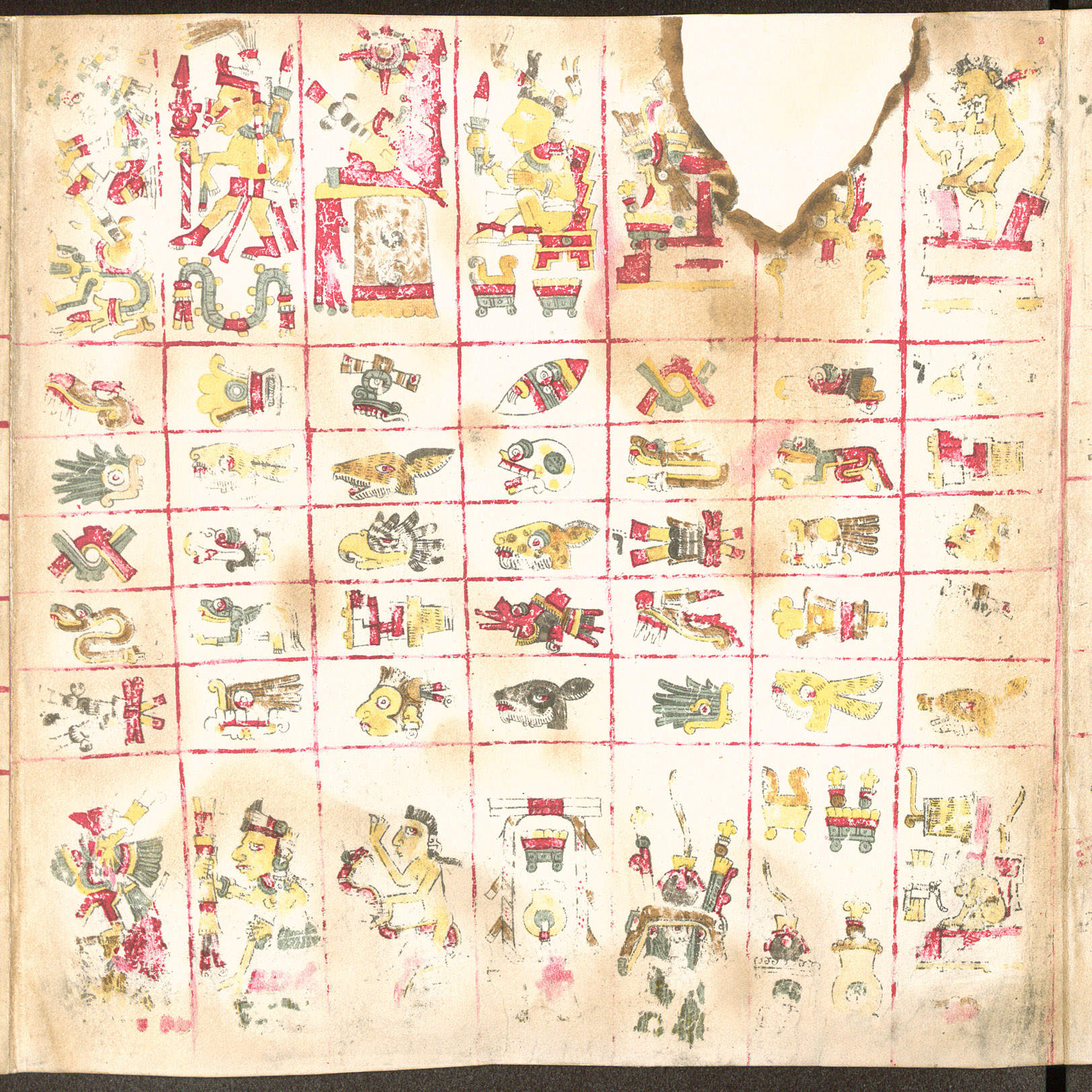
Страница 2
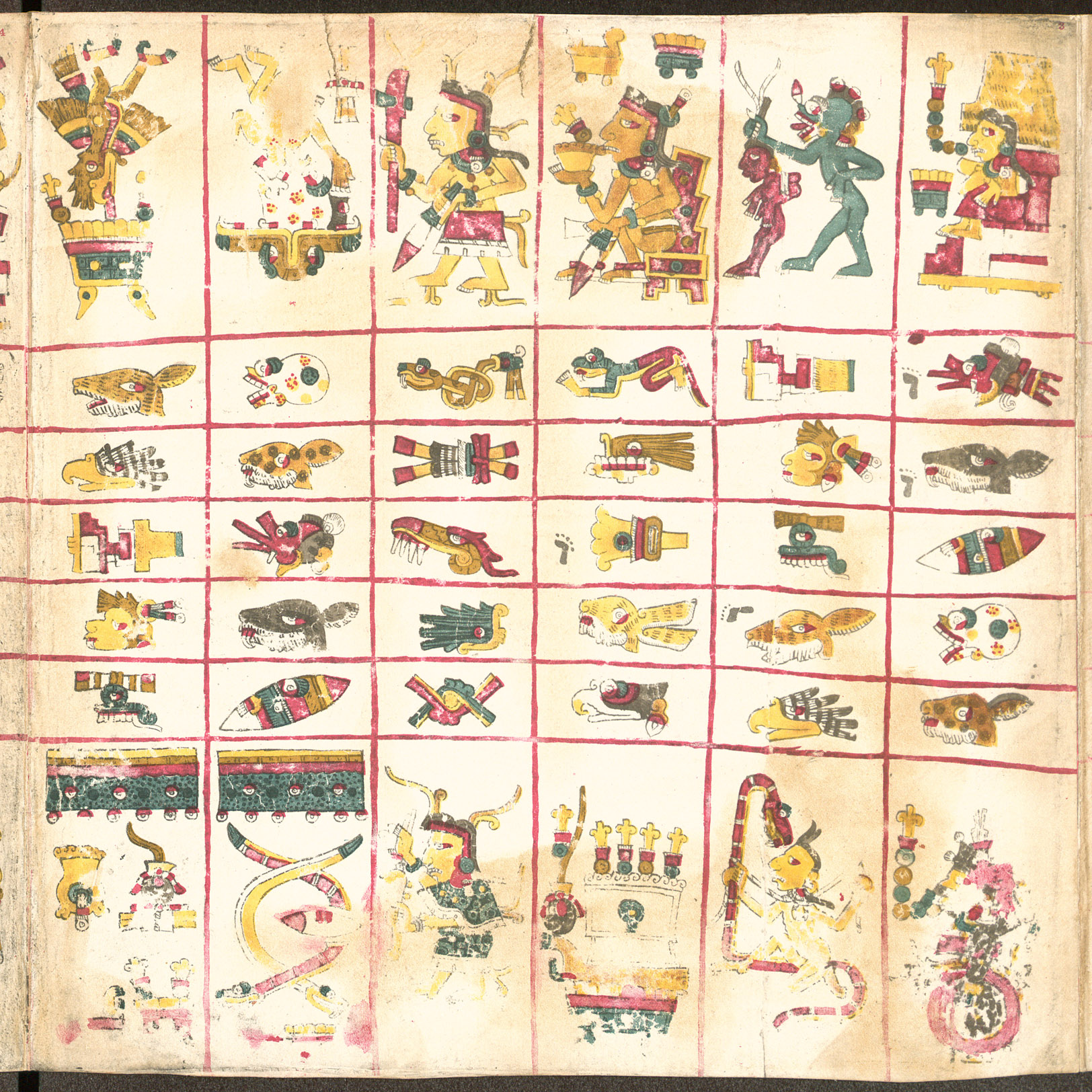
Страница 3
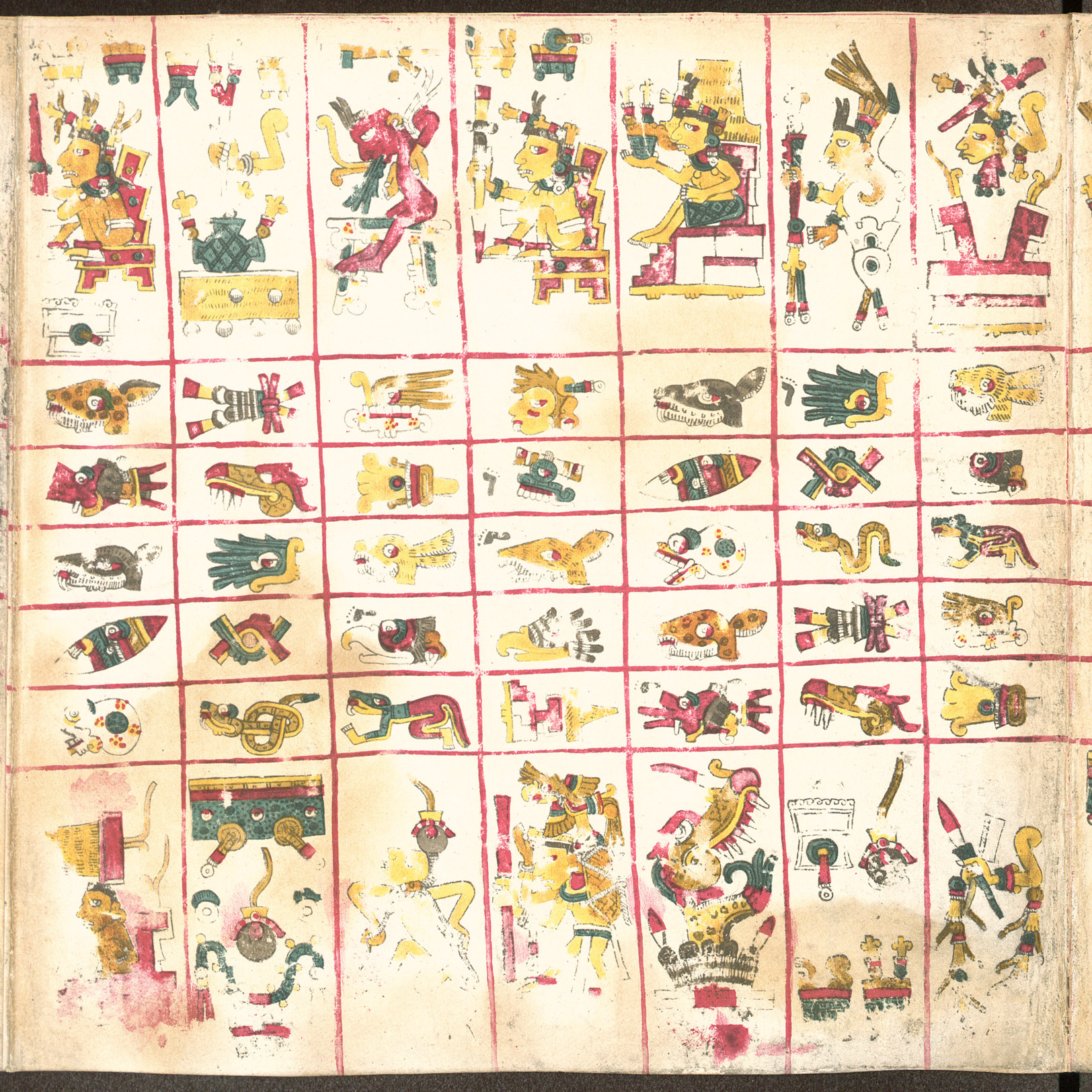
Страница 4
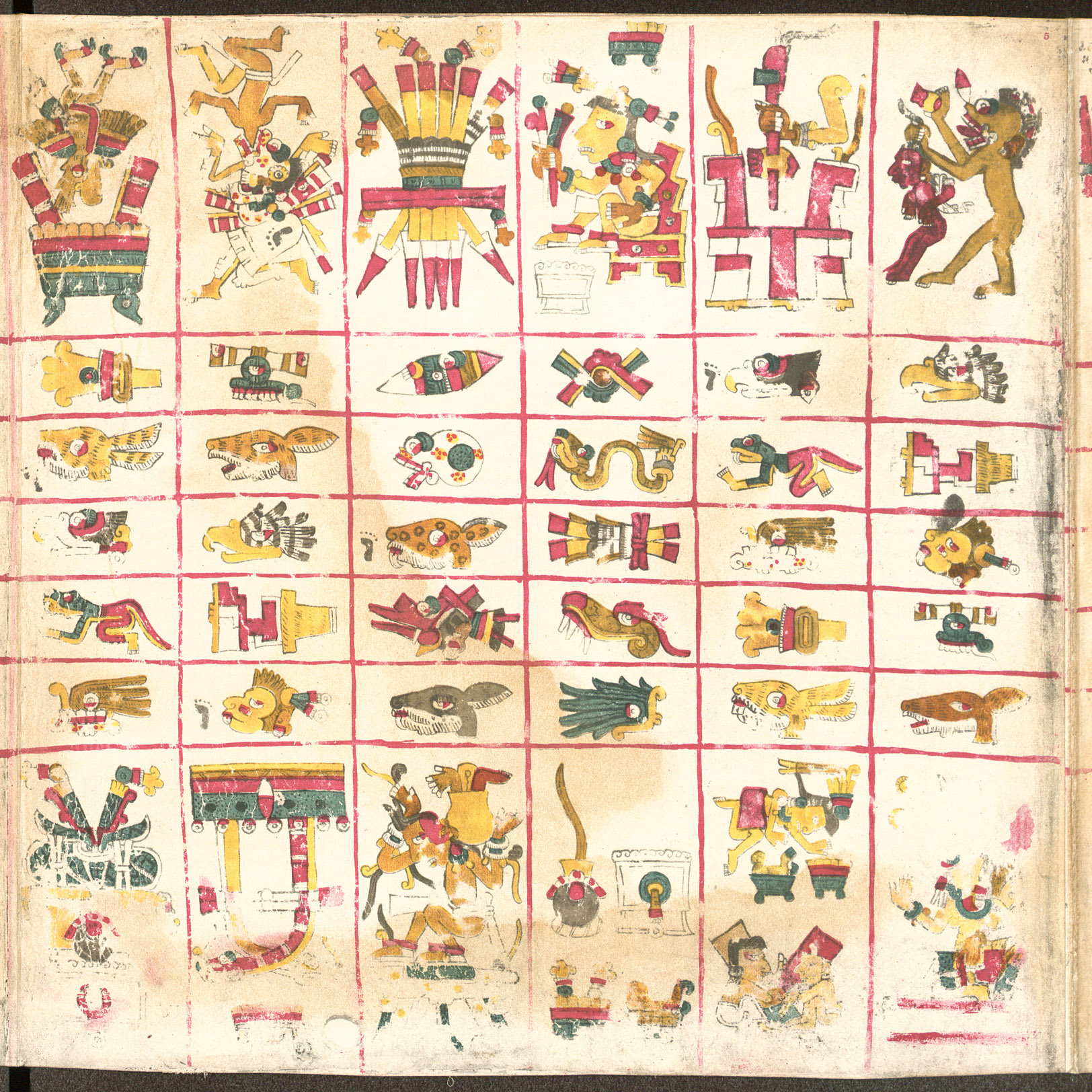
Страница 5
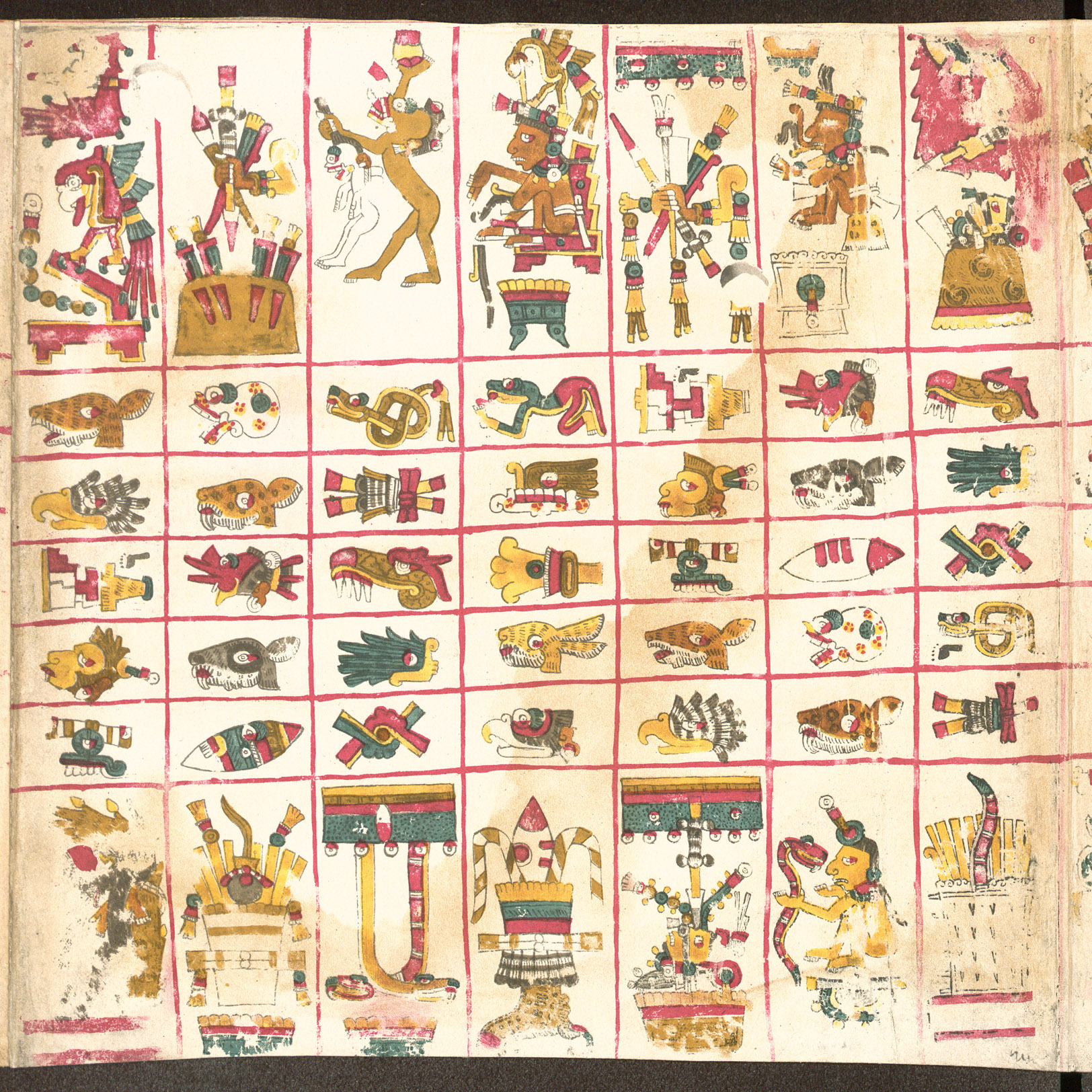
Страница 6
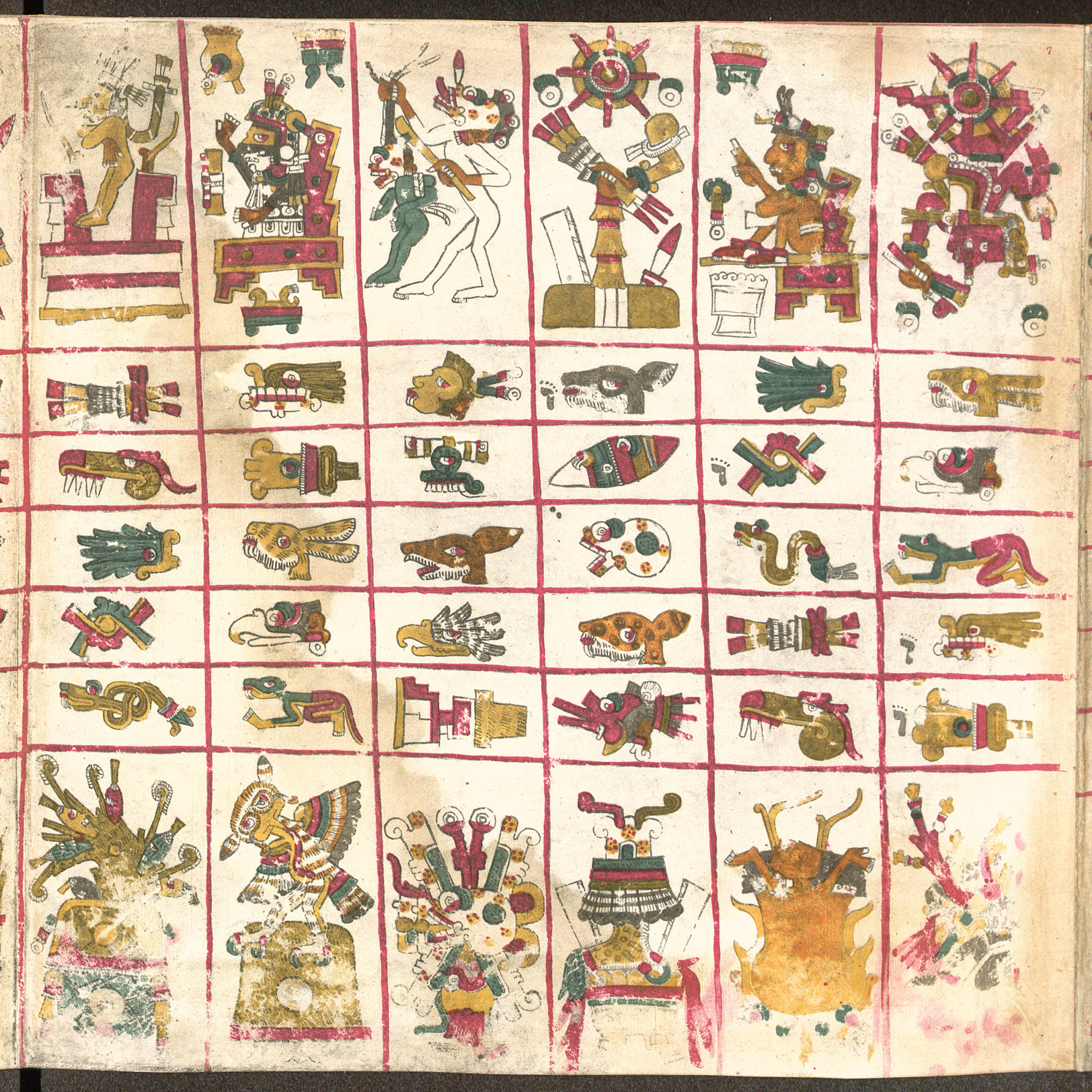
Страница 7
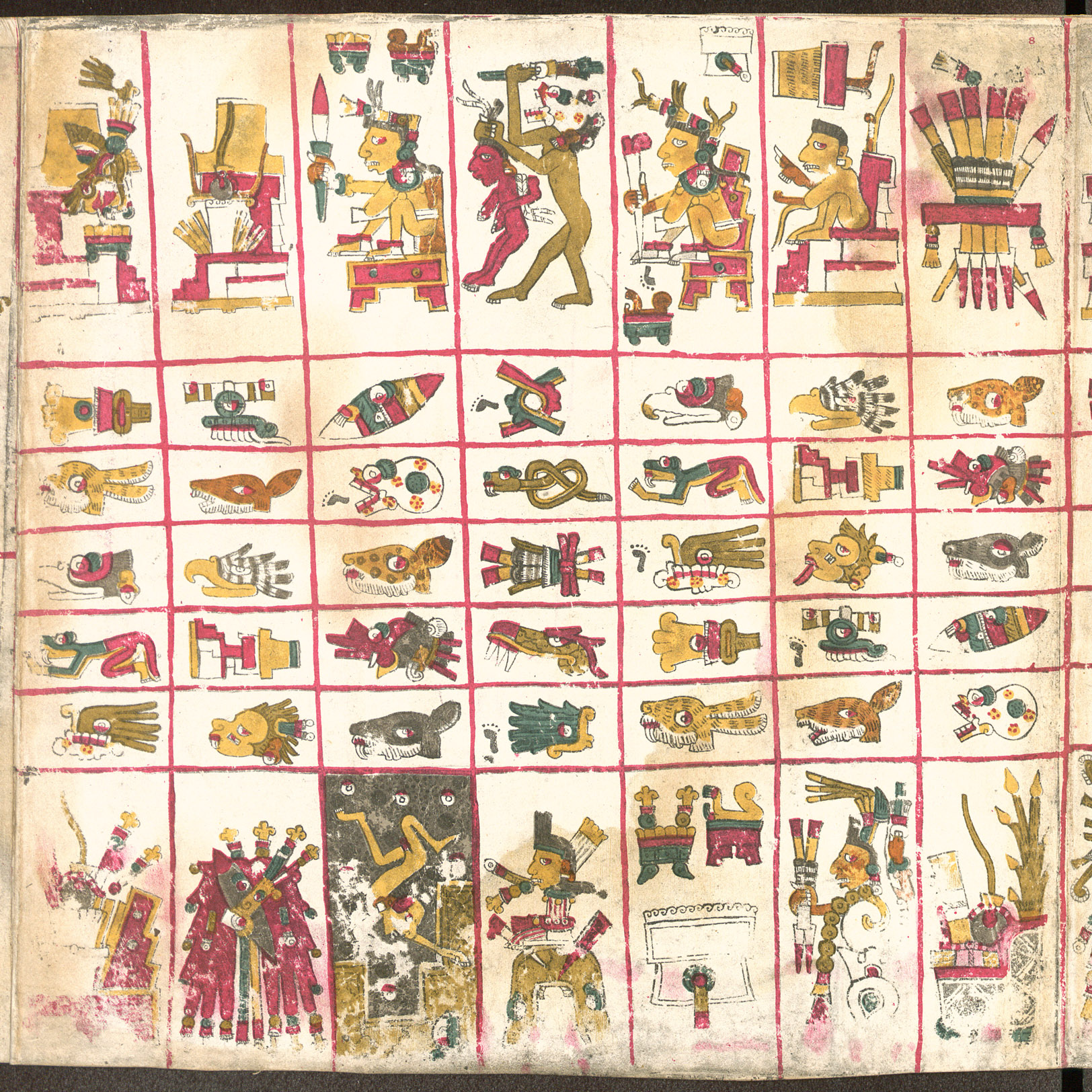
Страница 8

### 9-14
Страницы с 9 по 13 разделены на 4 четверти. Каждая четверть содержит один из двадцати дневных знаков своего божественного покровителя и соответствующие пророческие символы.
Страница 14 разделена на 9 секций для каждого из 9 Князей ночи. Они сопровождаются дневными знаками и символами, которые пророчествуют хорошее или плохое.

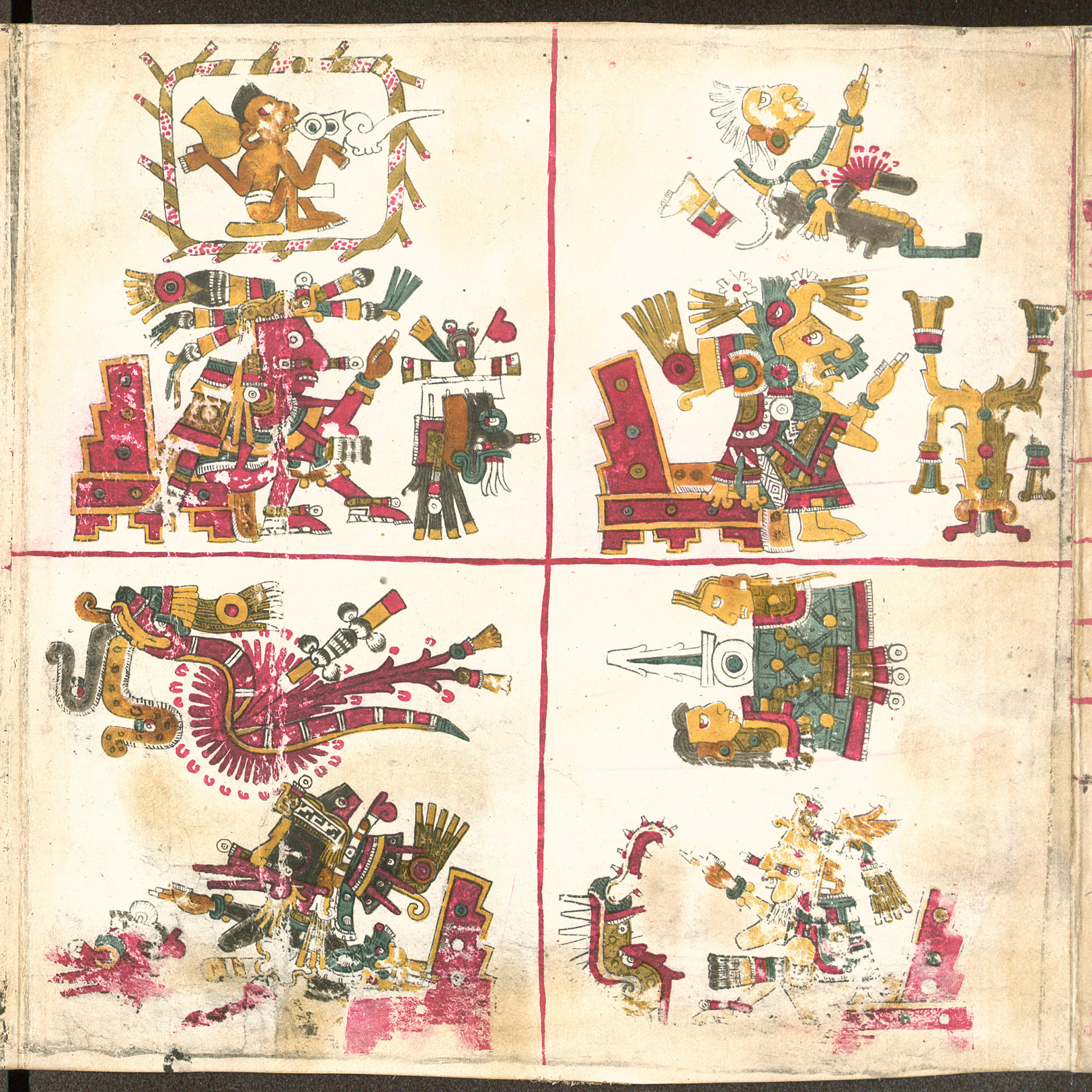
Страница 9
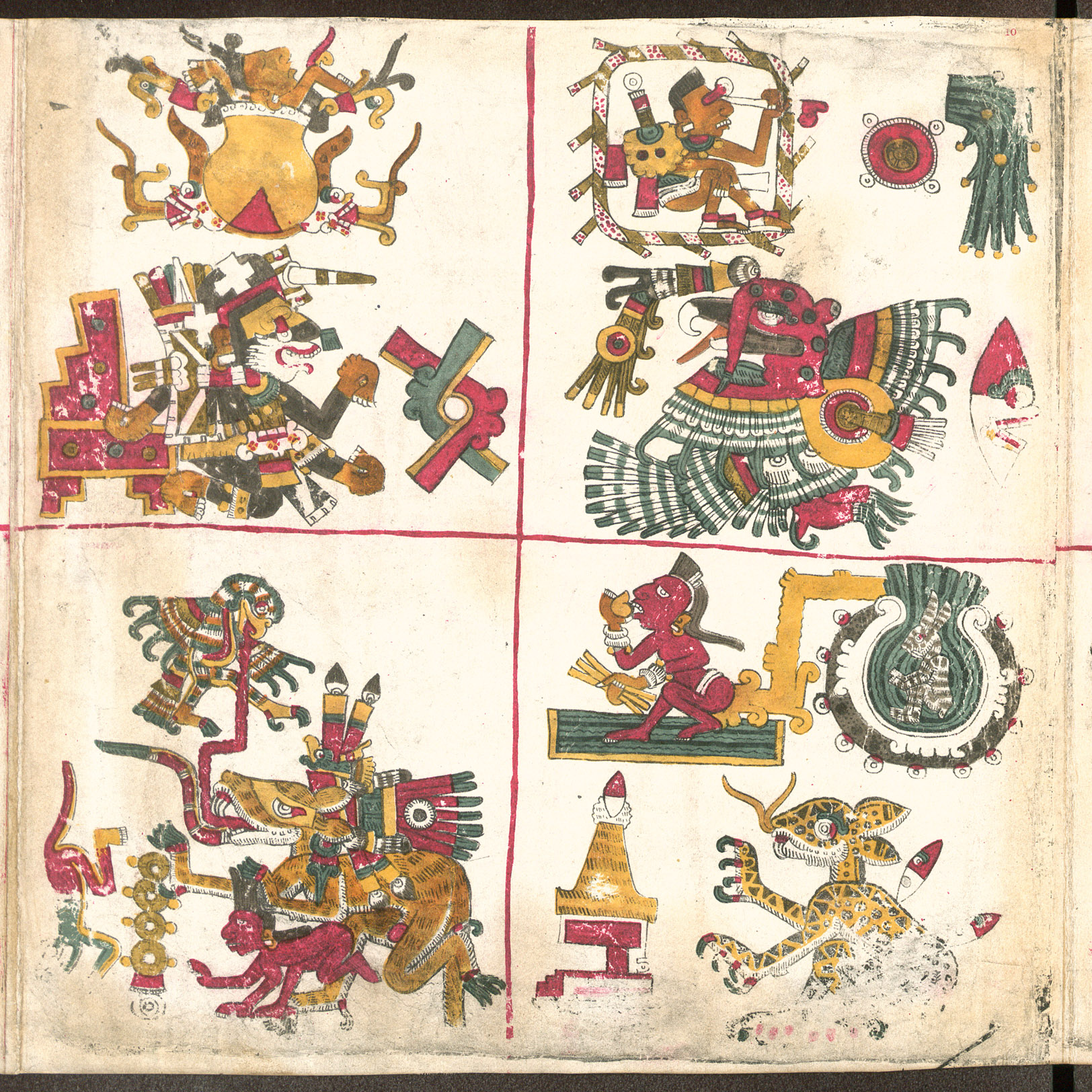
Страница 10
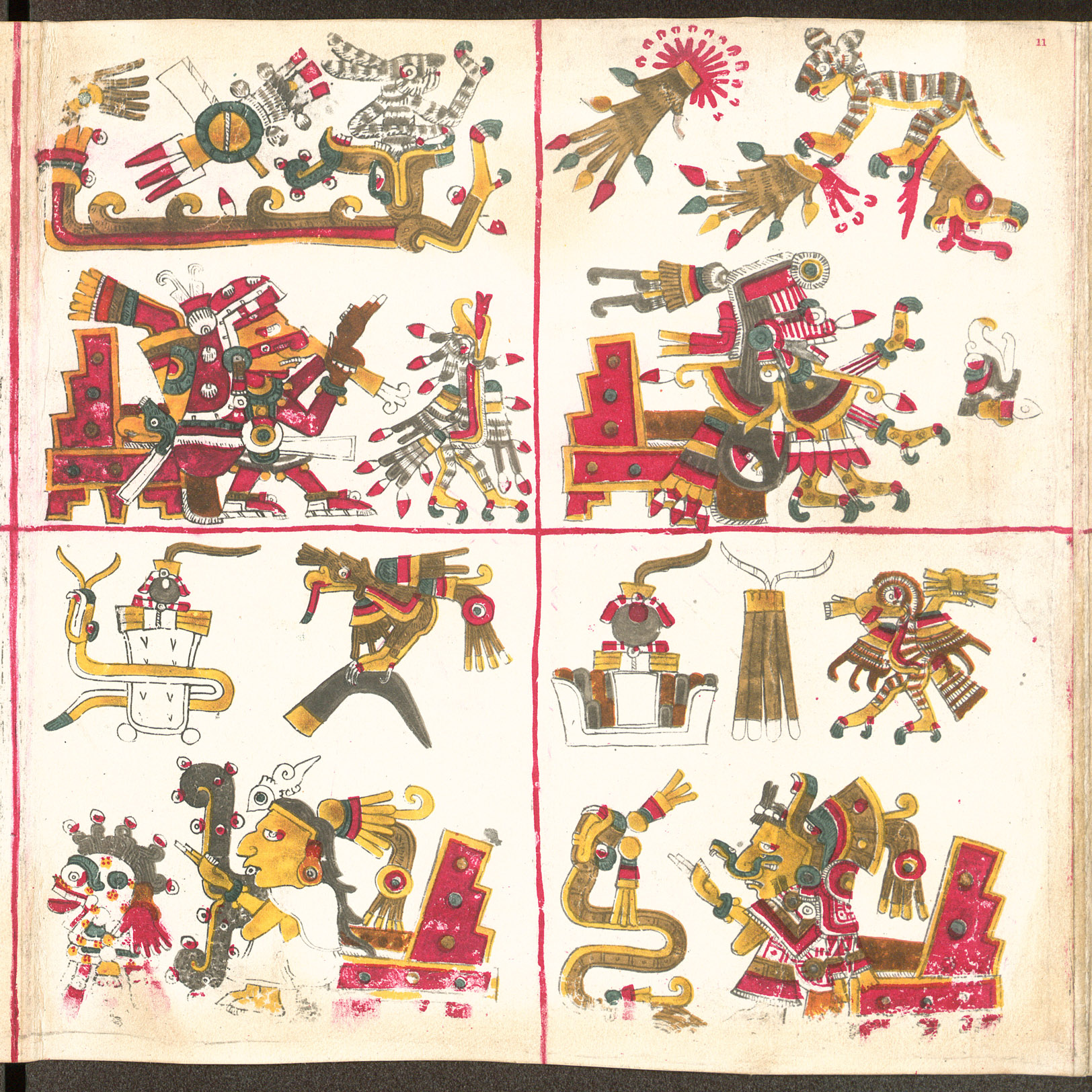
Страница 11
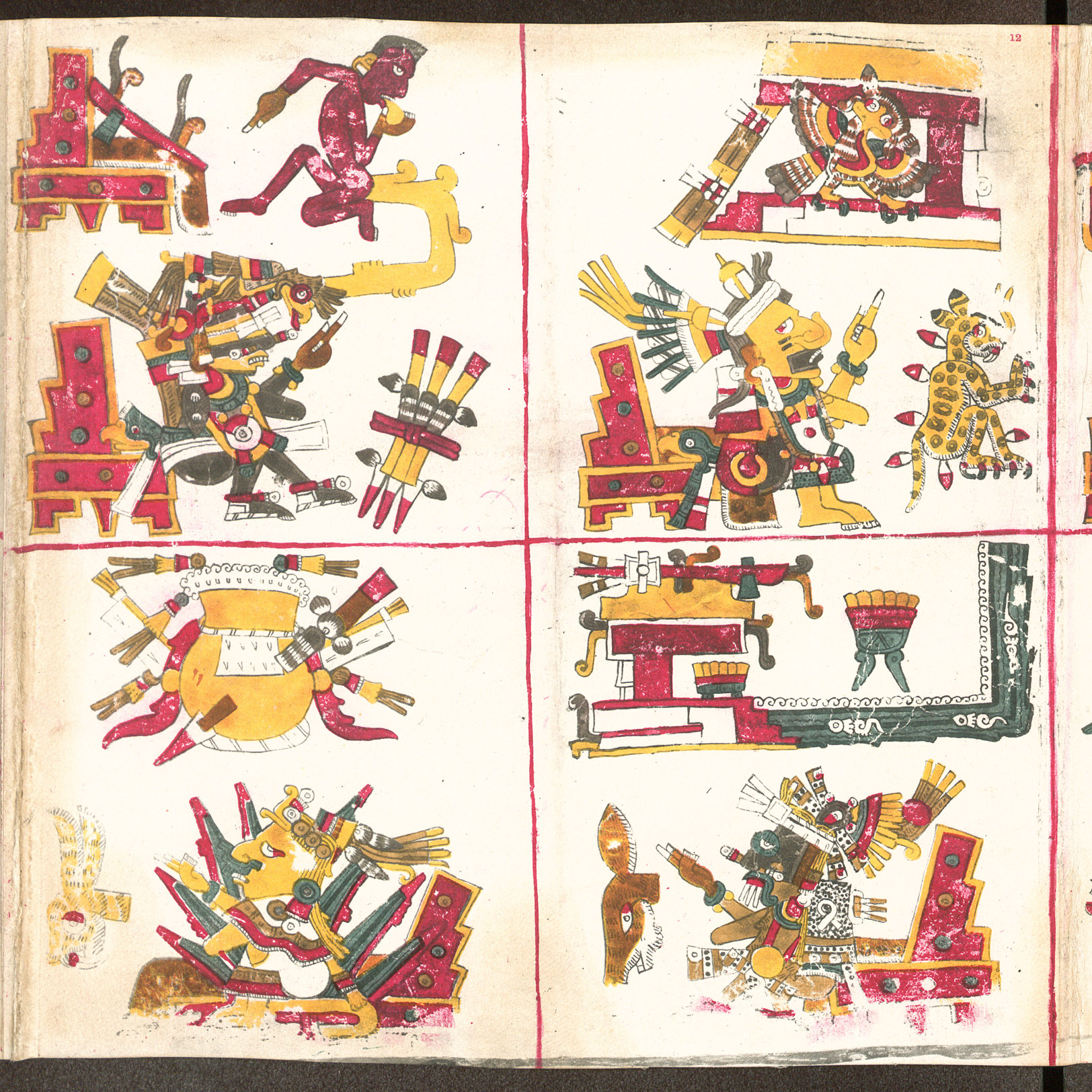
Страница 12
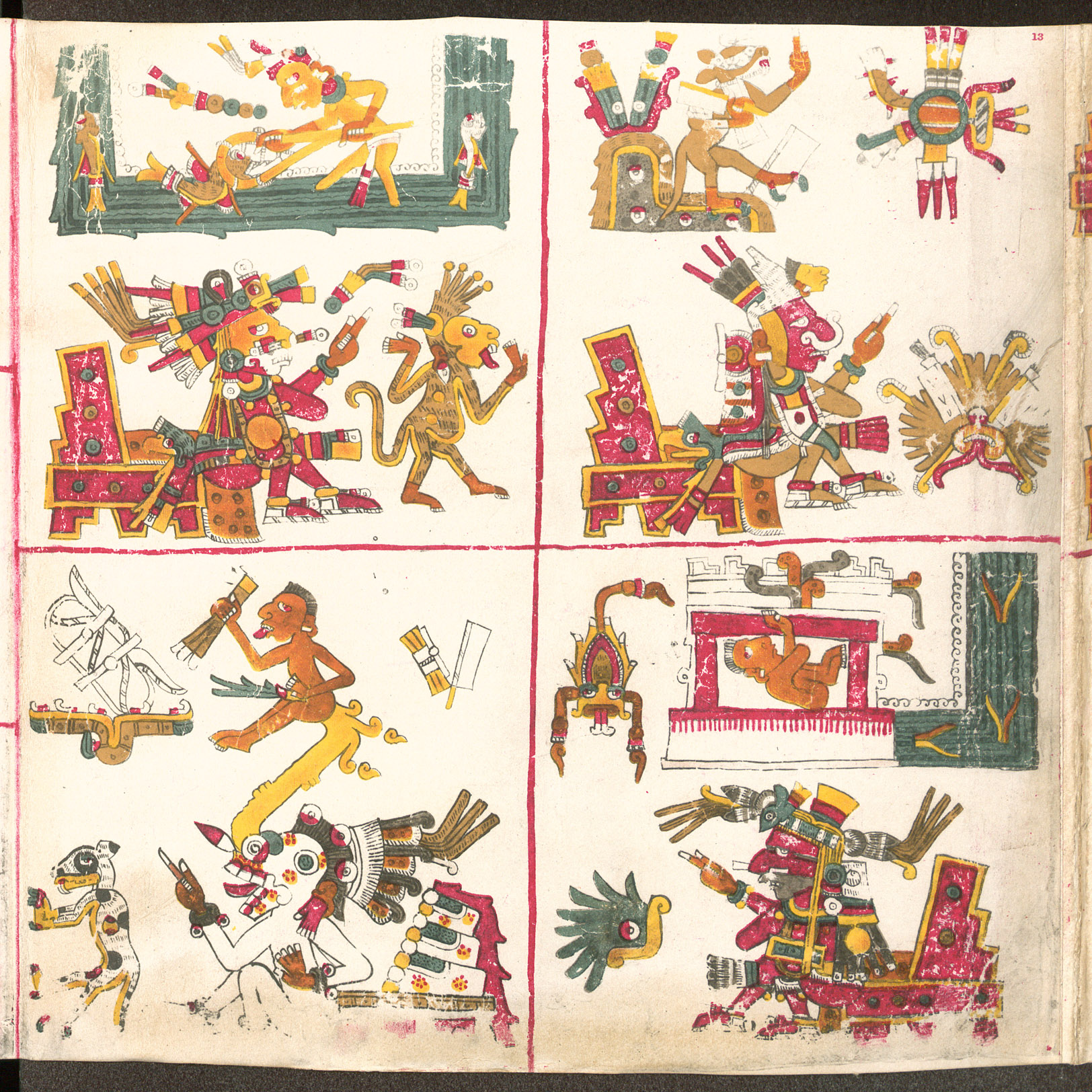
Страница 13
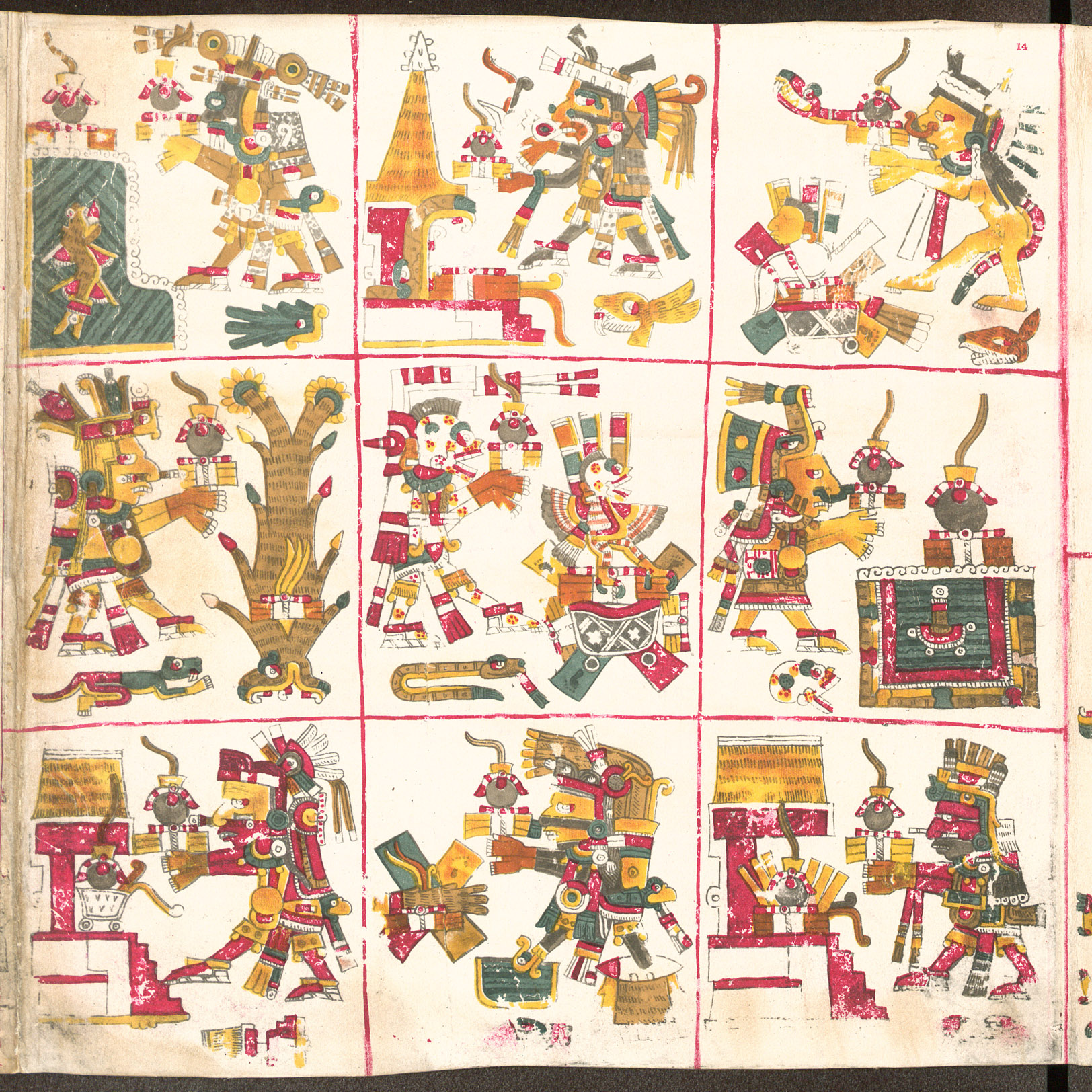
Страница 14

### 15-17
Страницы изображают божества, связанные с деторождением. Каждая из 20 секций содержит 4 дневных знака.
Внизу секции на странице 17 изображён бог Тескатлипока с дневными знаками, соответствующими частям его тела.

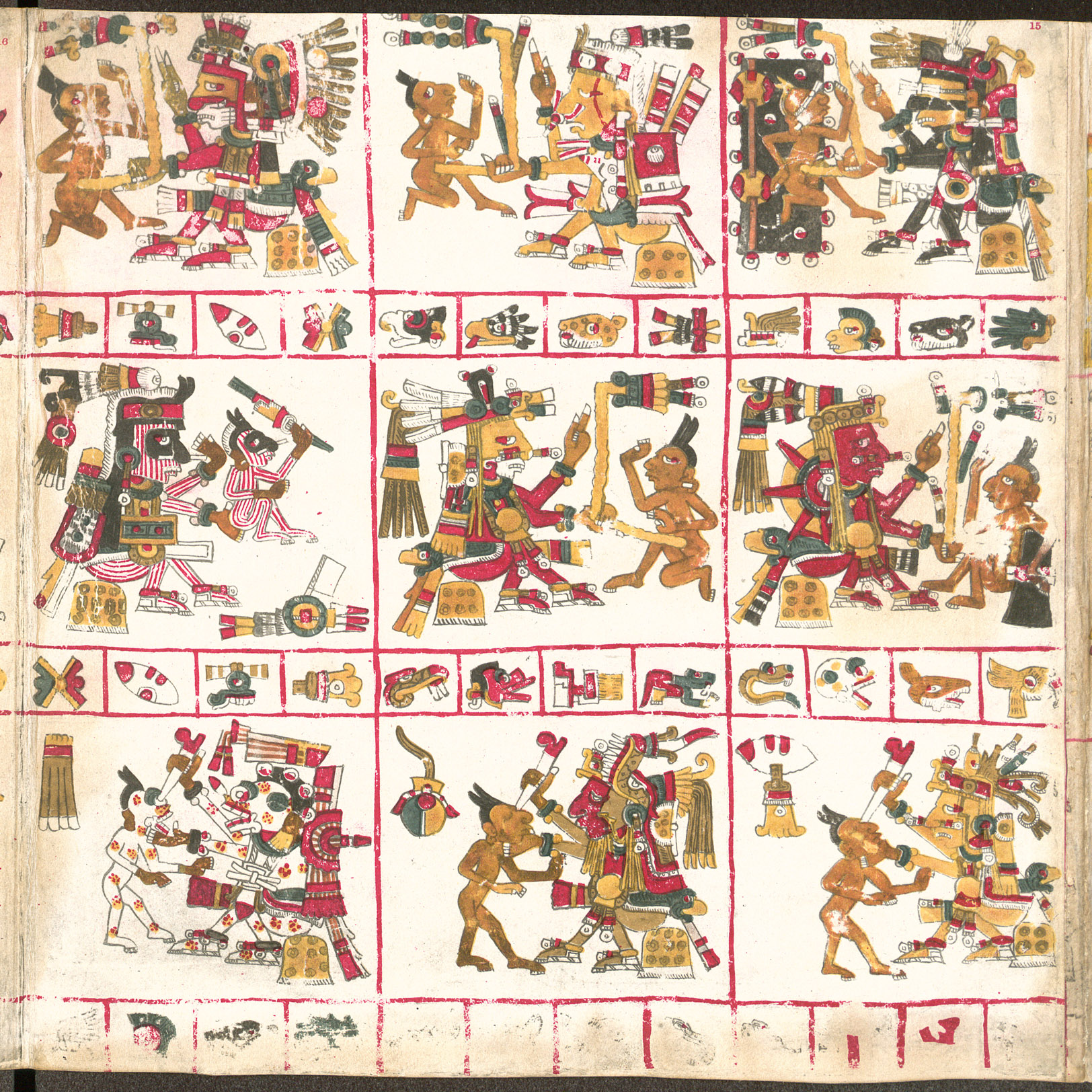
Страница 15
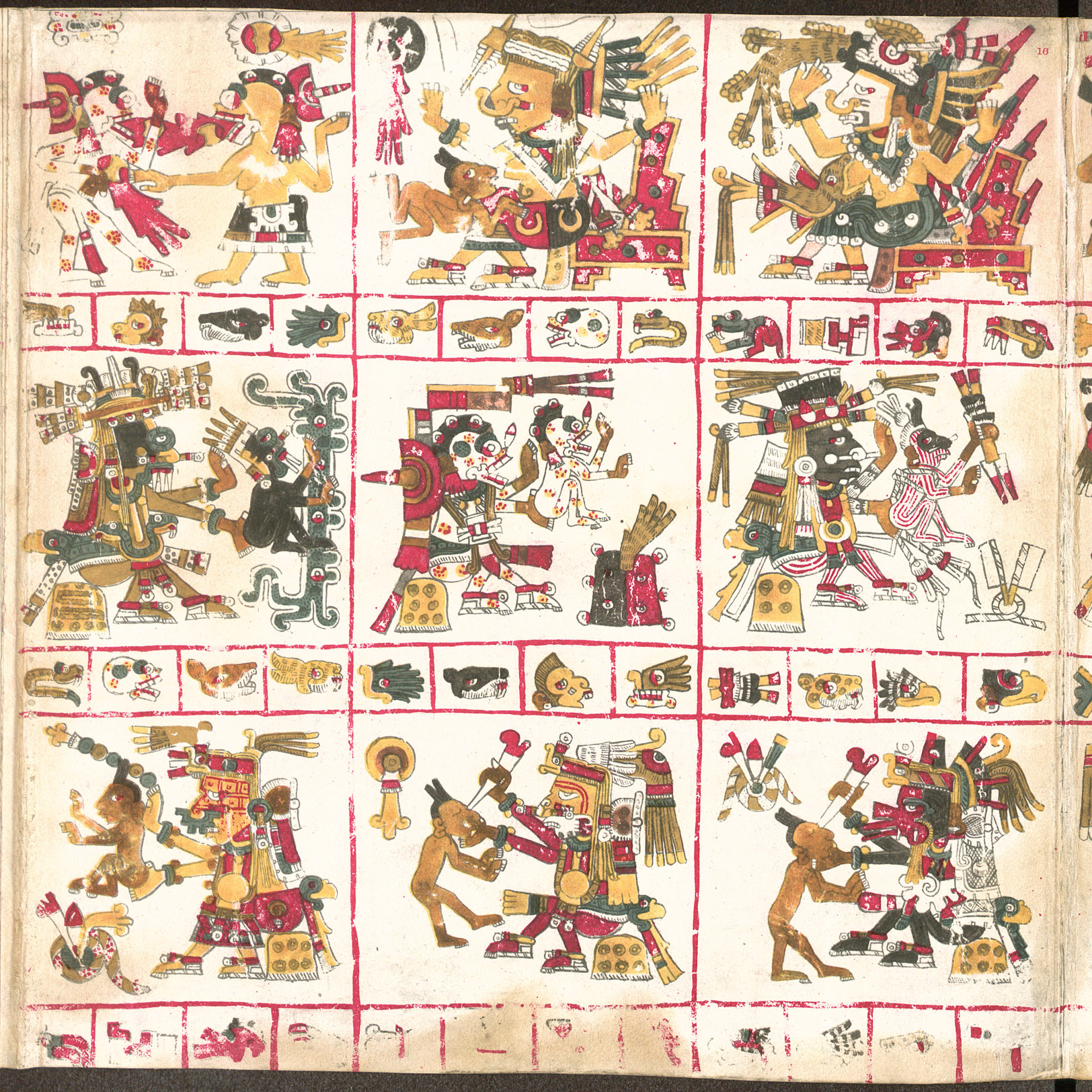
Страница 16
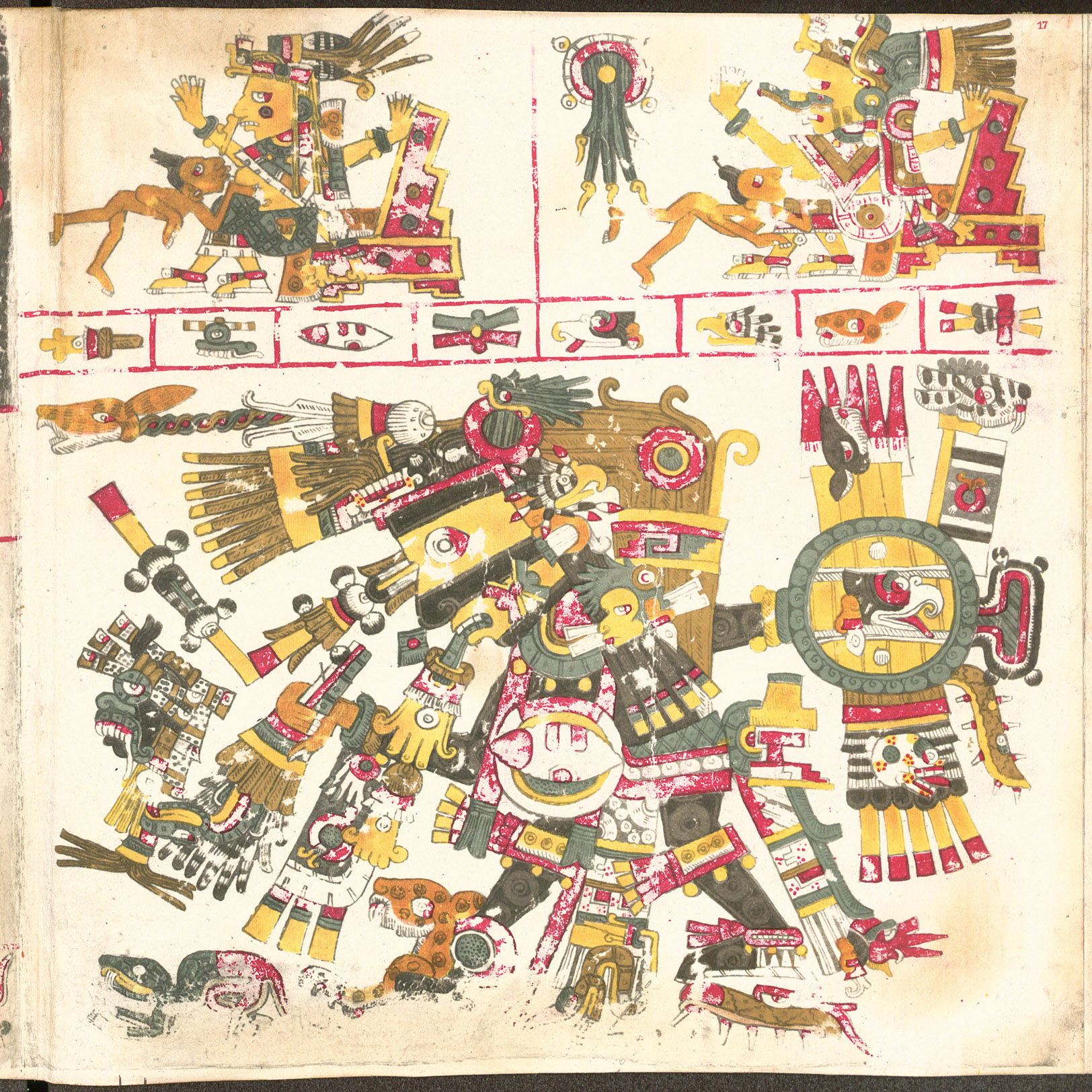
Страница 17

### 18-21

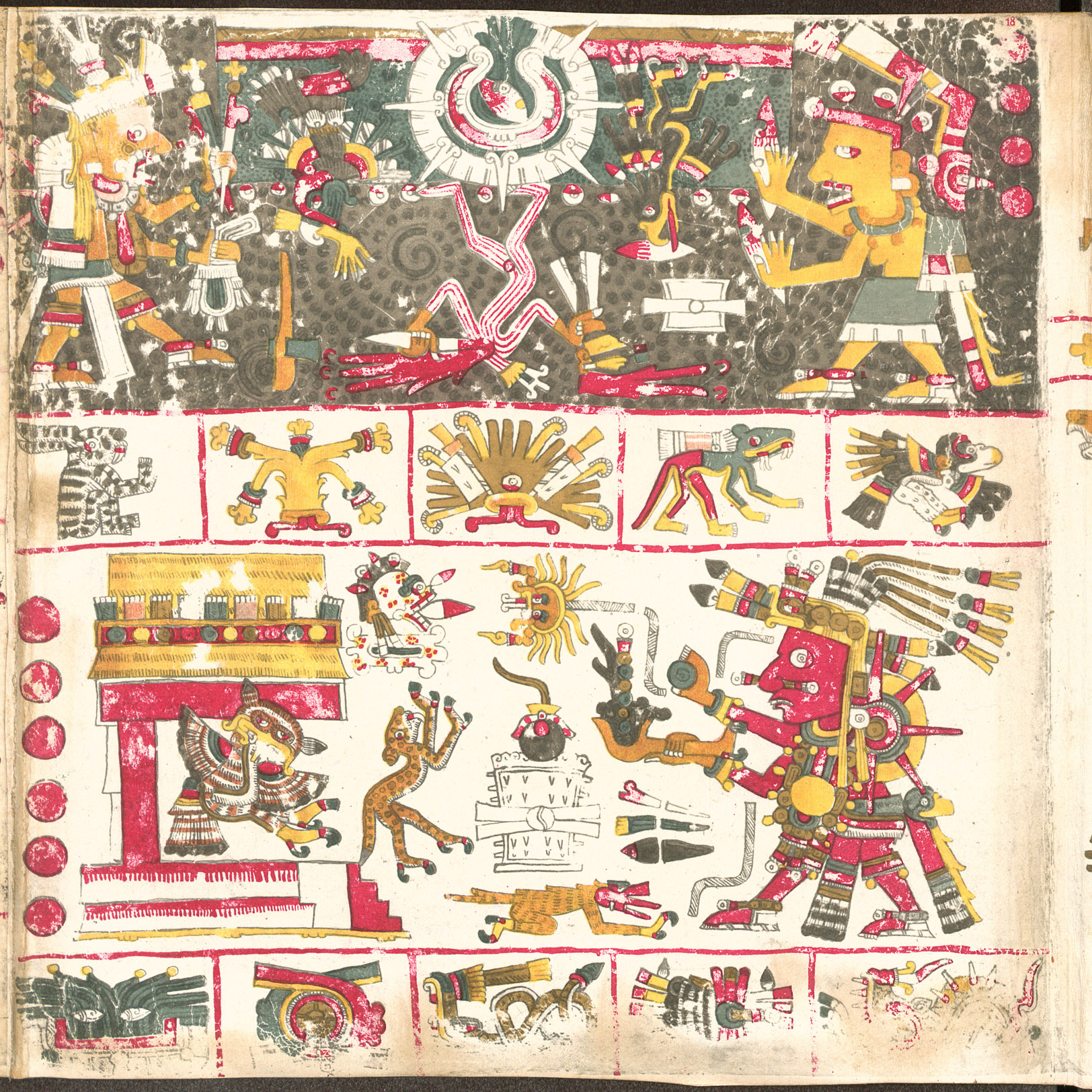
Страница 18
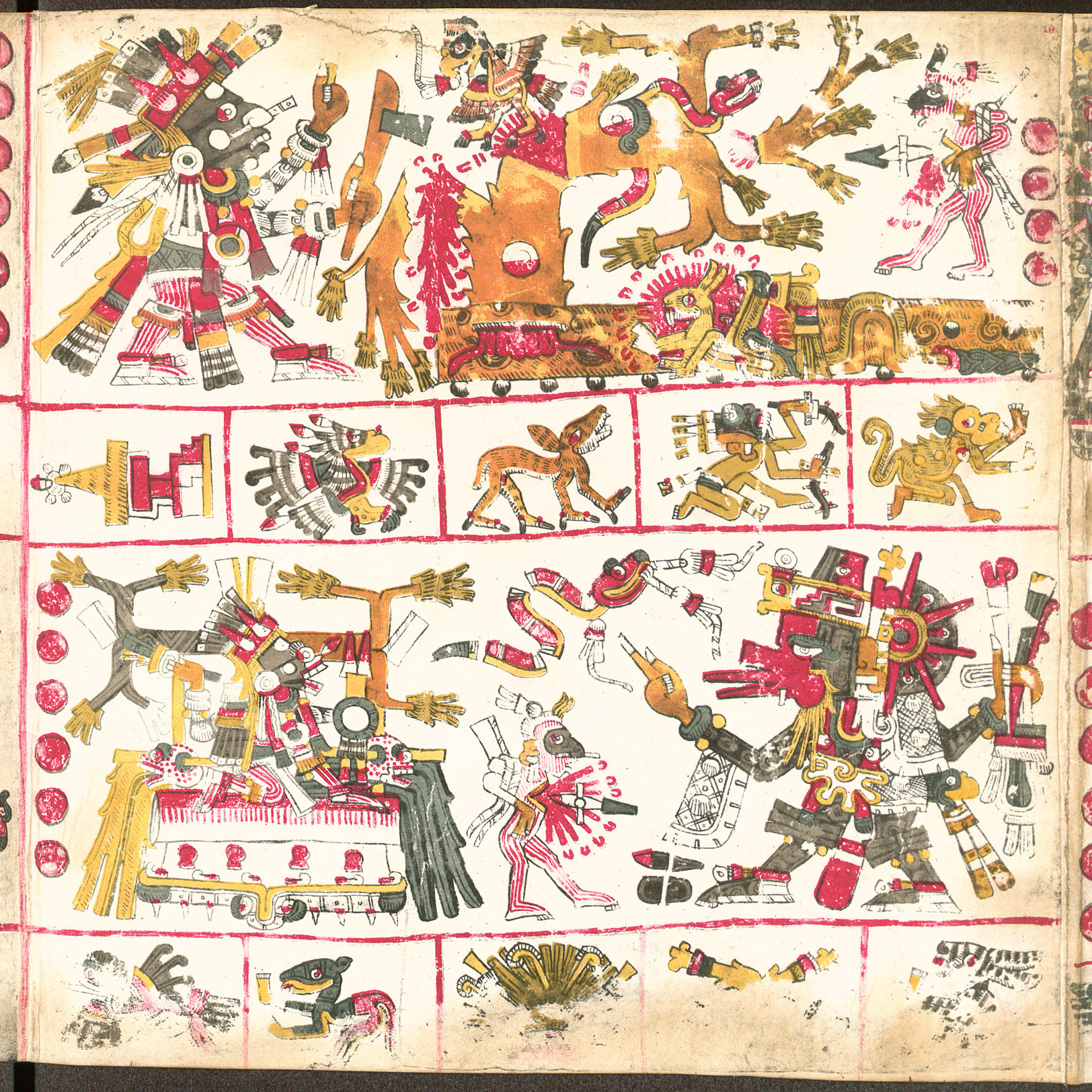
Страница 19
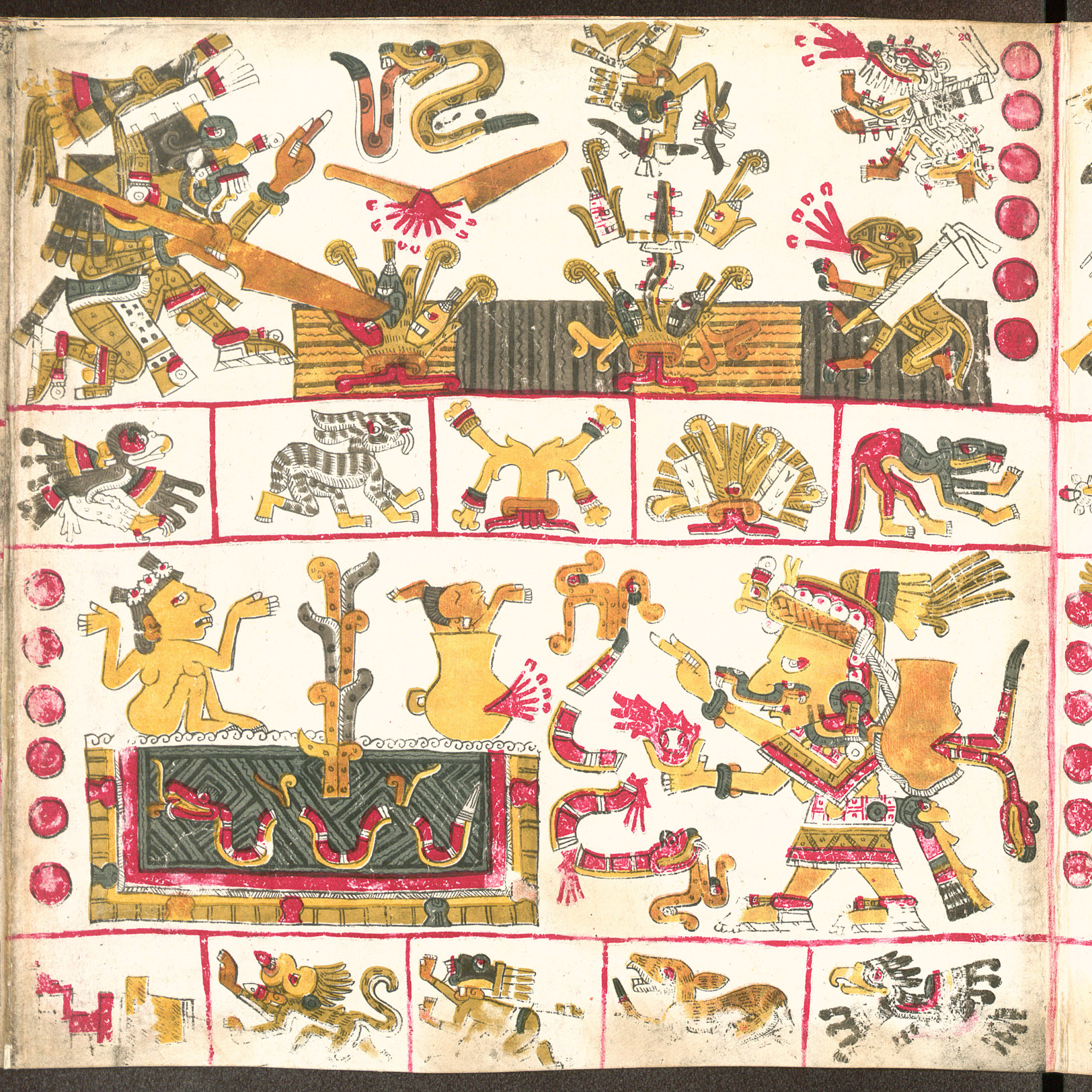
Страница 20
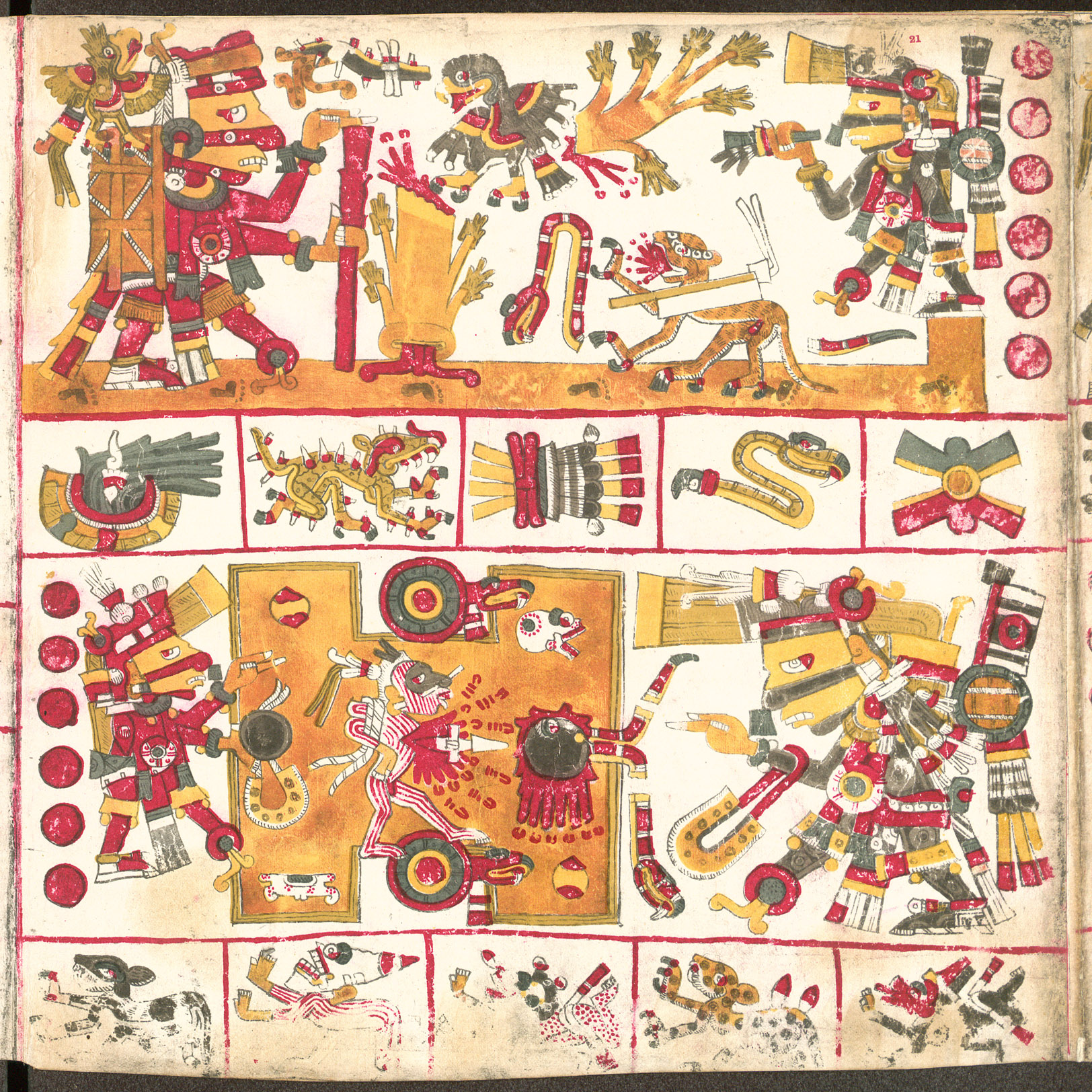
Страница 21

### 22-28

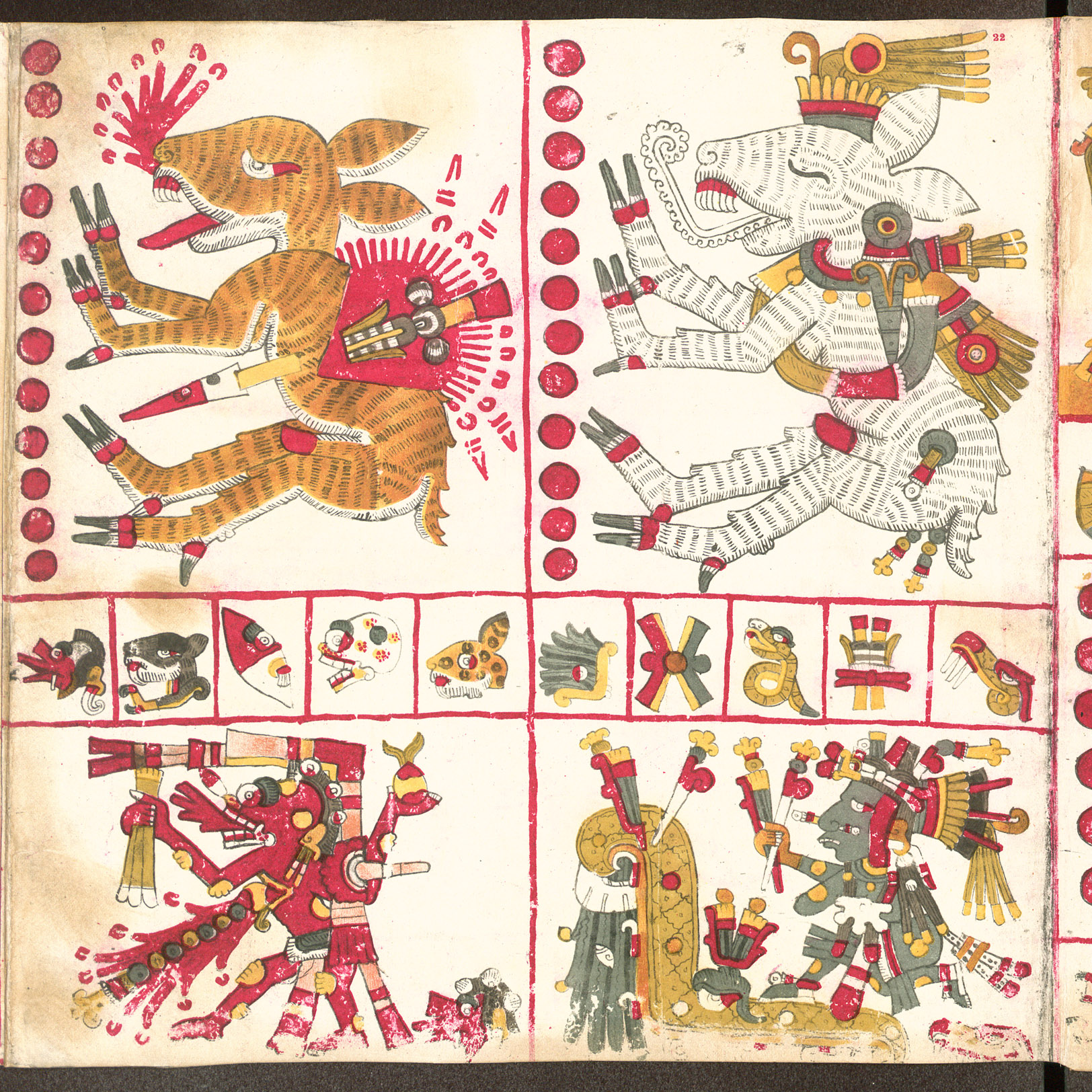
Страница 22
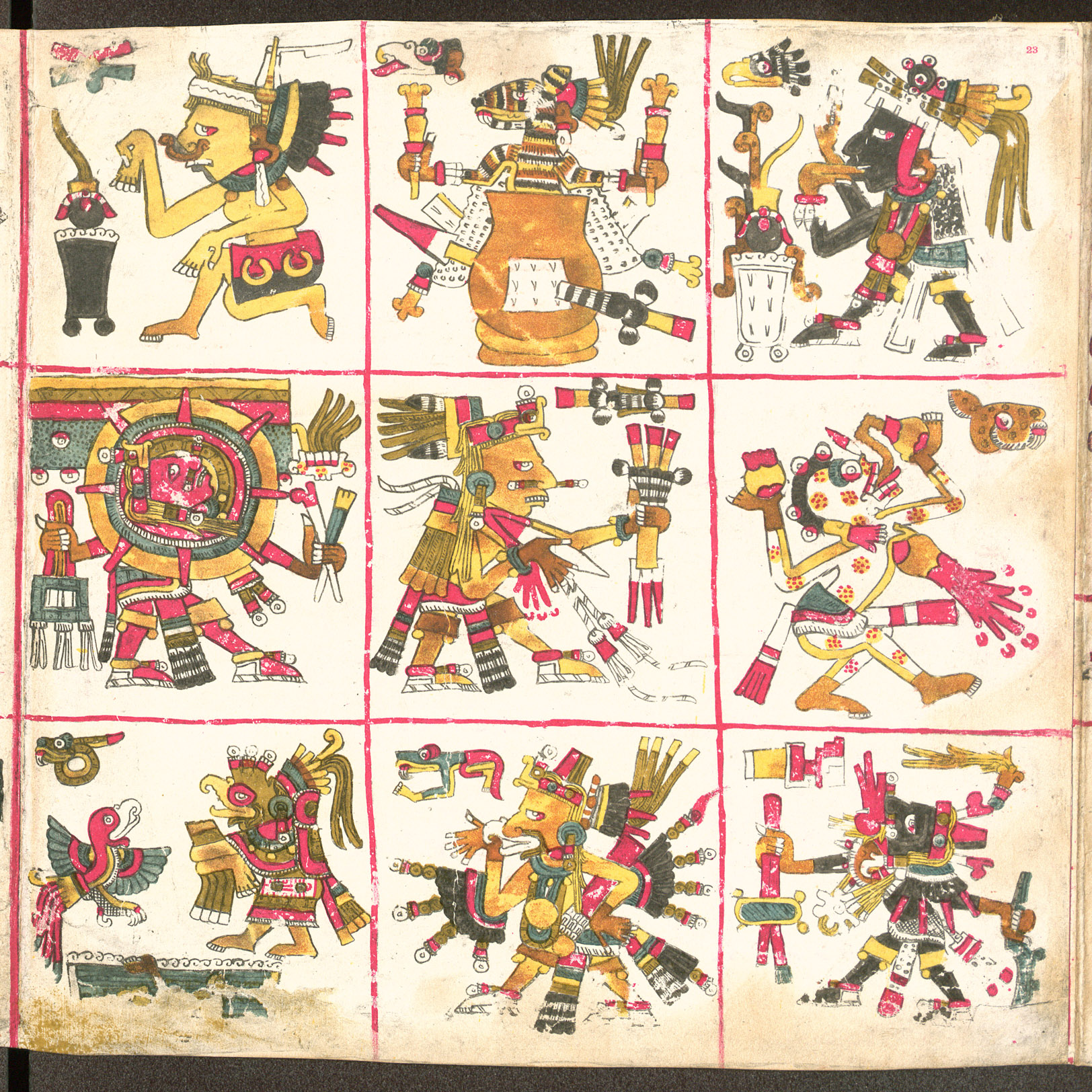
Страница 23
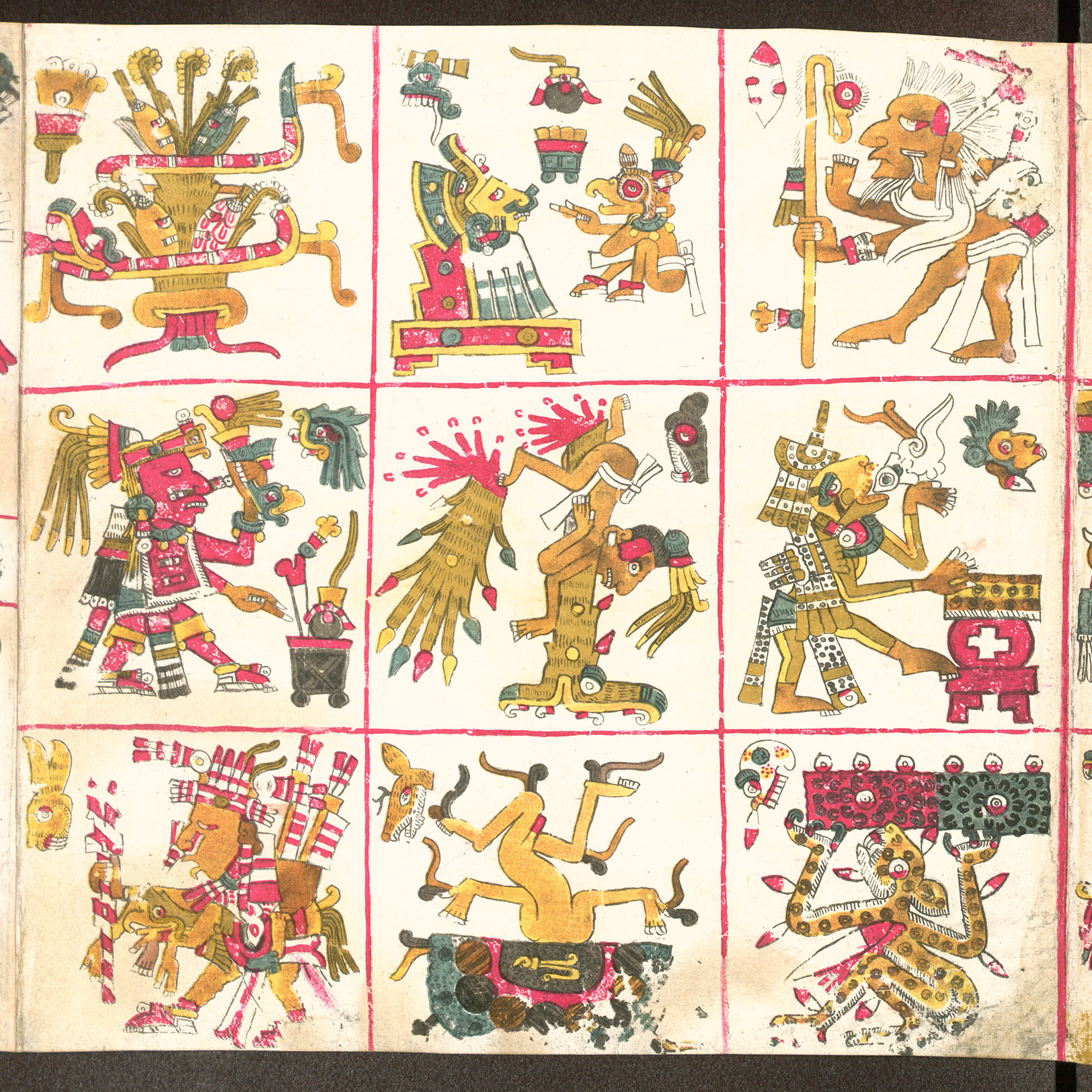
Страница 24
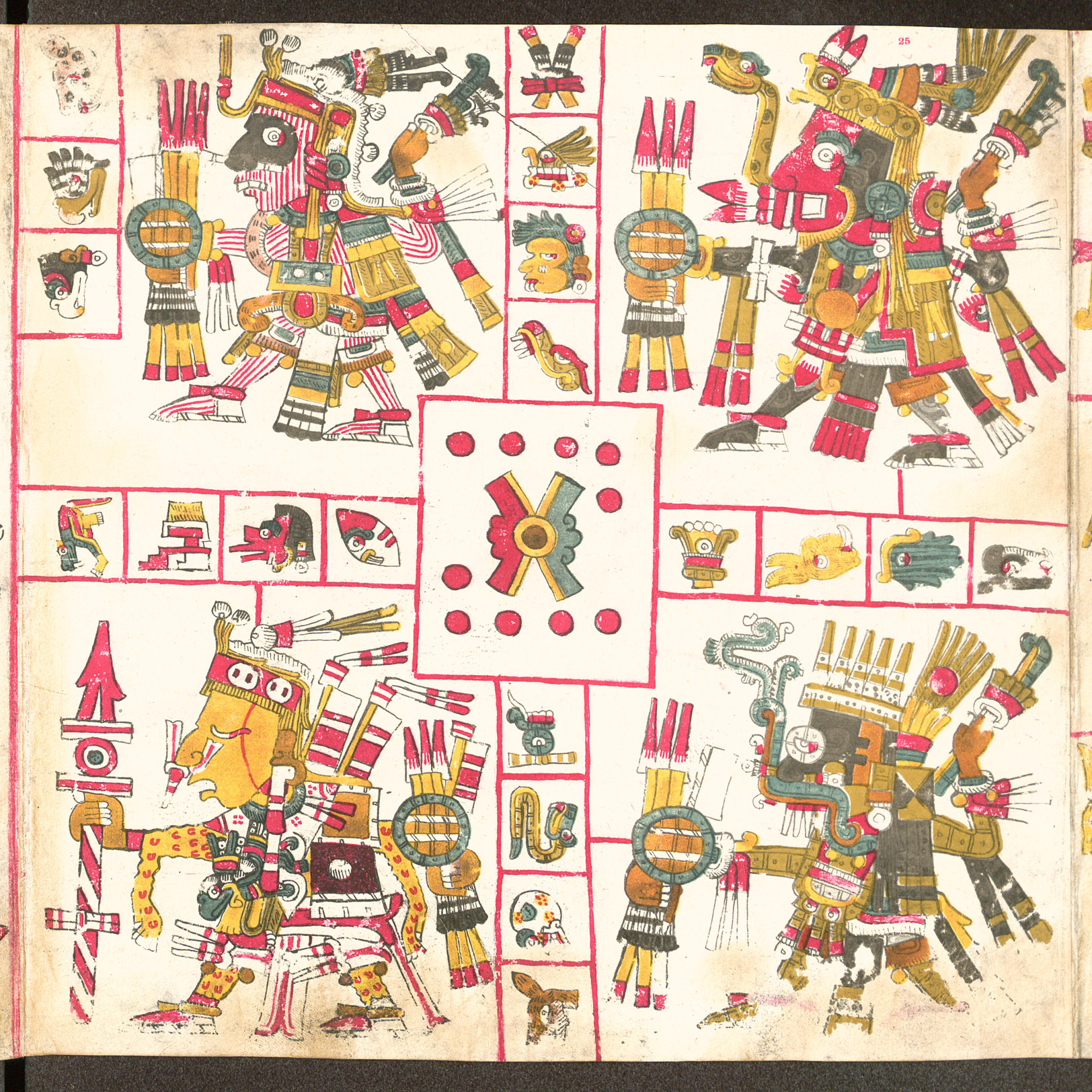
Страница 25
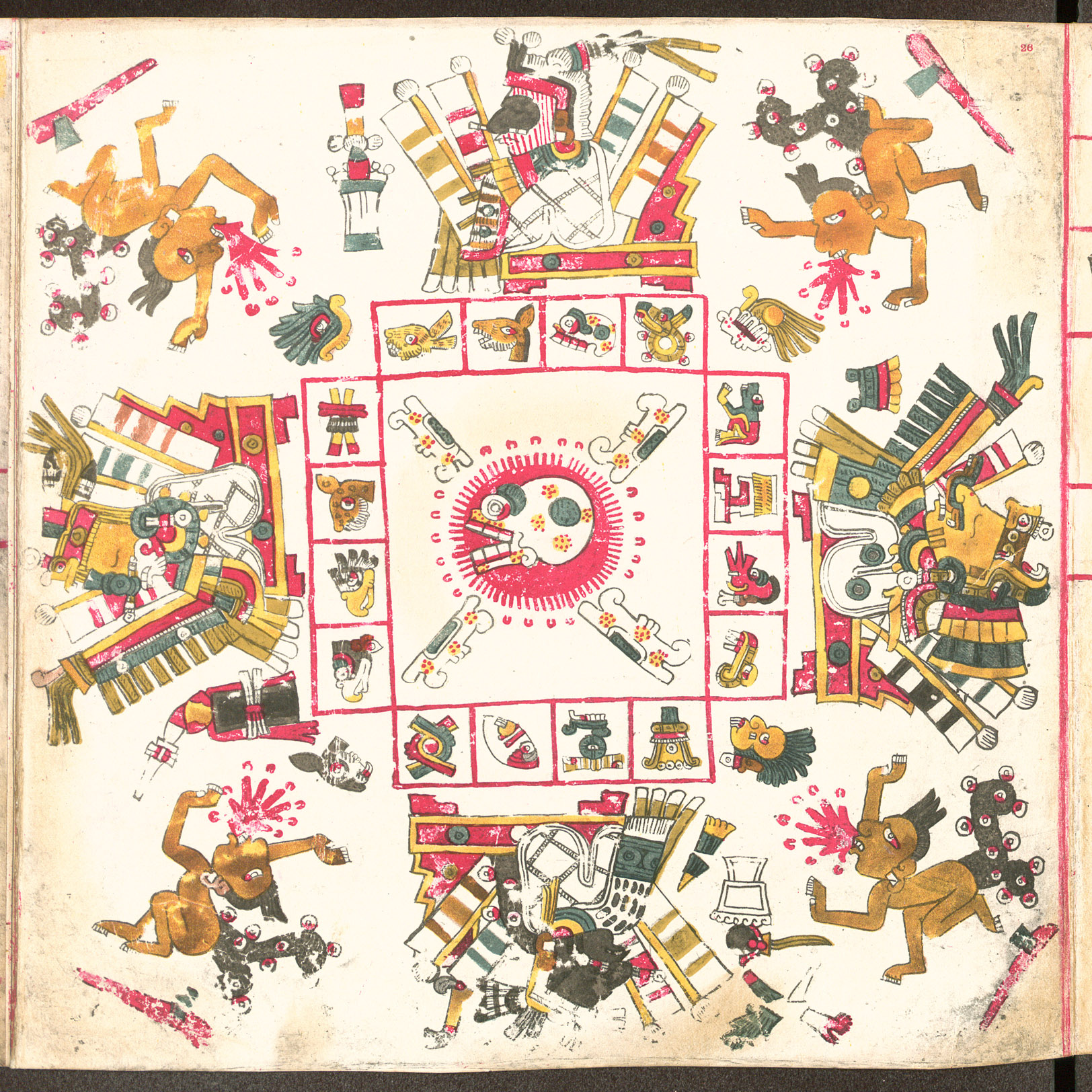
Страница 26
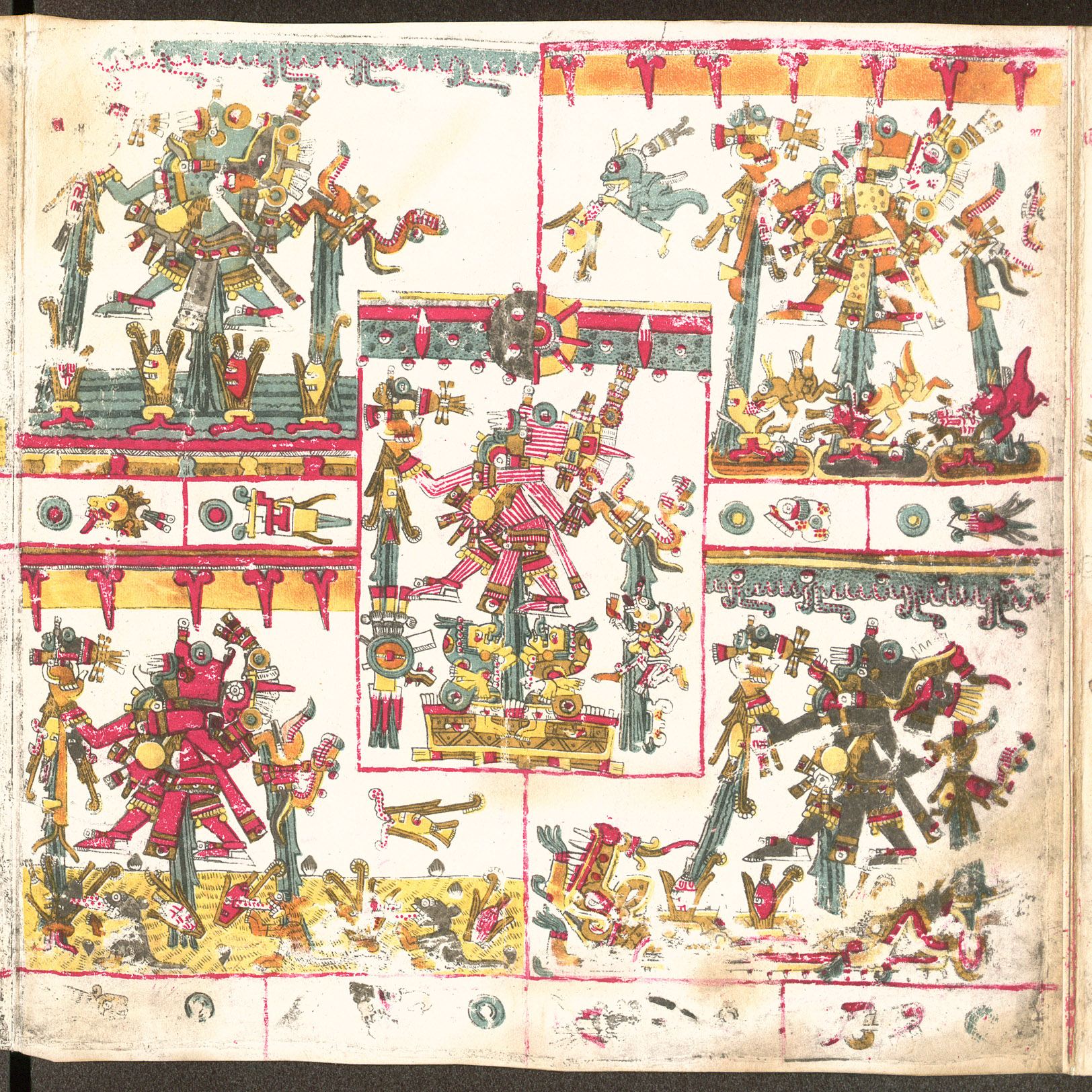
Страница 27
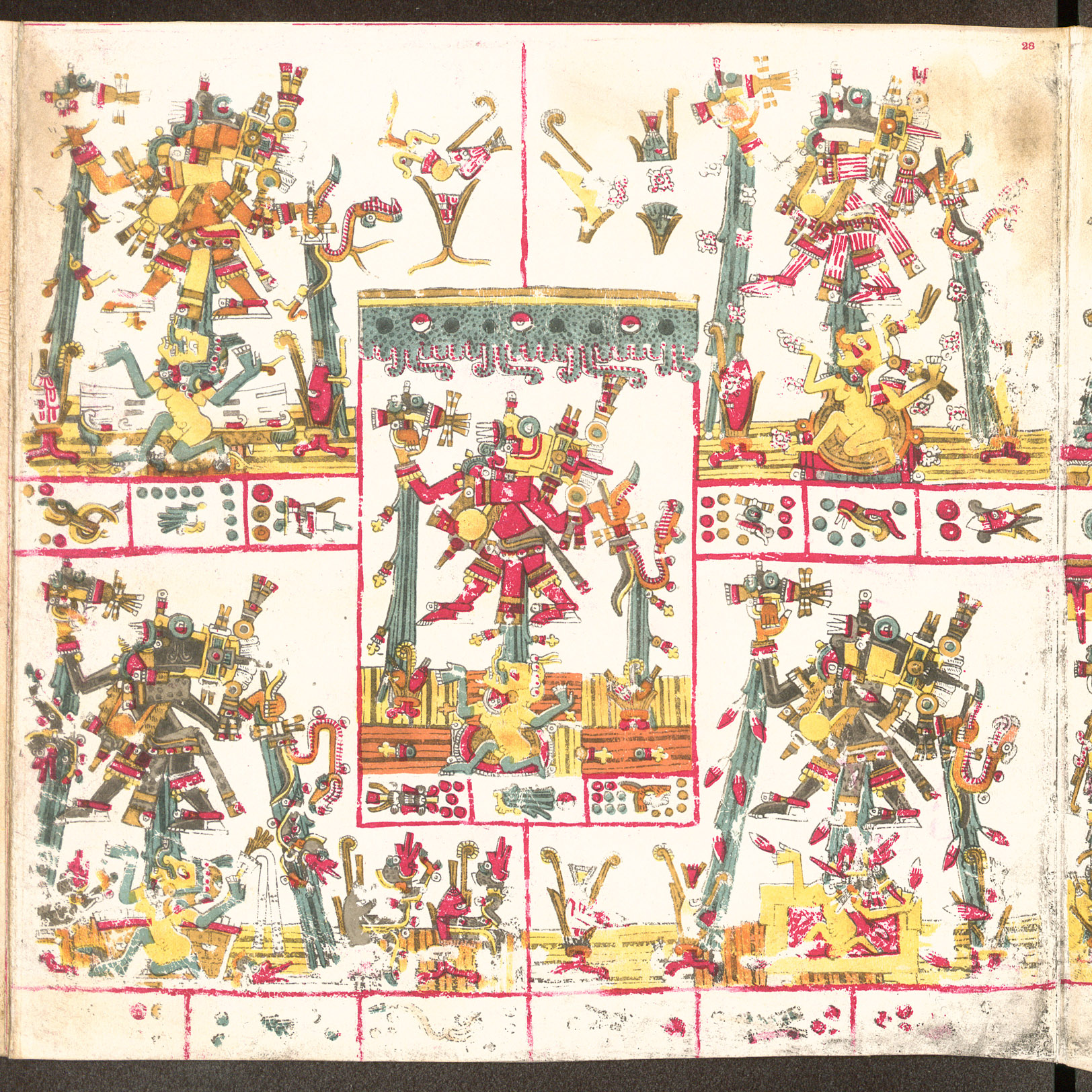
Страница 28

### 29-46
Эти страницы содержат самую длинную и загадочную часть кодекса. Страницы иллюстрируют какое-то путешествие, — существует множество различных толкований этих рисунков. Этот ряд заканчивается церемонией Нового огня и знаменует собой конец 52-летнего цикла и начало нового цикла.

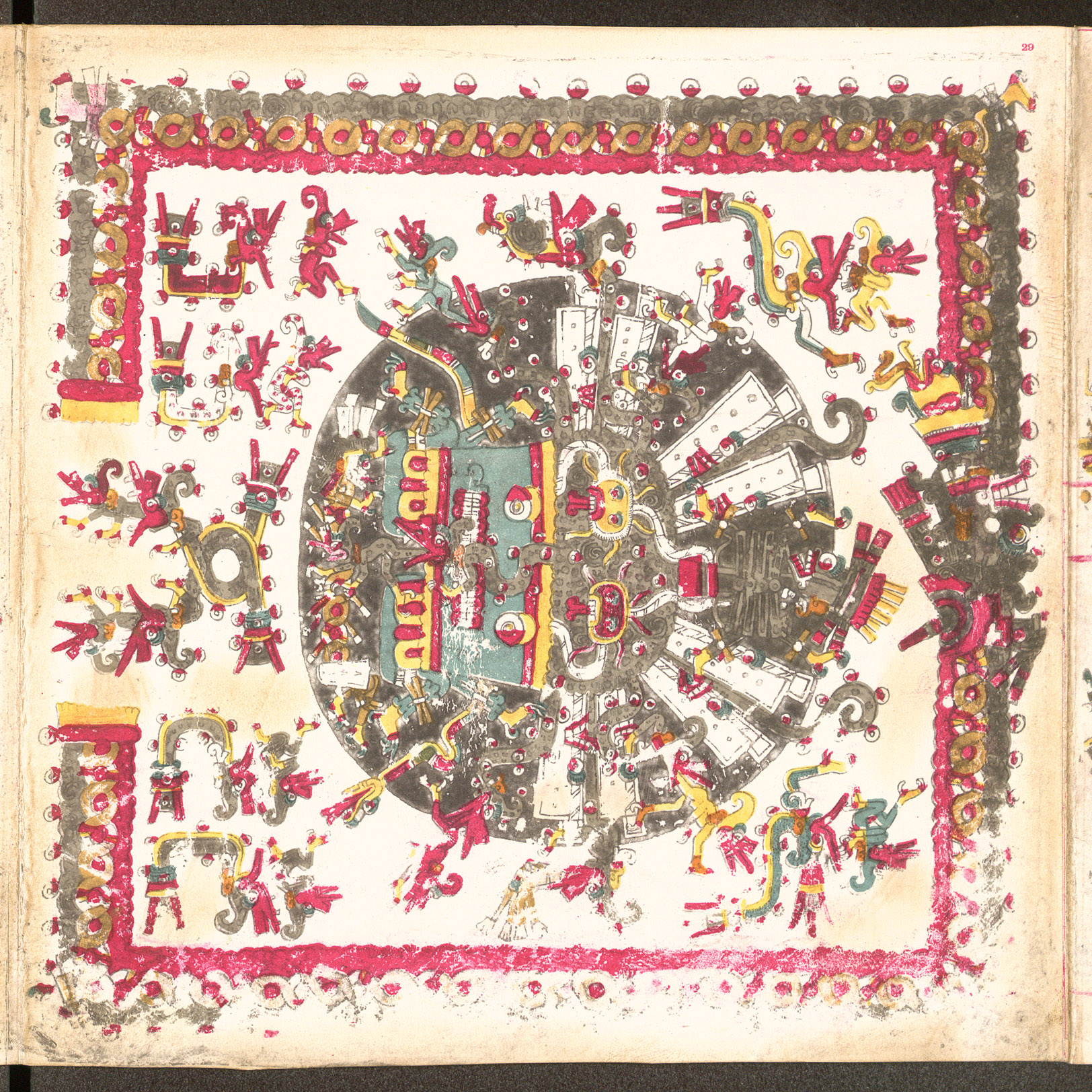
Страница 29
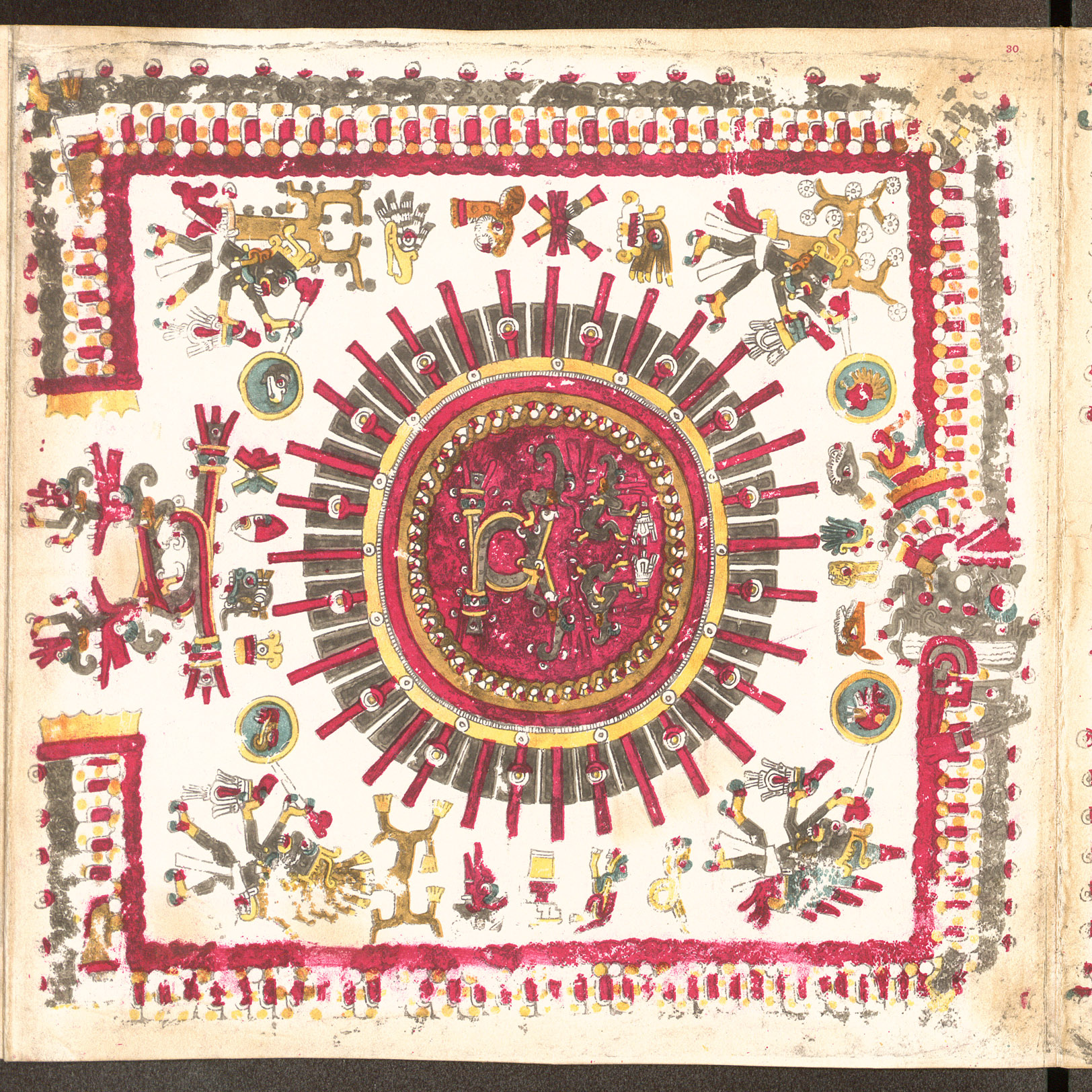
Страница 30
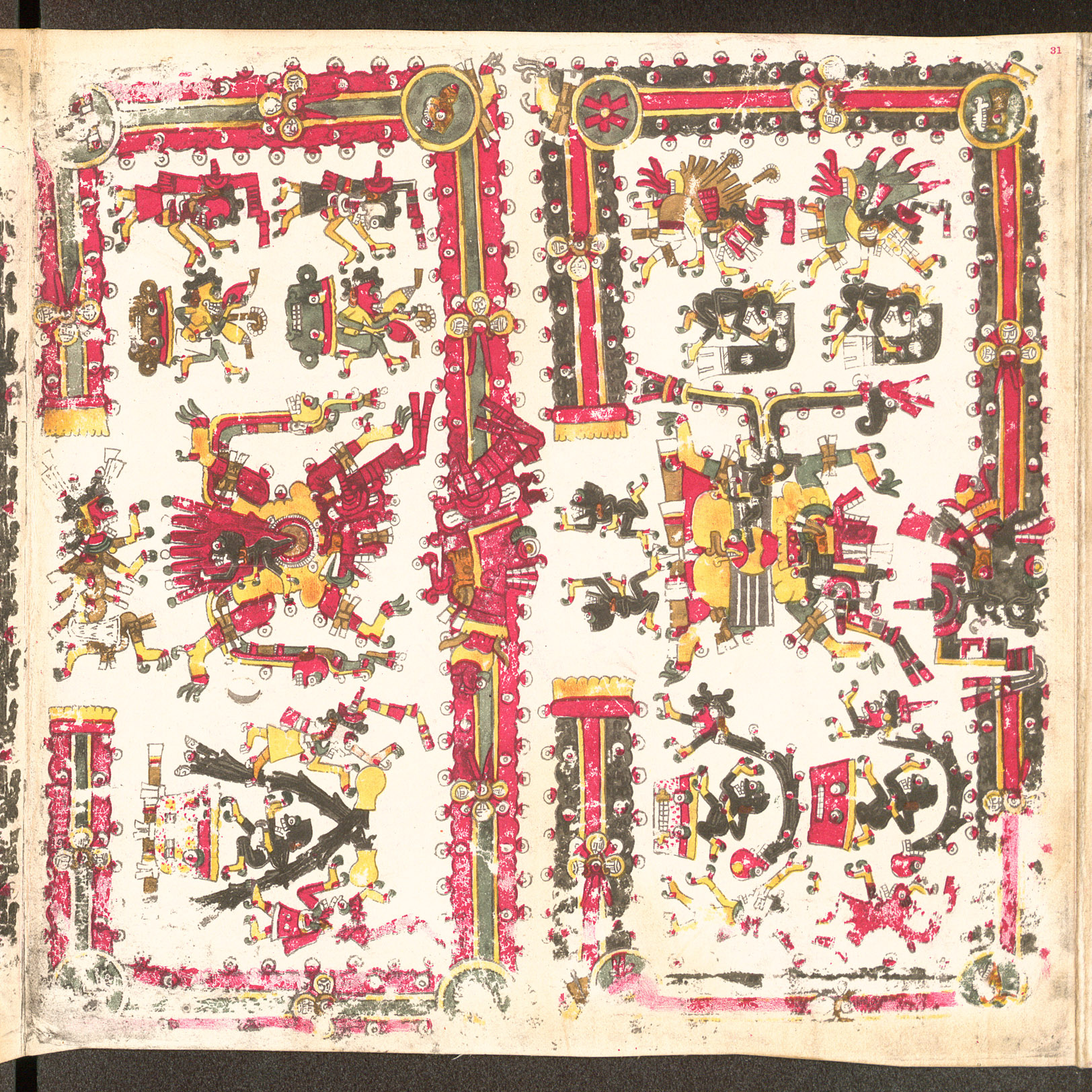
Страница 31
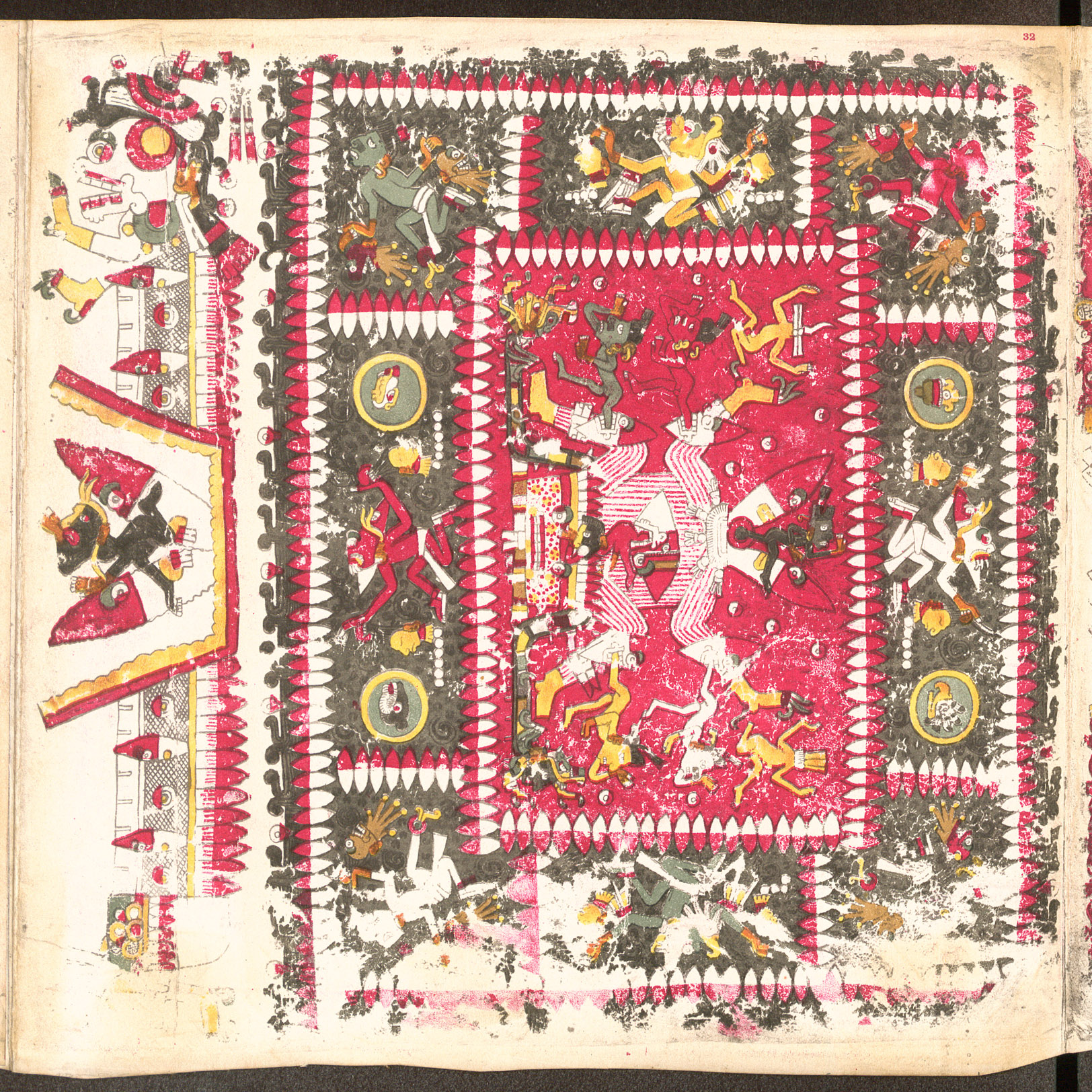
Страница 32
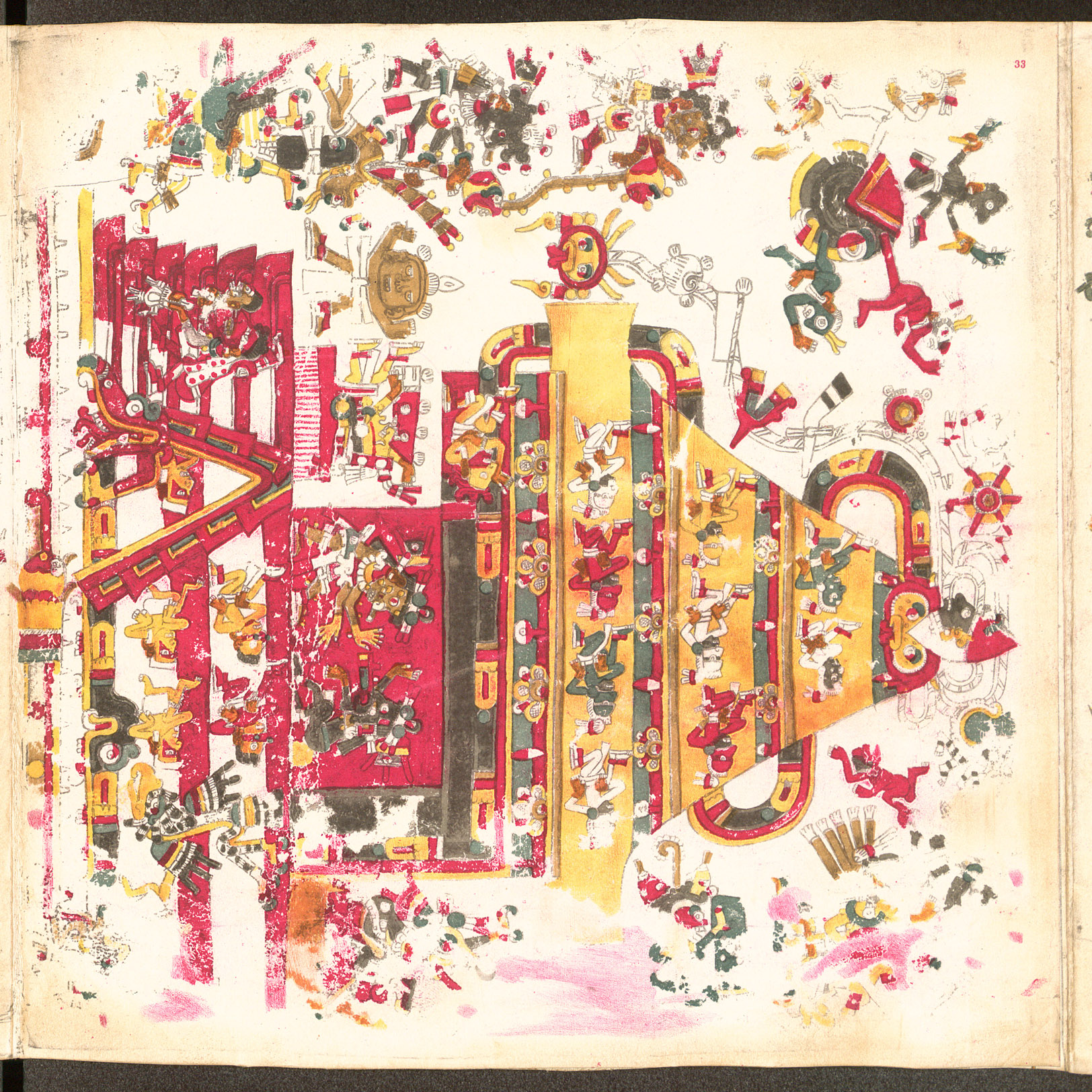
Страница 33
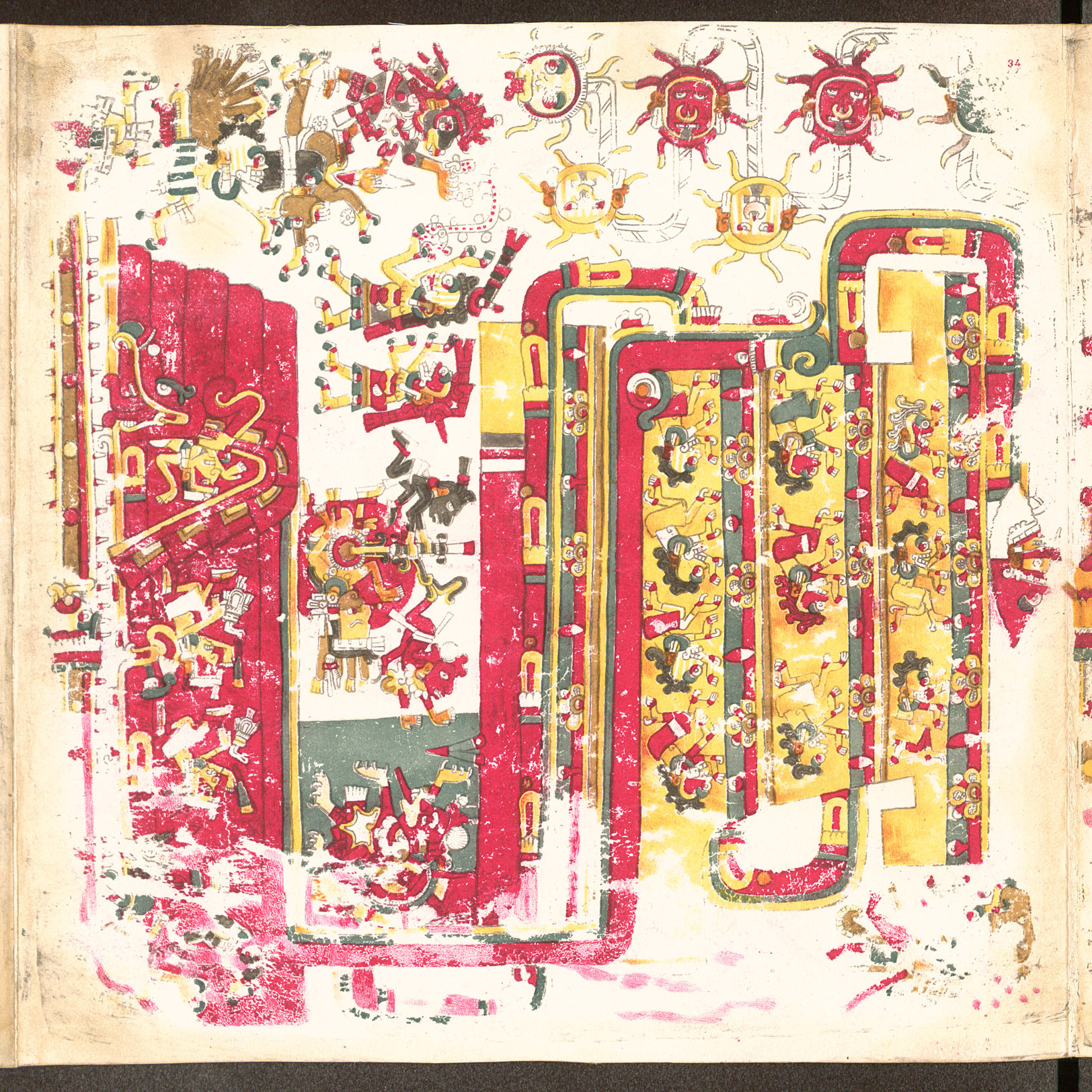
Страница 34
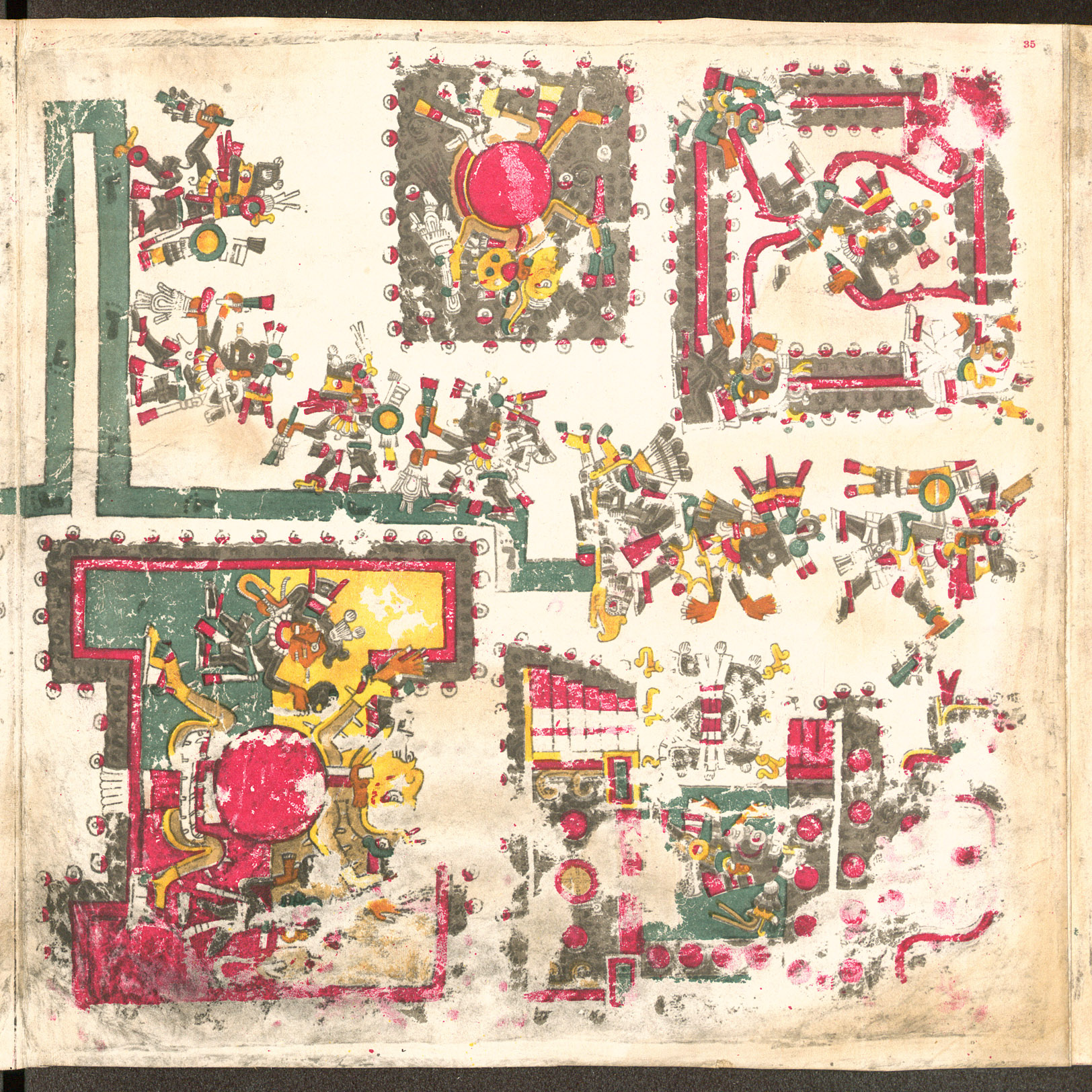
Страница 35
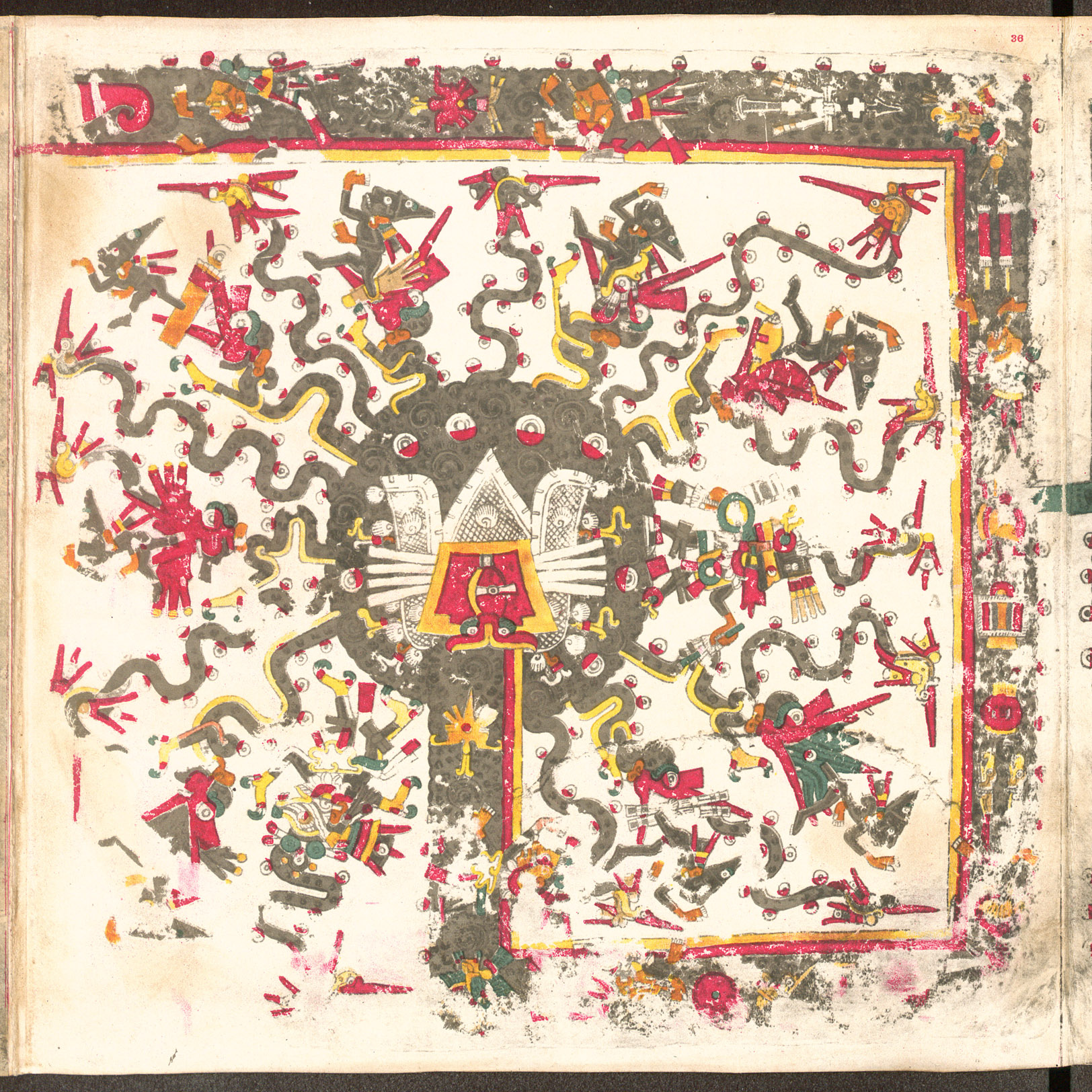
Страница 36
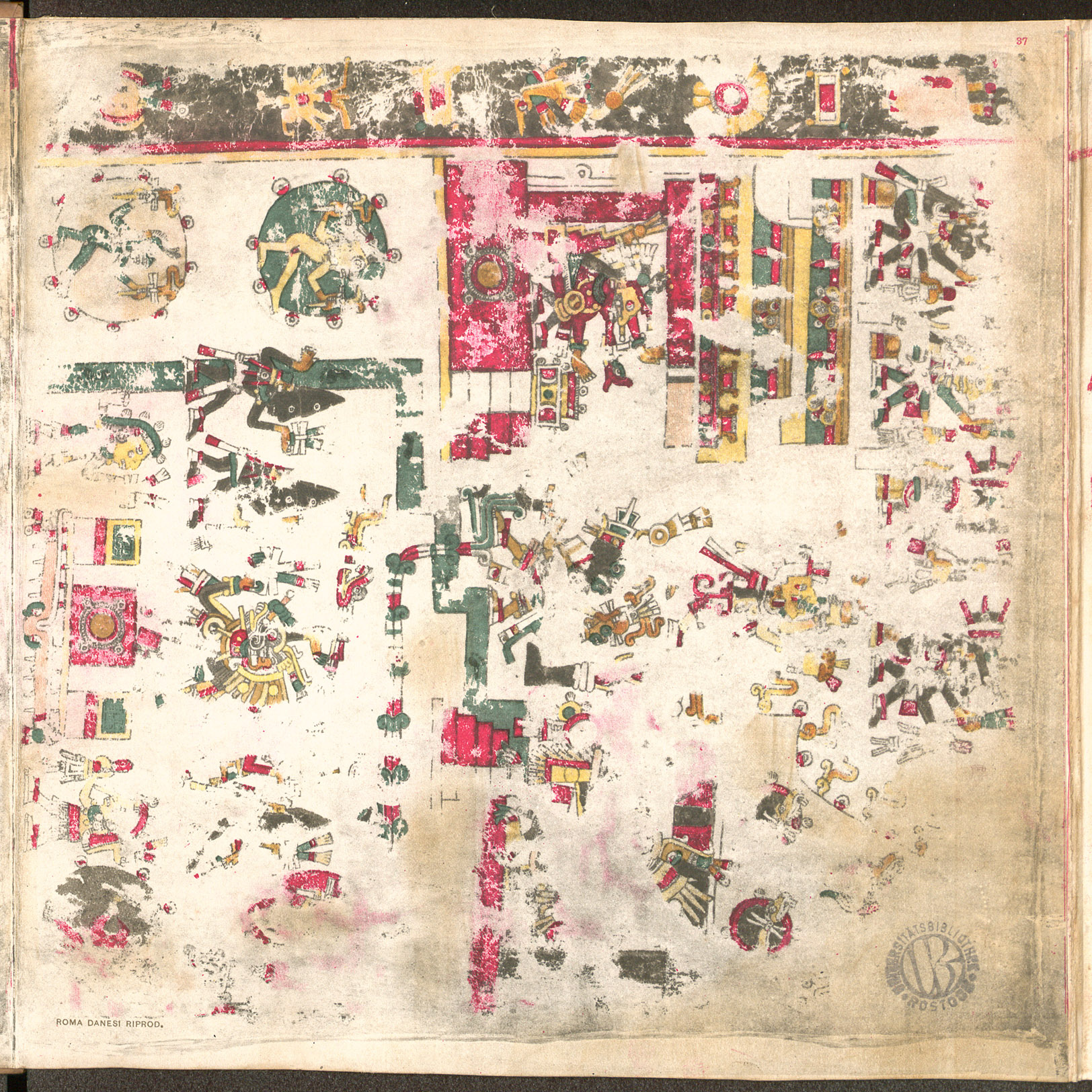
Страница 37
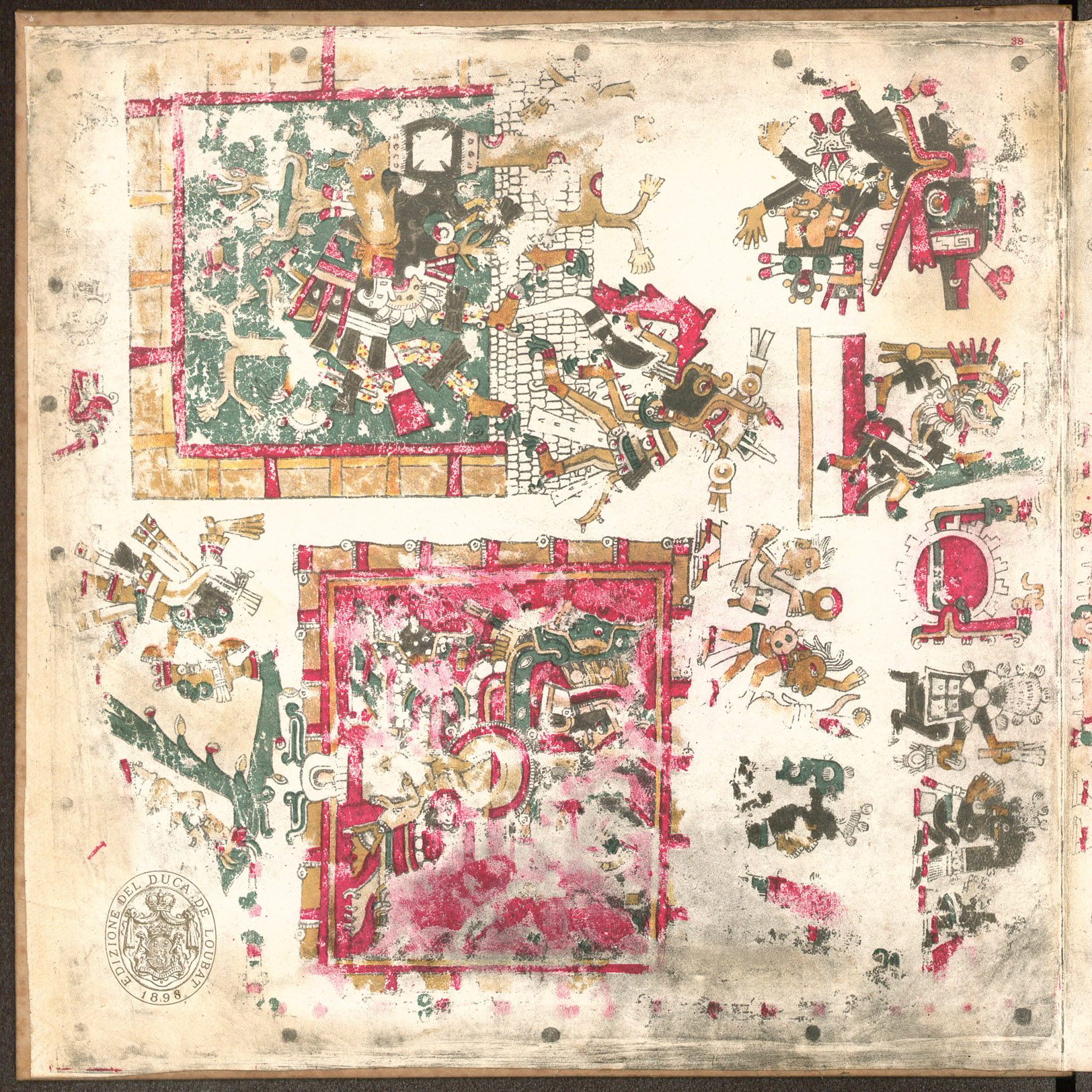
Страница 38
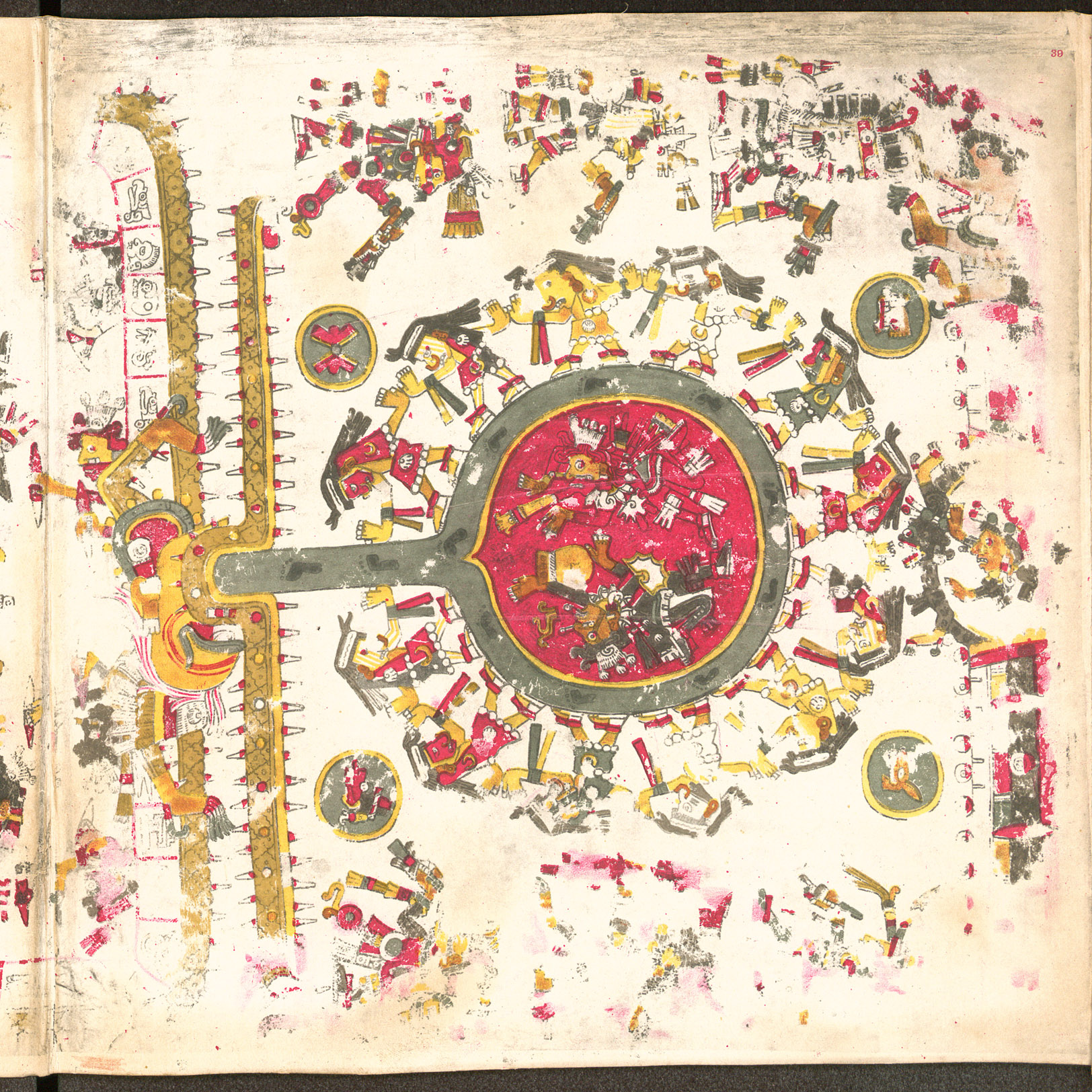
Страница 39
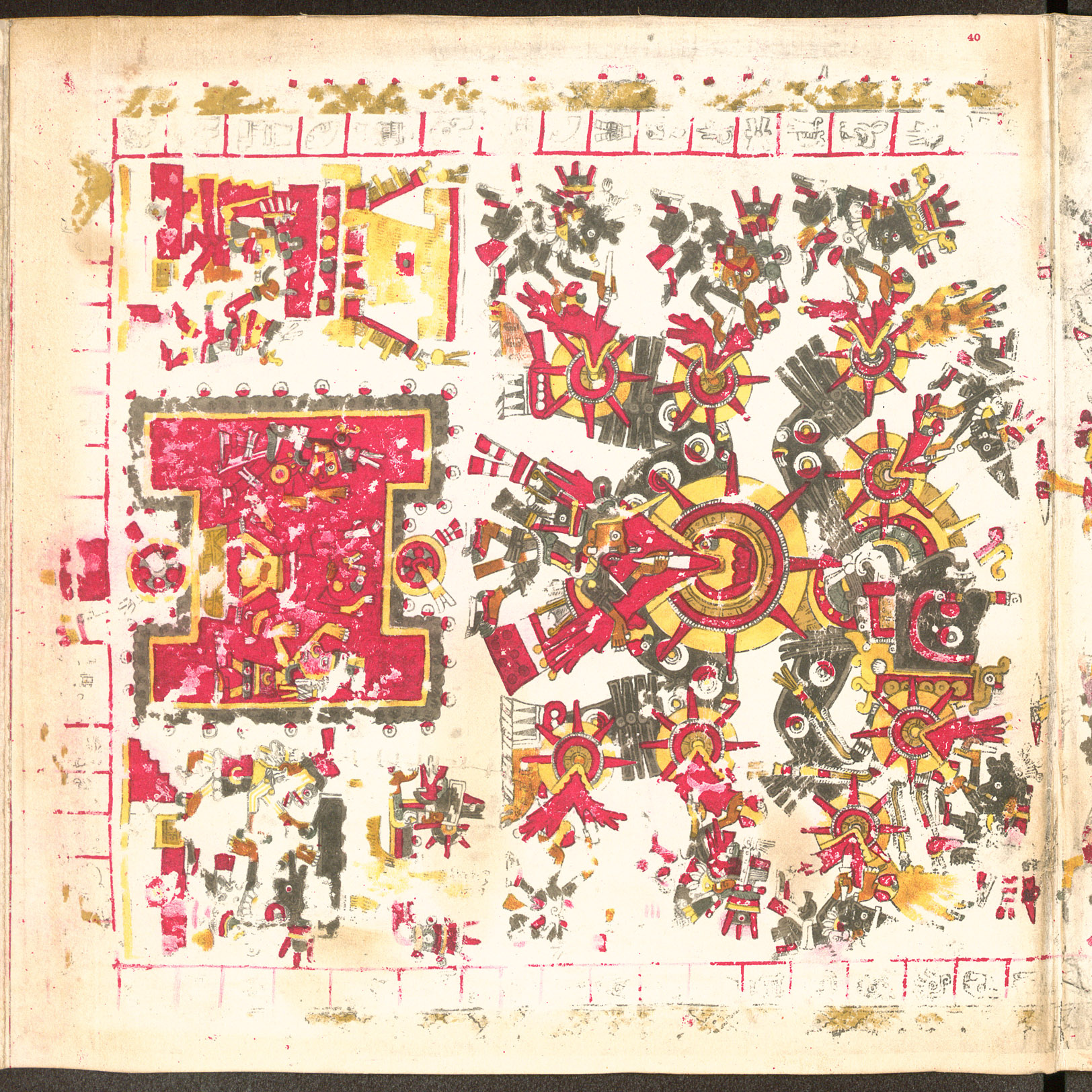
Страница 40
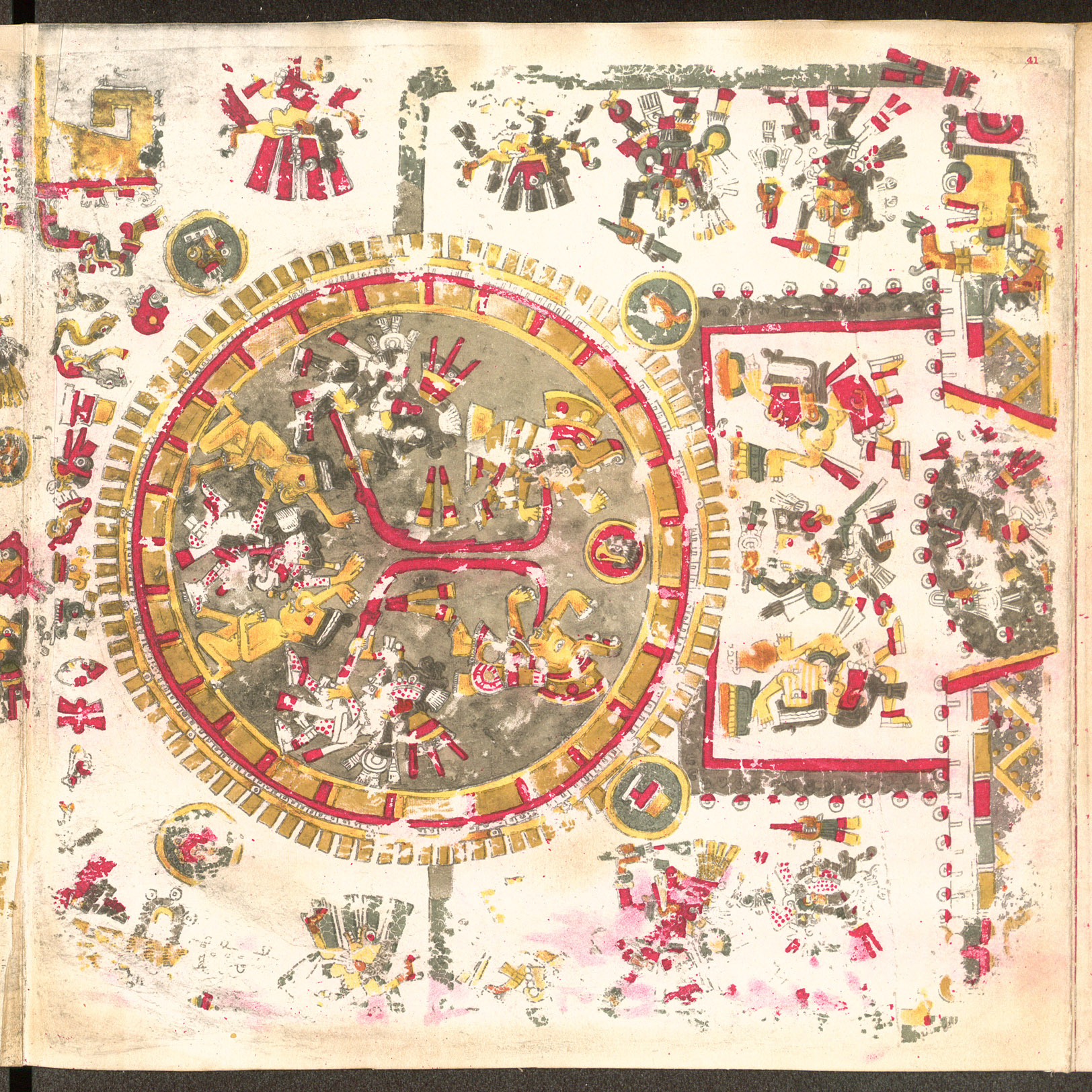
Страница 41
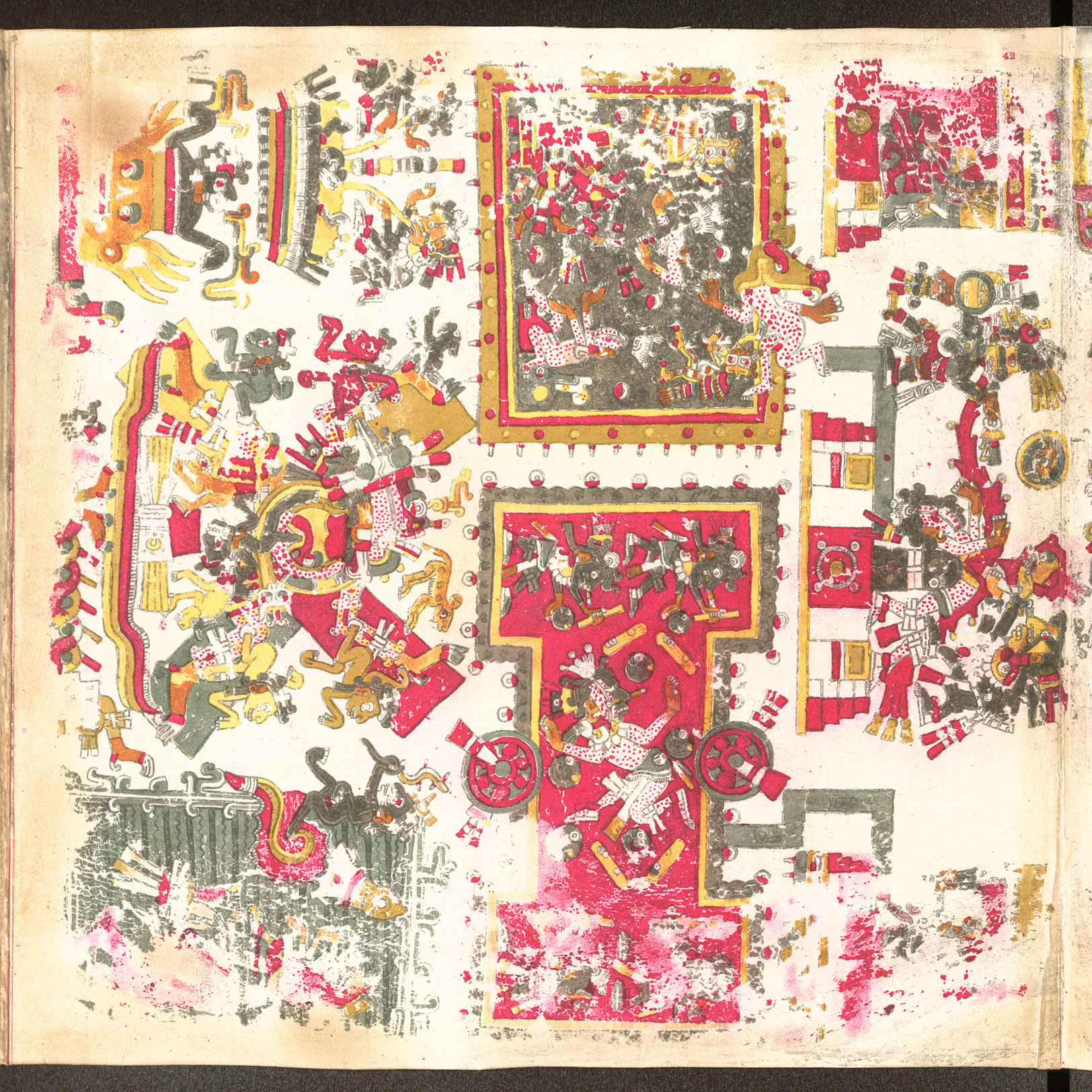
Страница 42
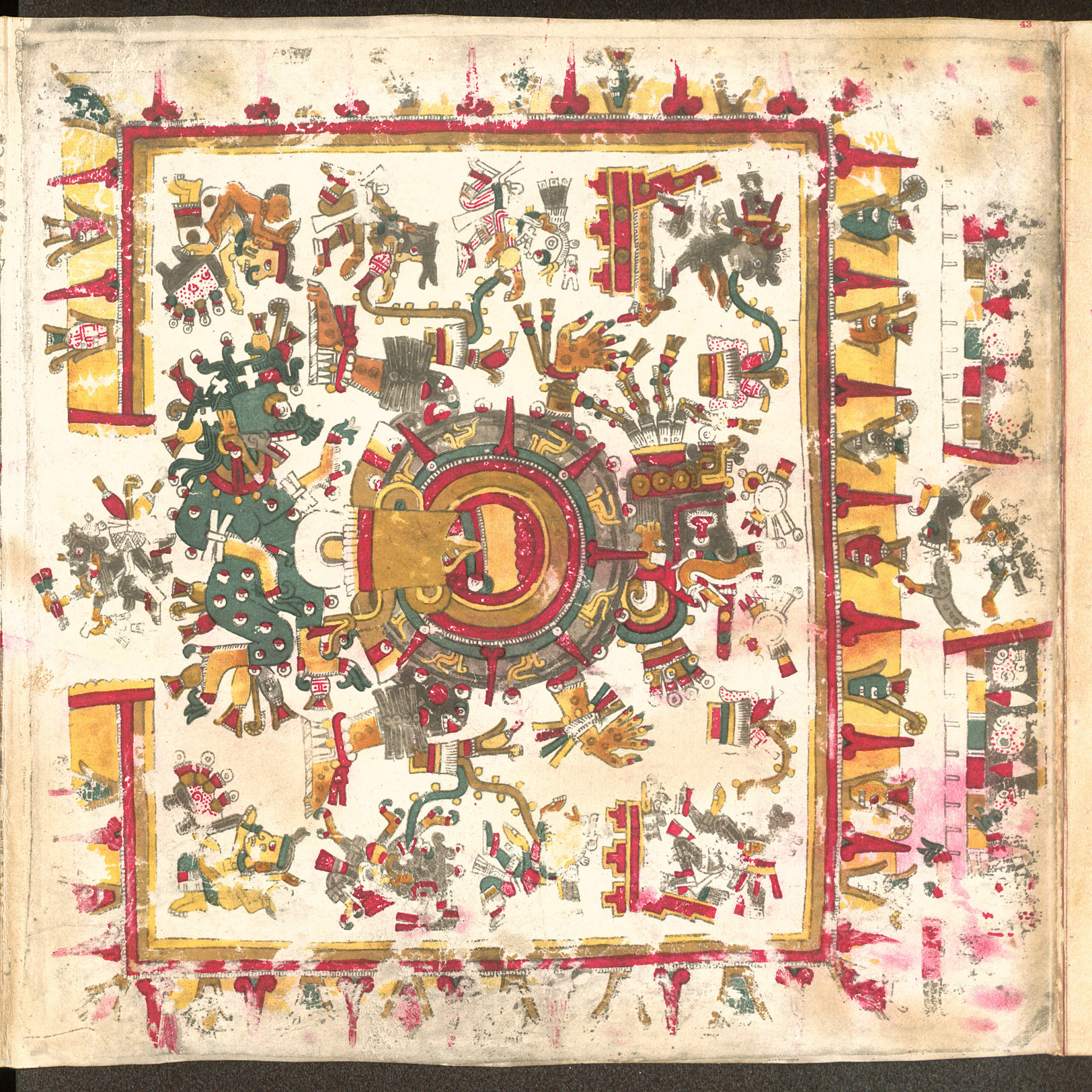
Страница 43
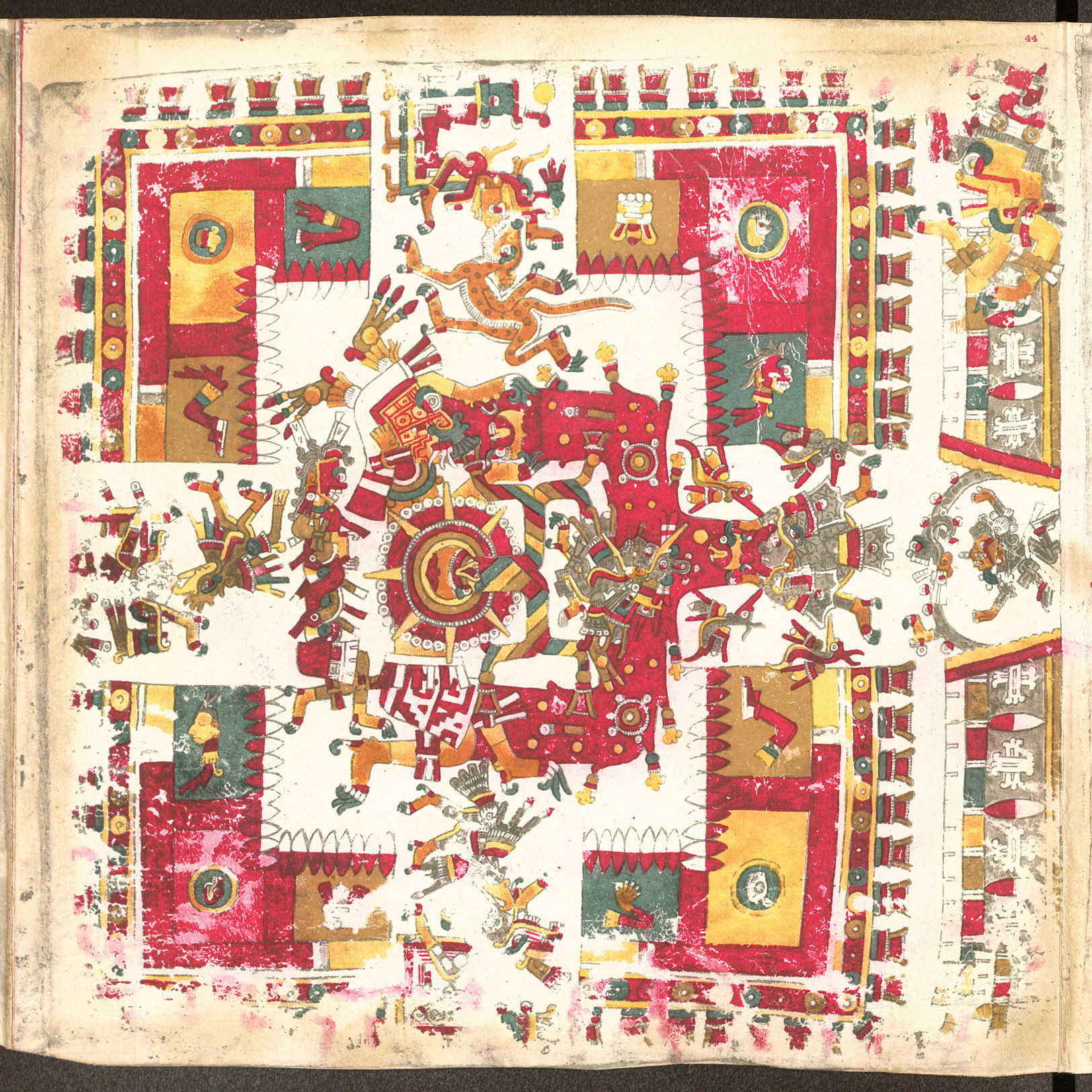
Страница 44
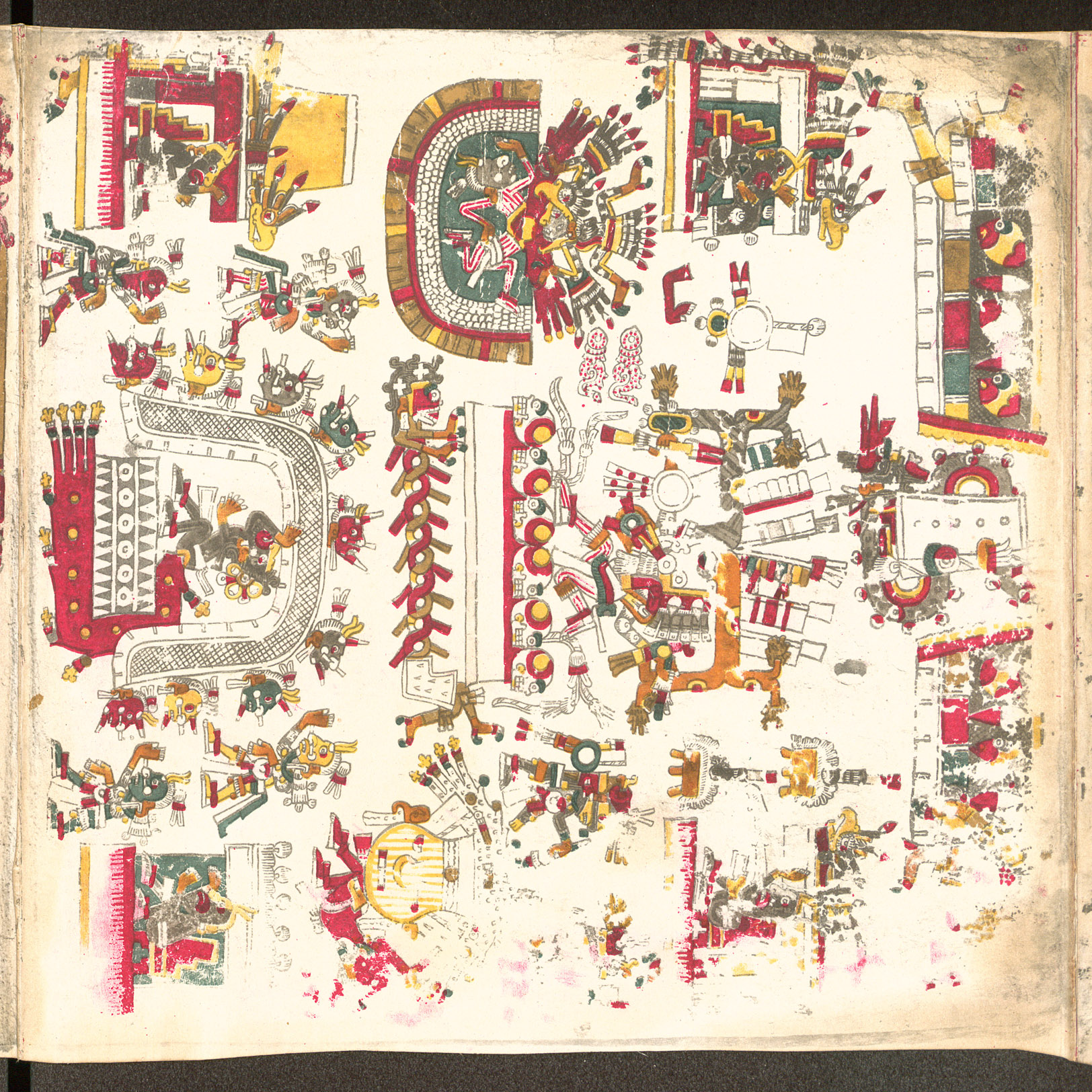
Страница 45
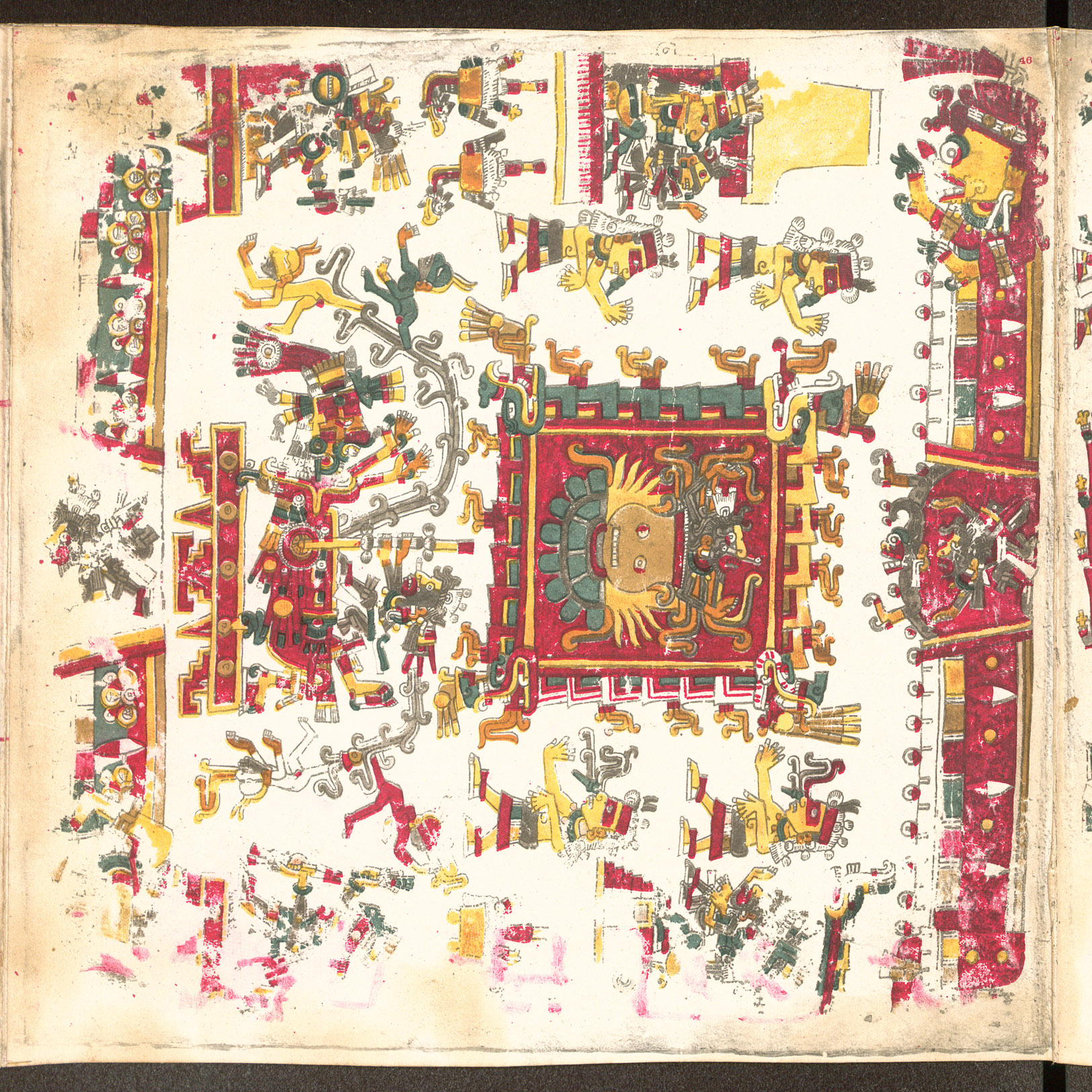
Страница 46

### 47-56
На этих страницах изображены божества, жертвы и другая сложная иконография.

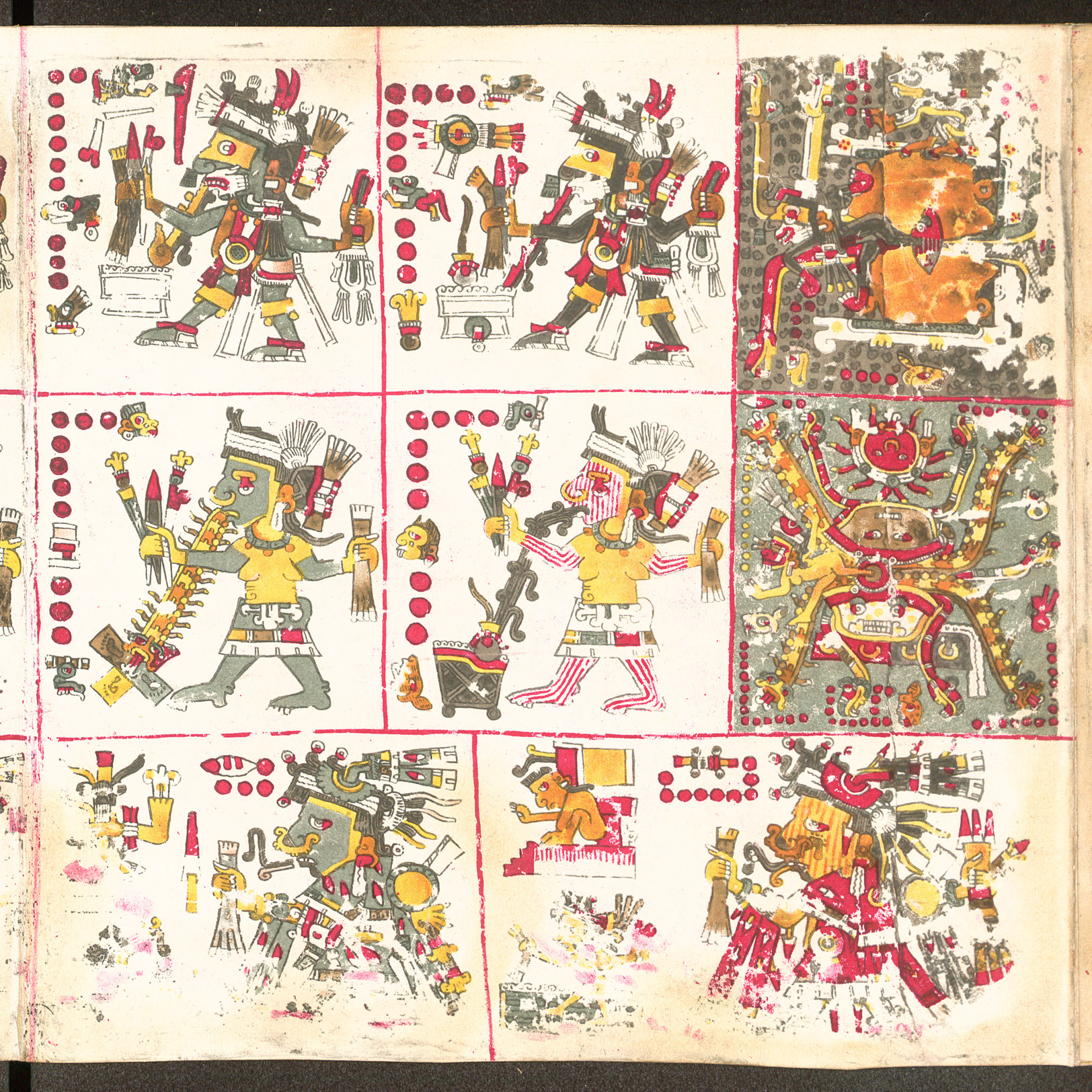
Страница 47
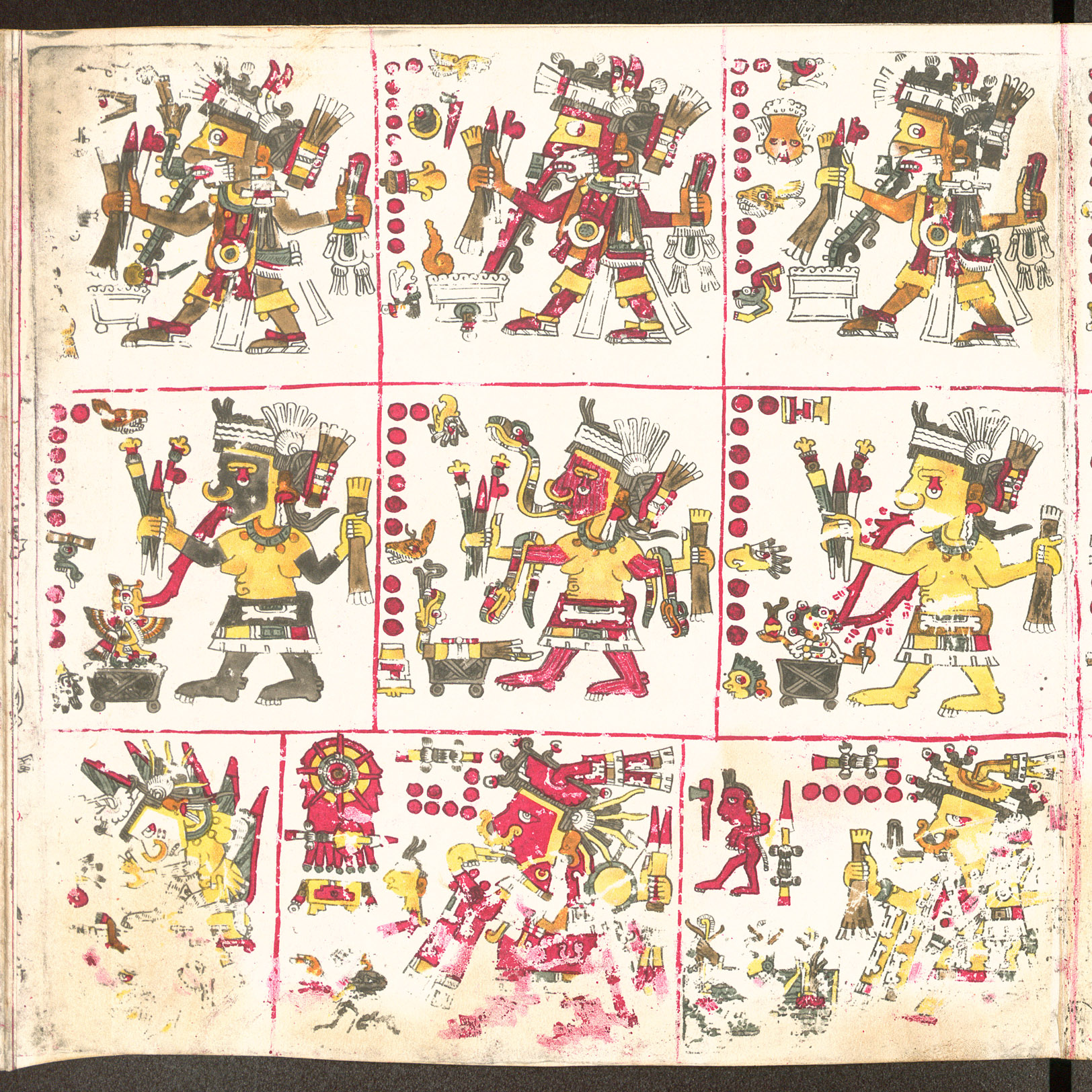
Страница 48
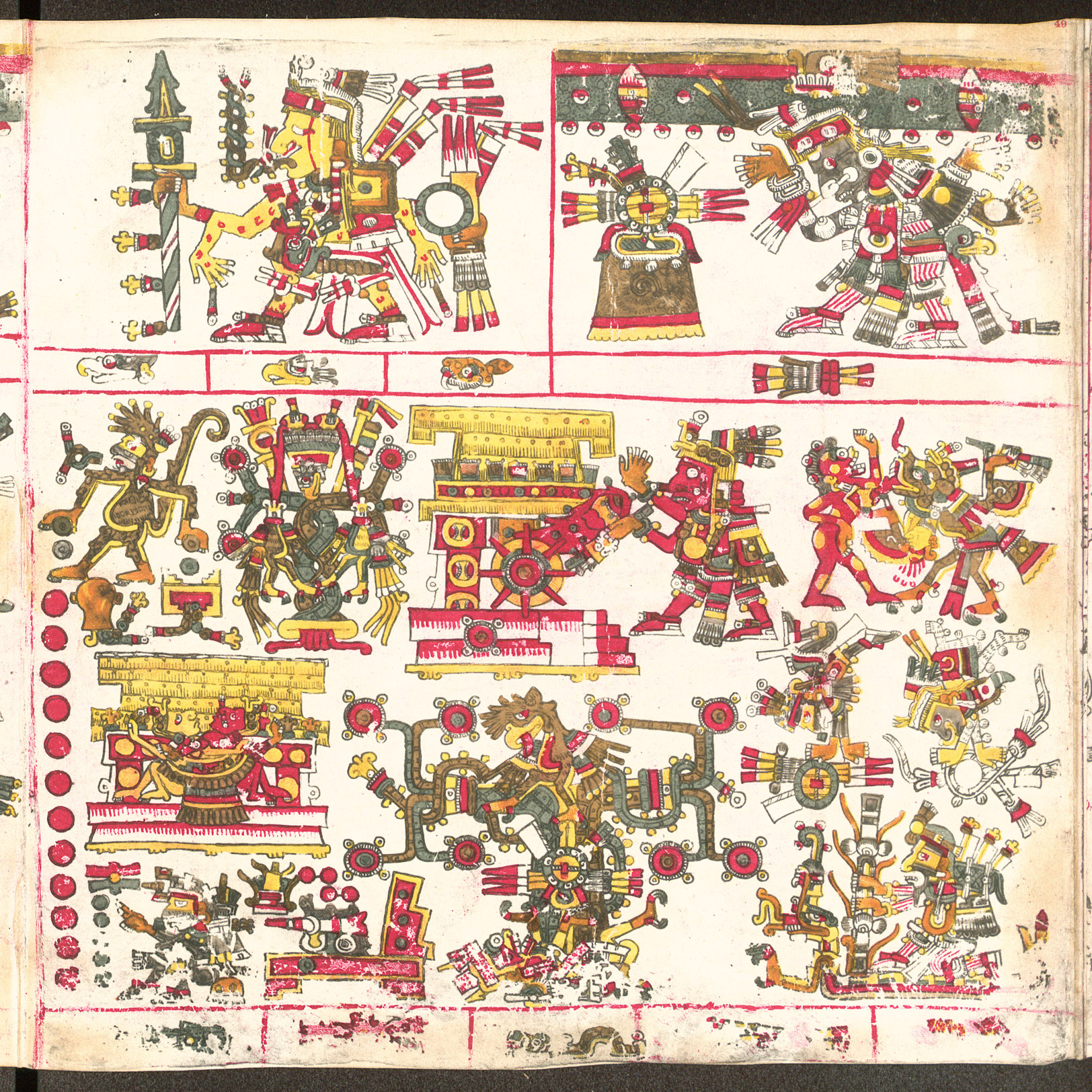
Страница 49
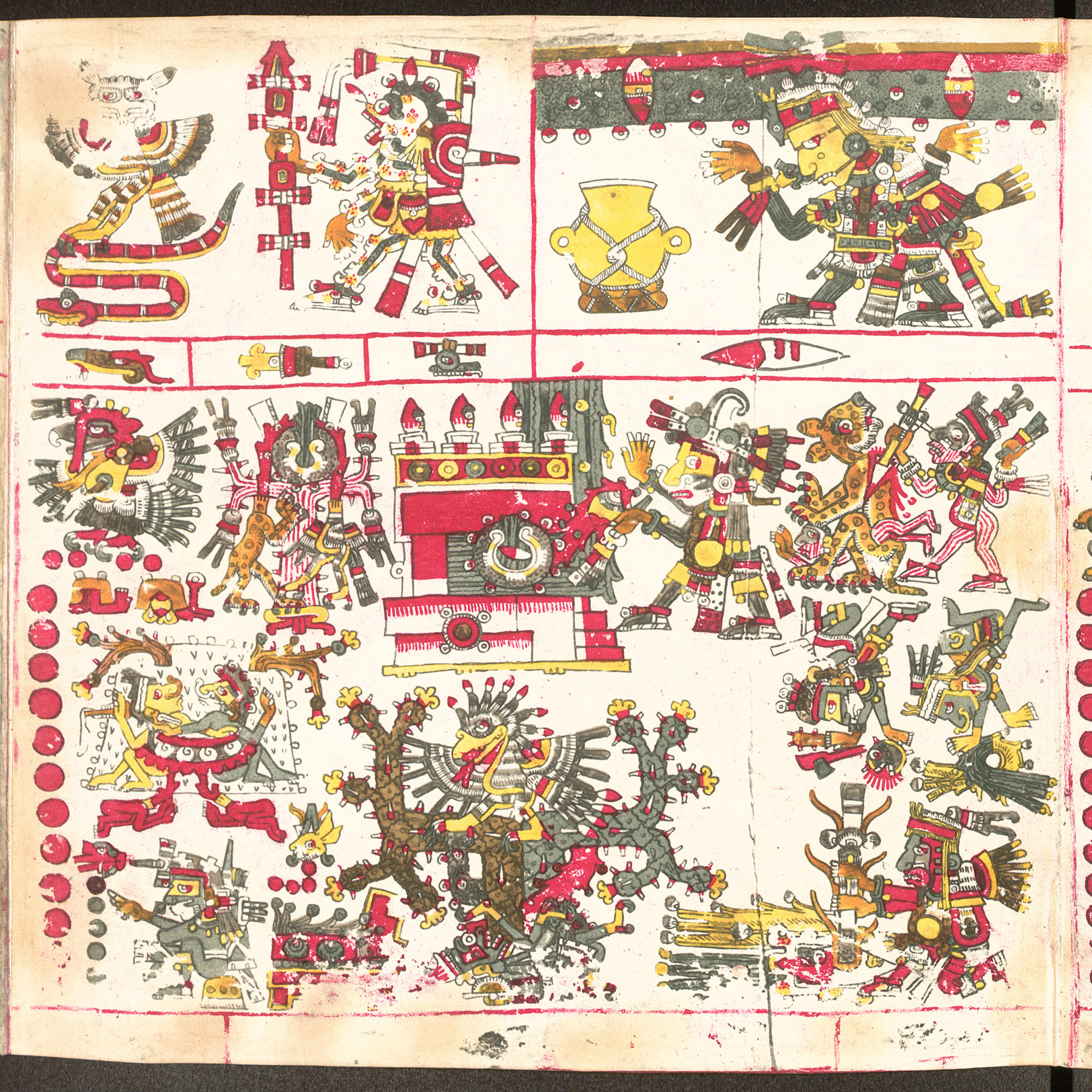
Страница 50
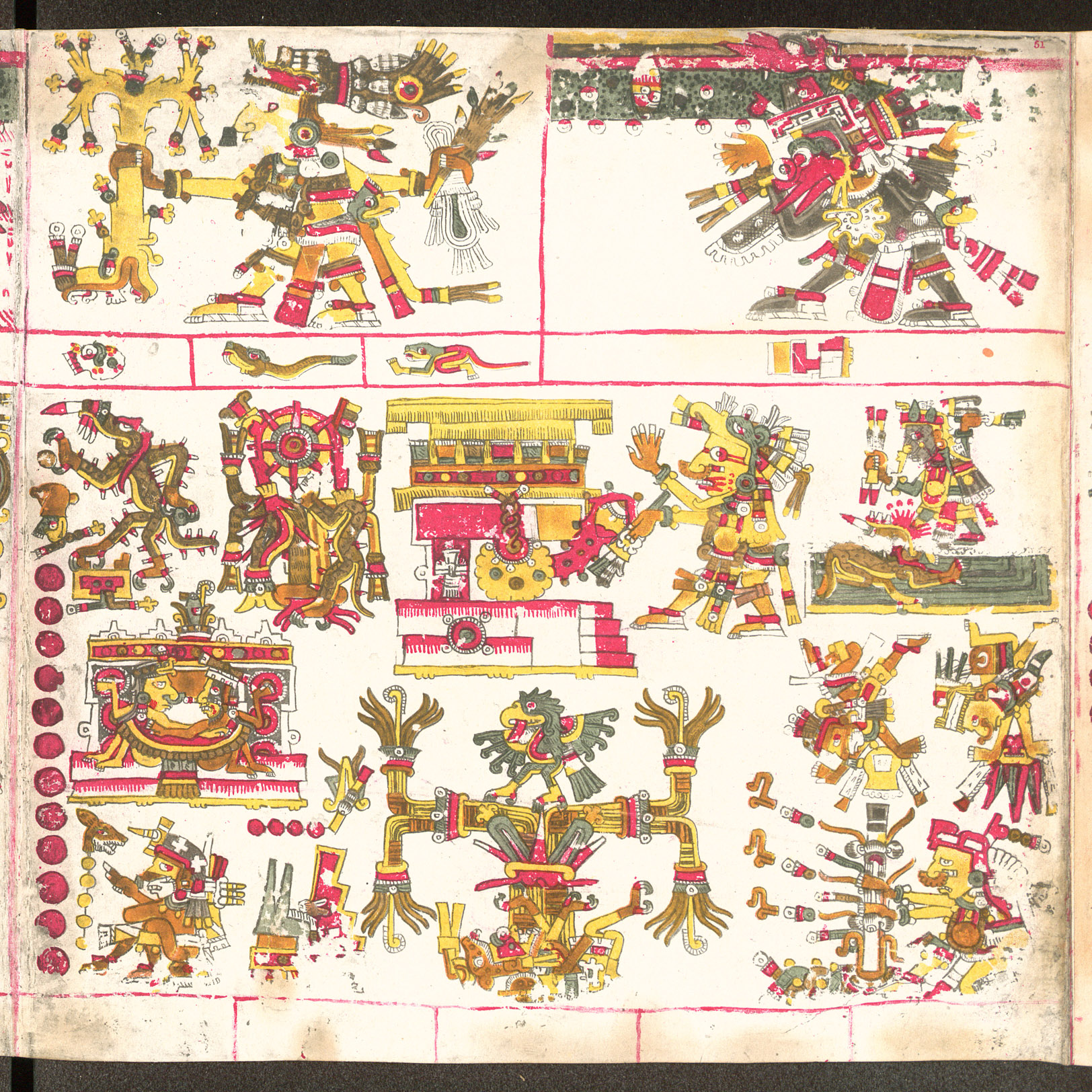
Страница 51
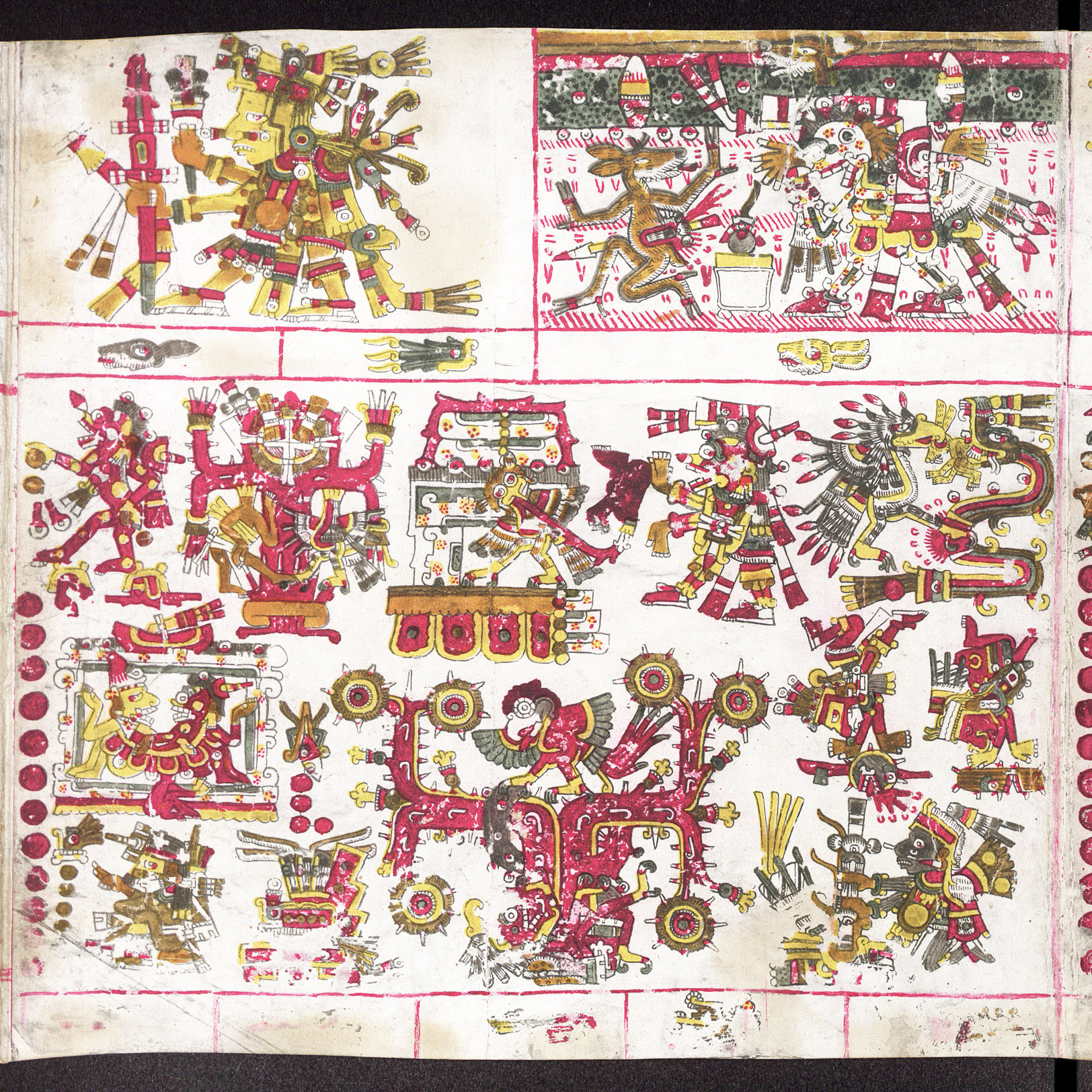
Страница 52
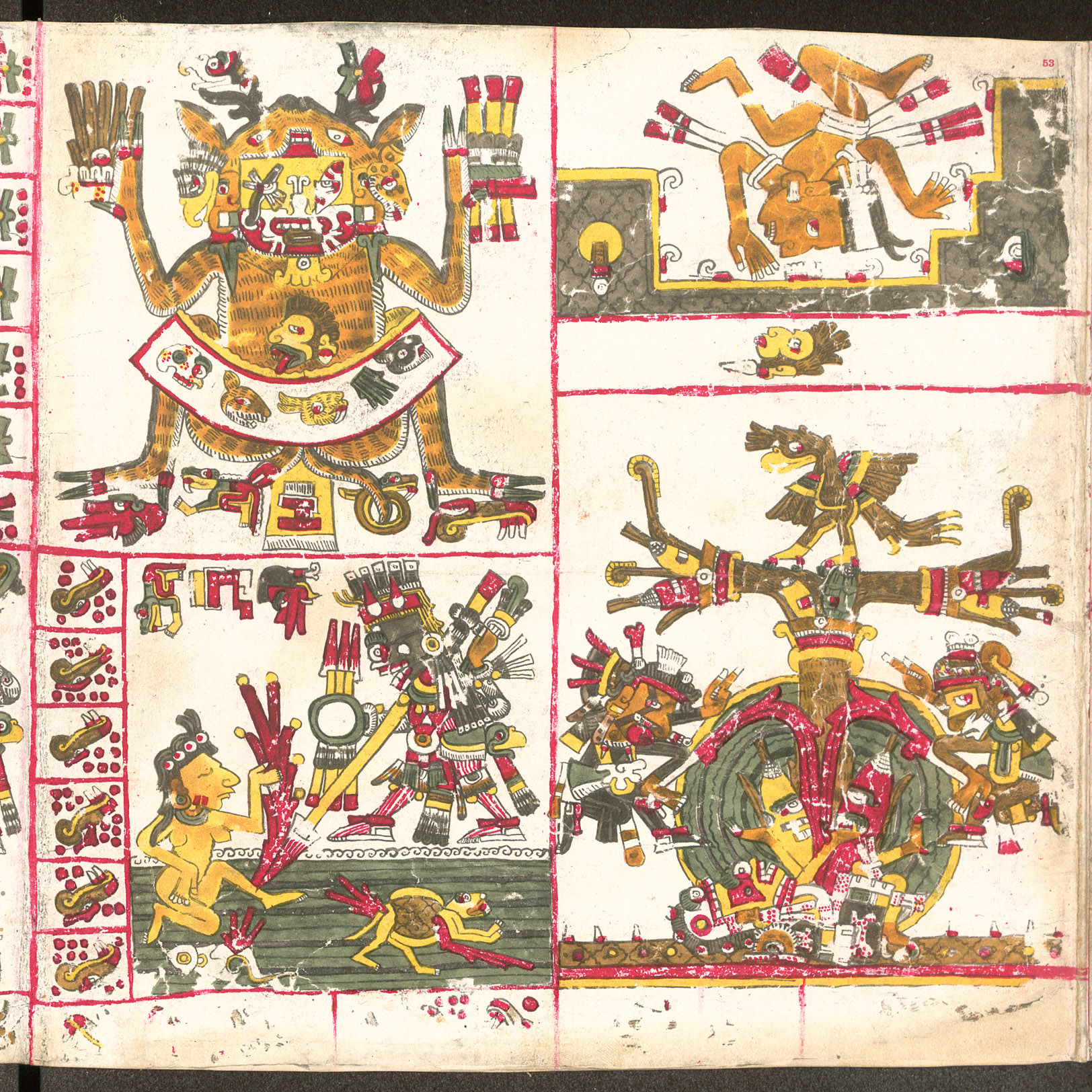
Страница 53
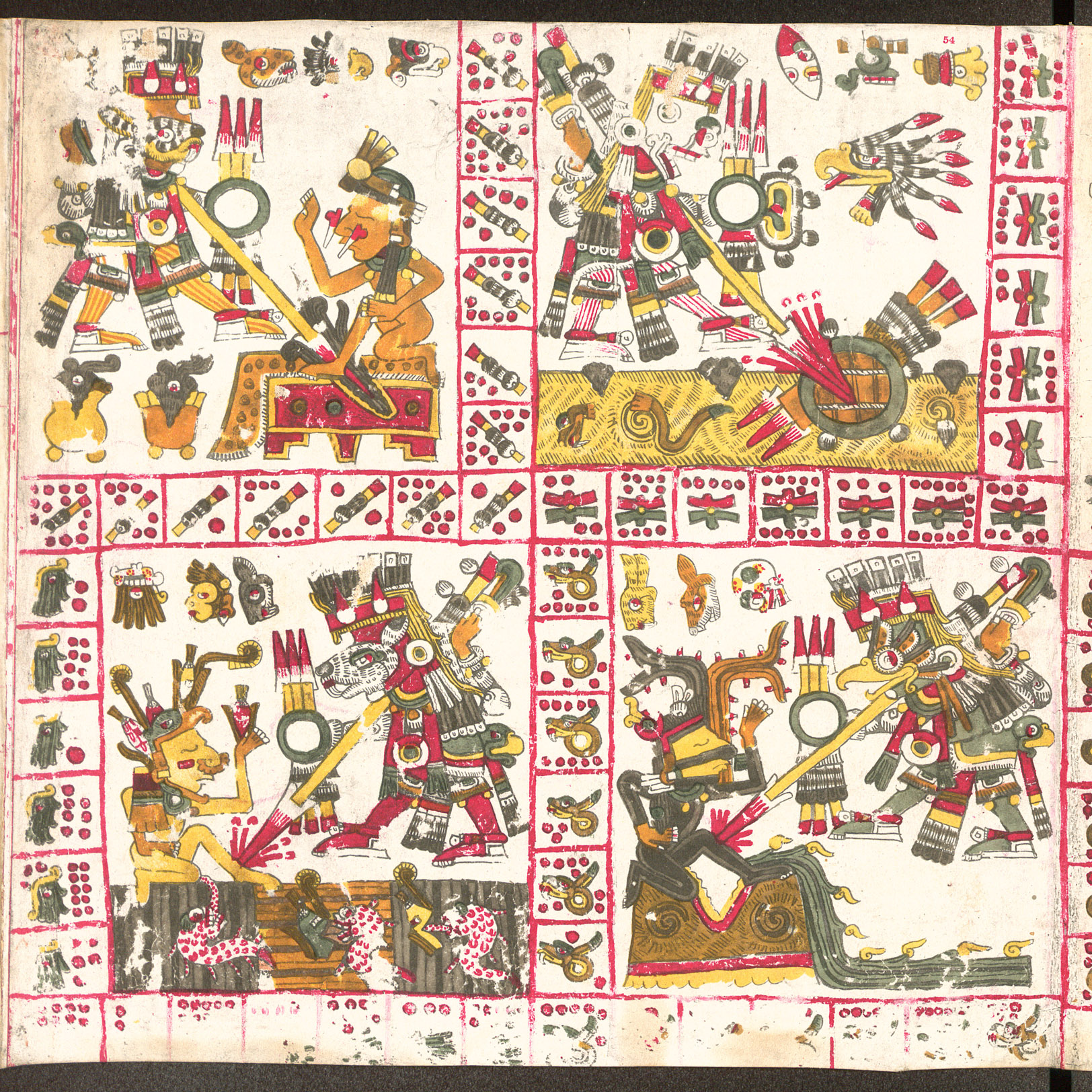
Страница 54
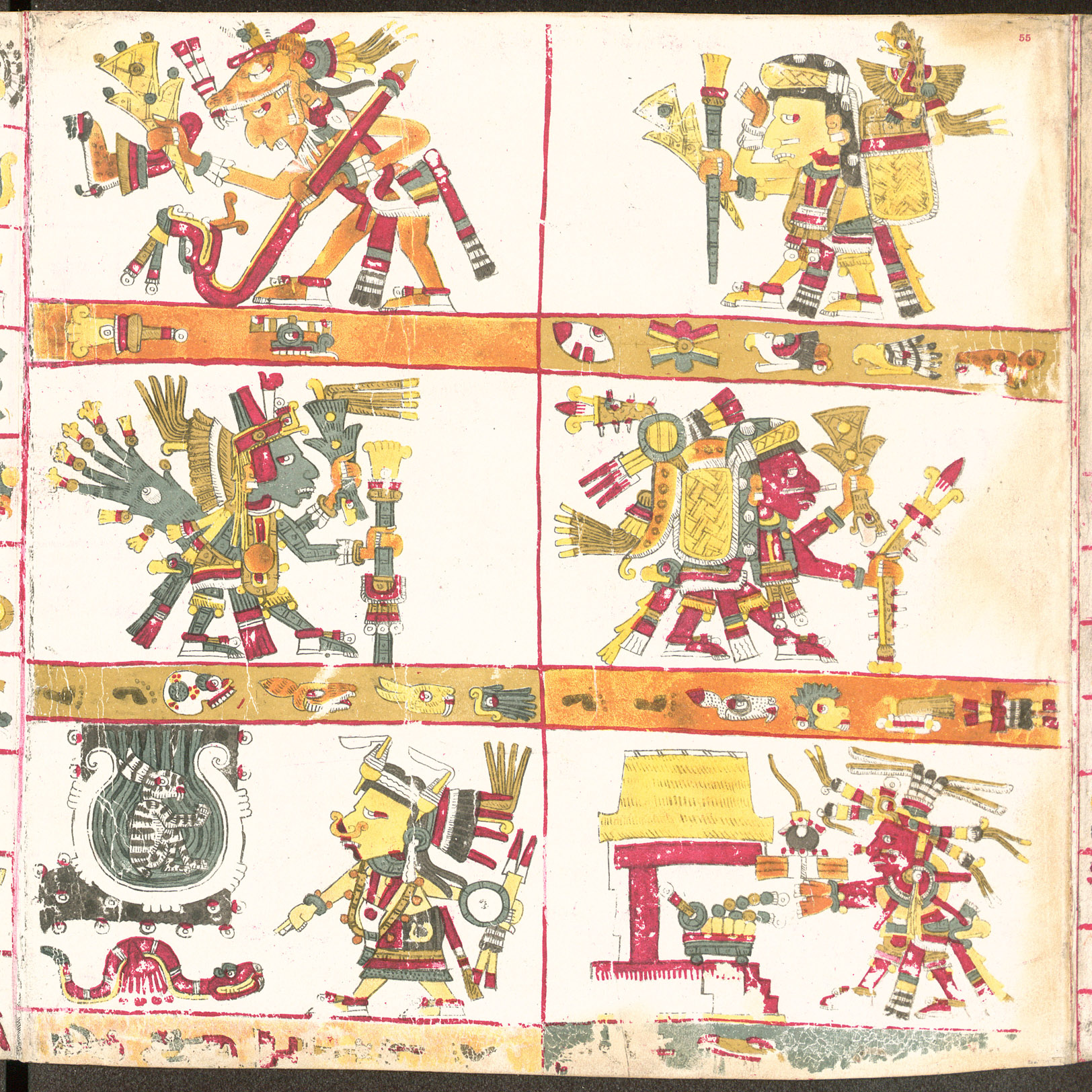
Страница 55
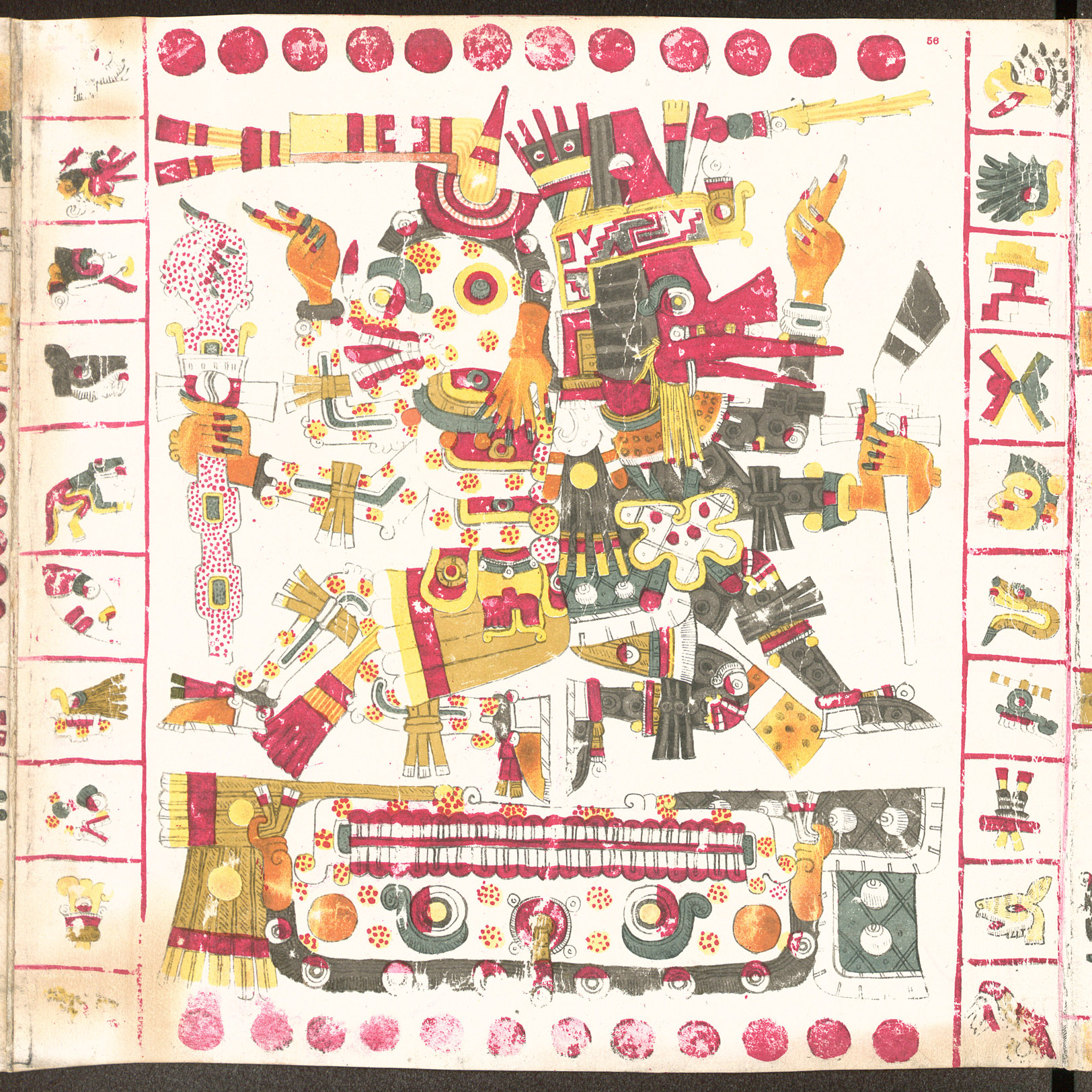
Страница 56

### 57-60
Содержание этих страниц позволяло жрецу определить удачные и неудачные браки по номерам, которые содержали имена возможной супружеской пары.

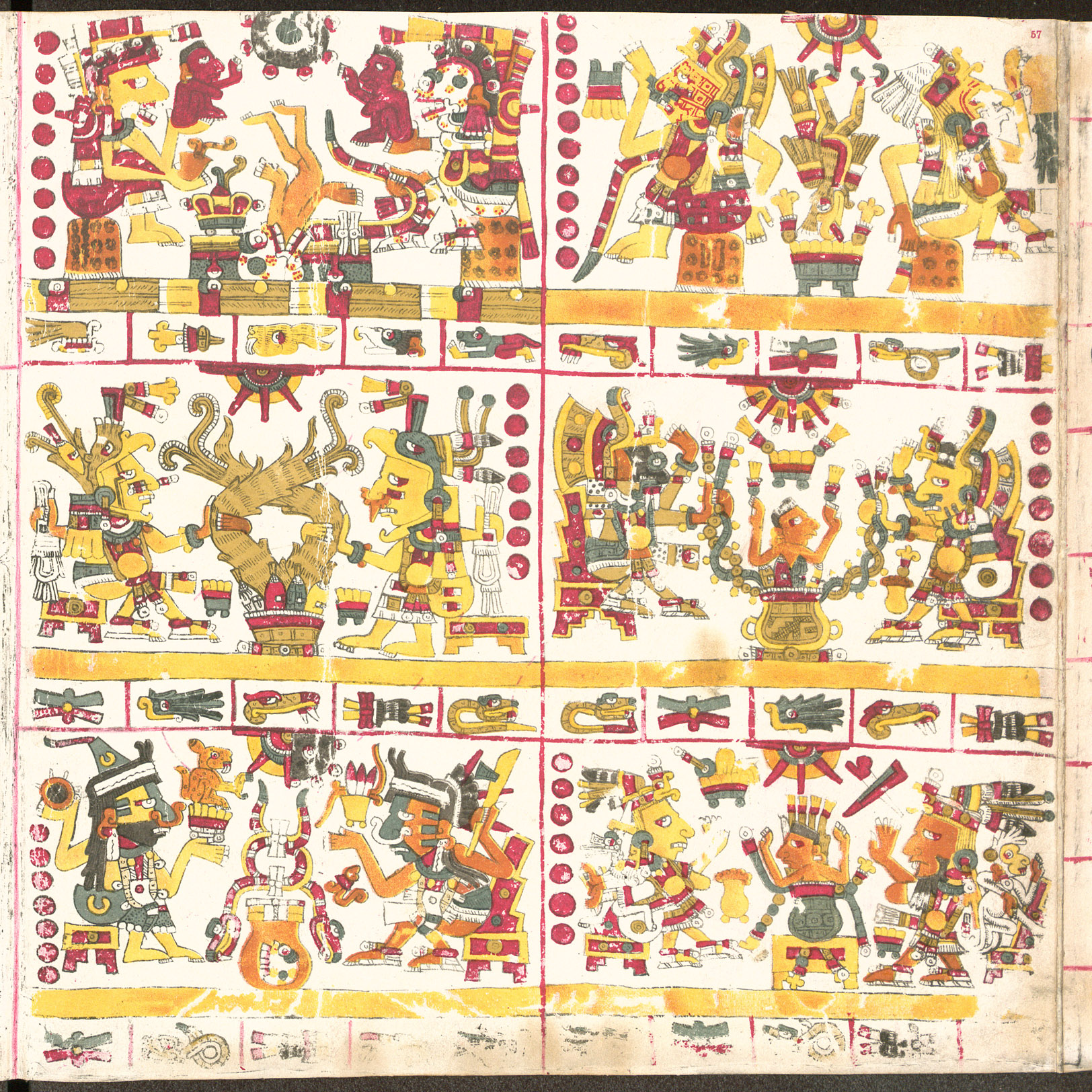
Страница 57
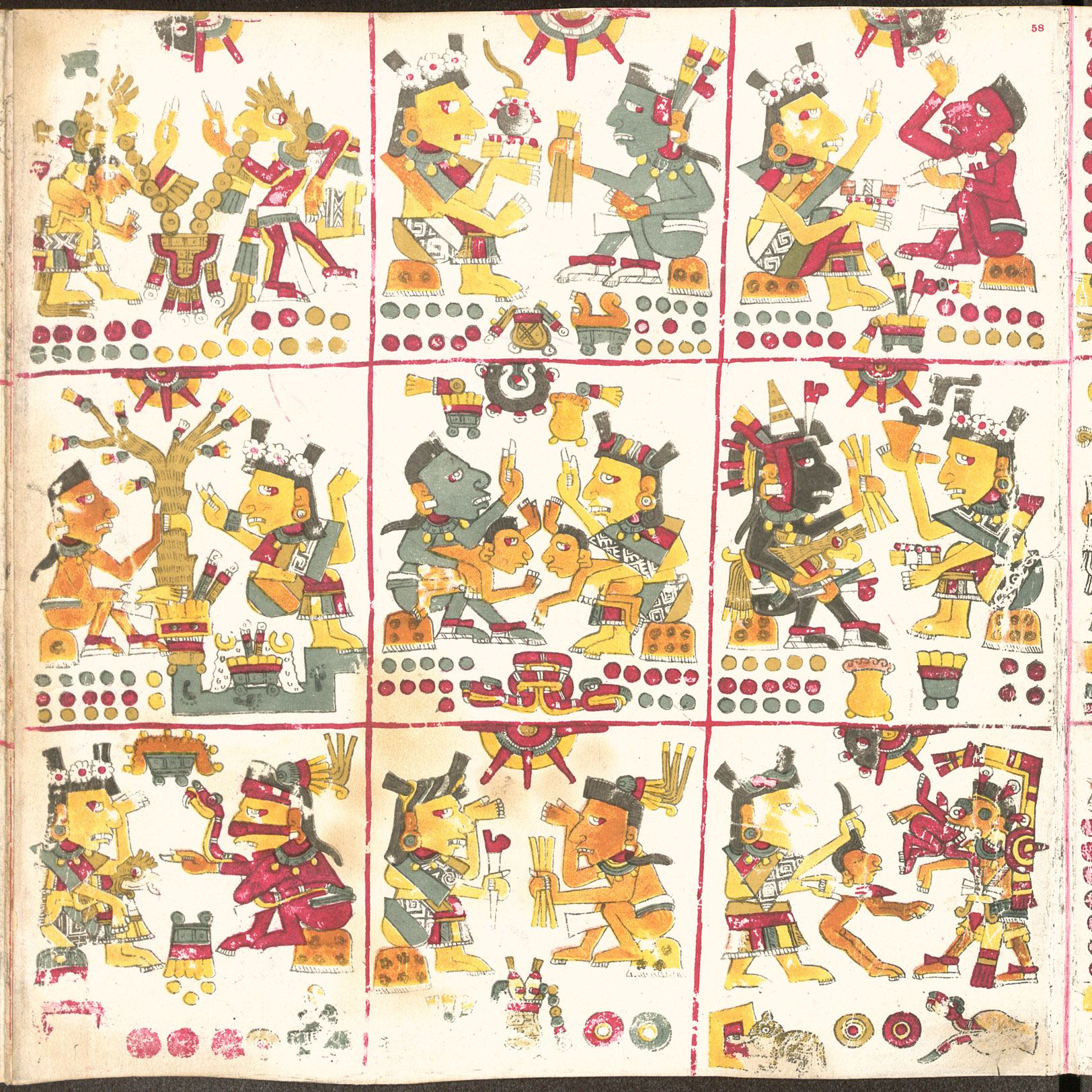
Страница 58
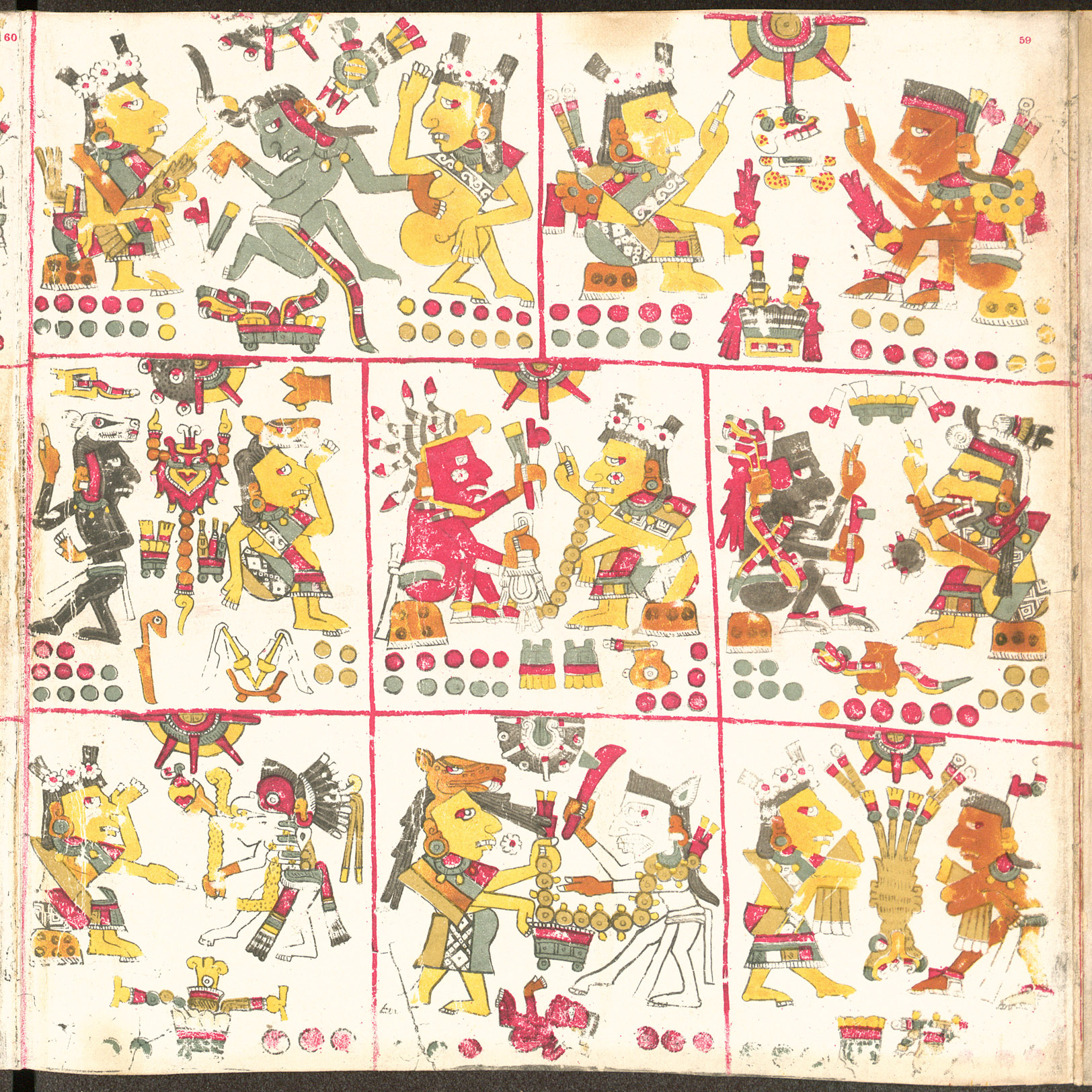
Страница 59
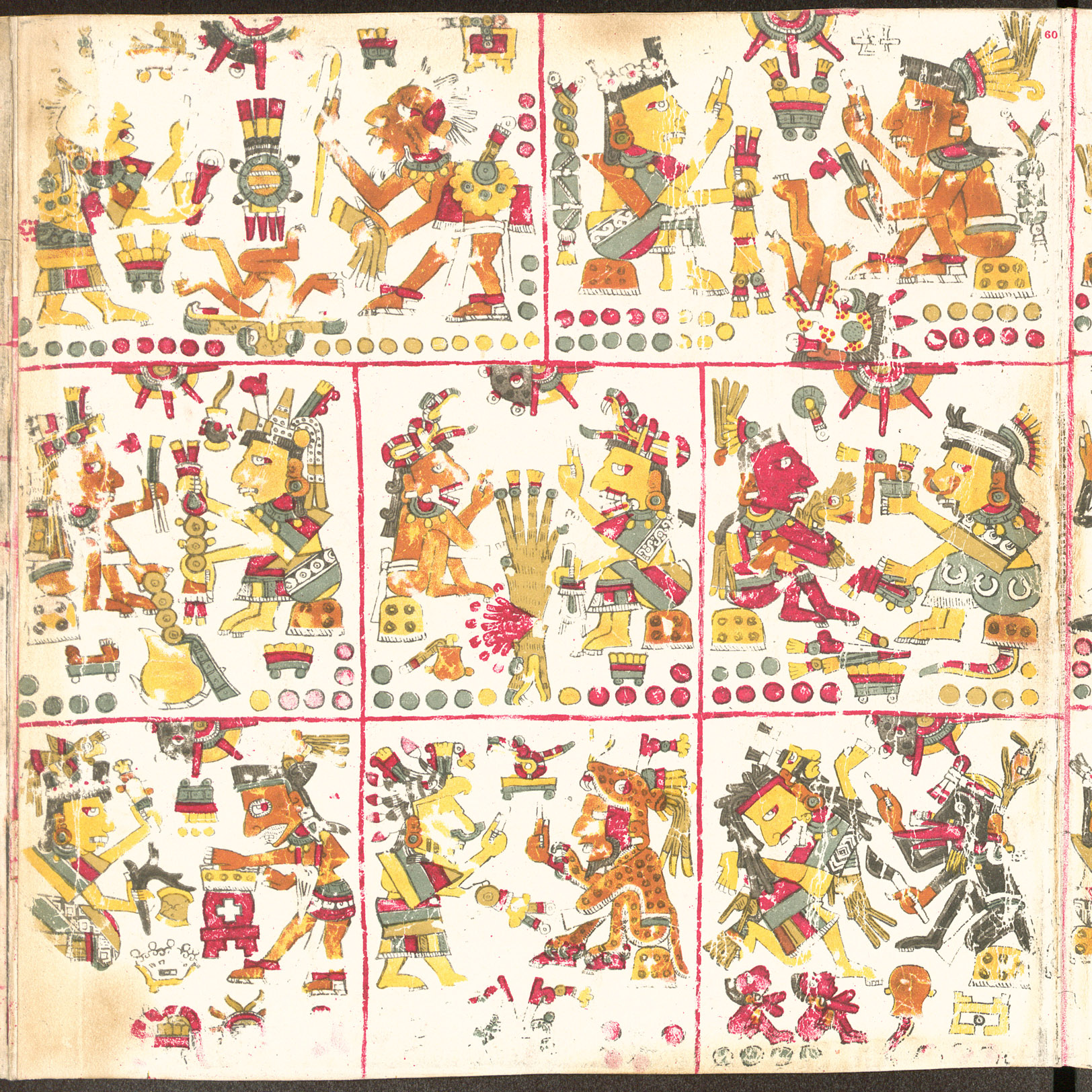
Страница 60

### 61-70
Эти страницы идентичны с секцией 1 и иллюстрируют дневные знаки, расположенные вокруг сцен с божествами. Каждая из этих 10 страниц содержит 26 дневных знаков.

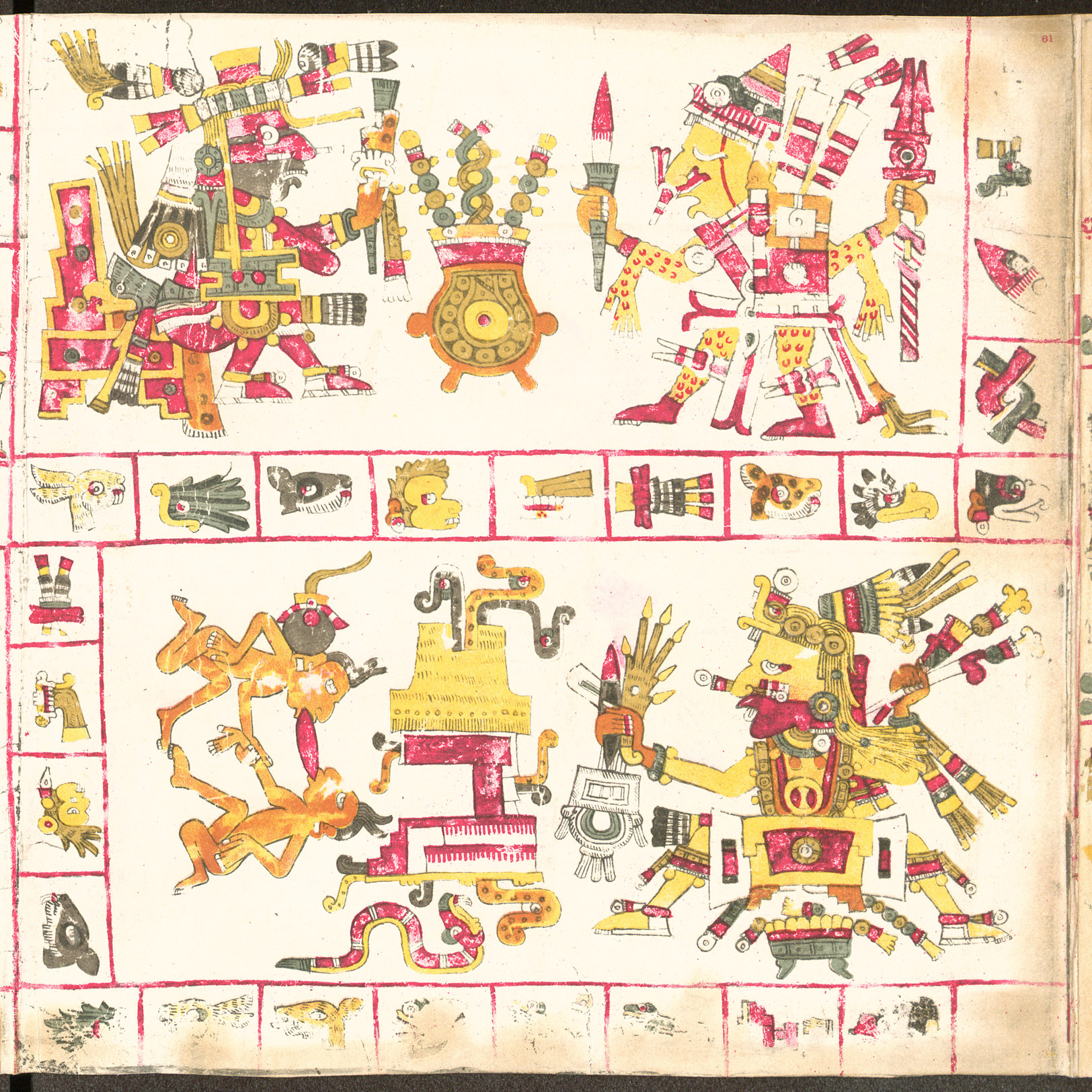
Страница 61
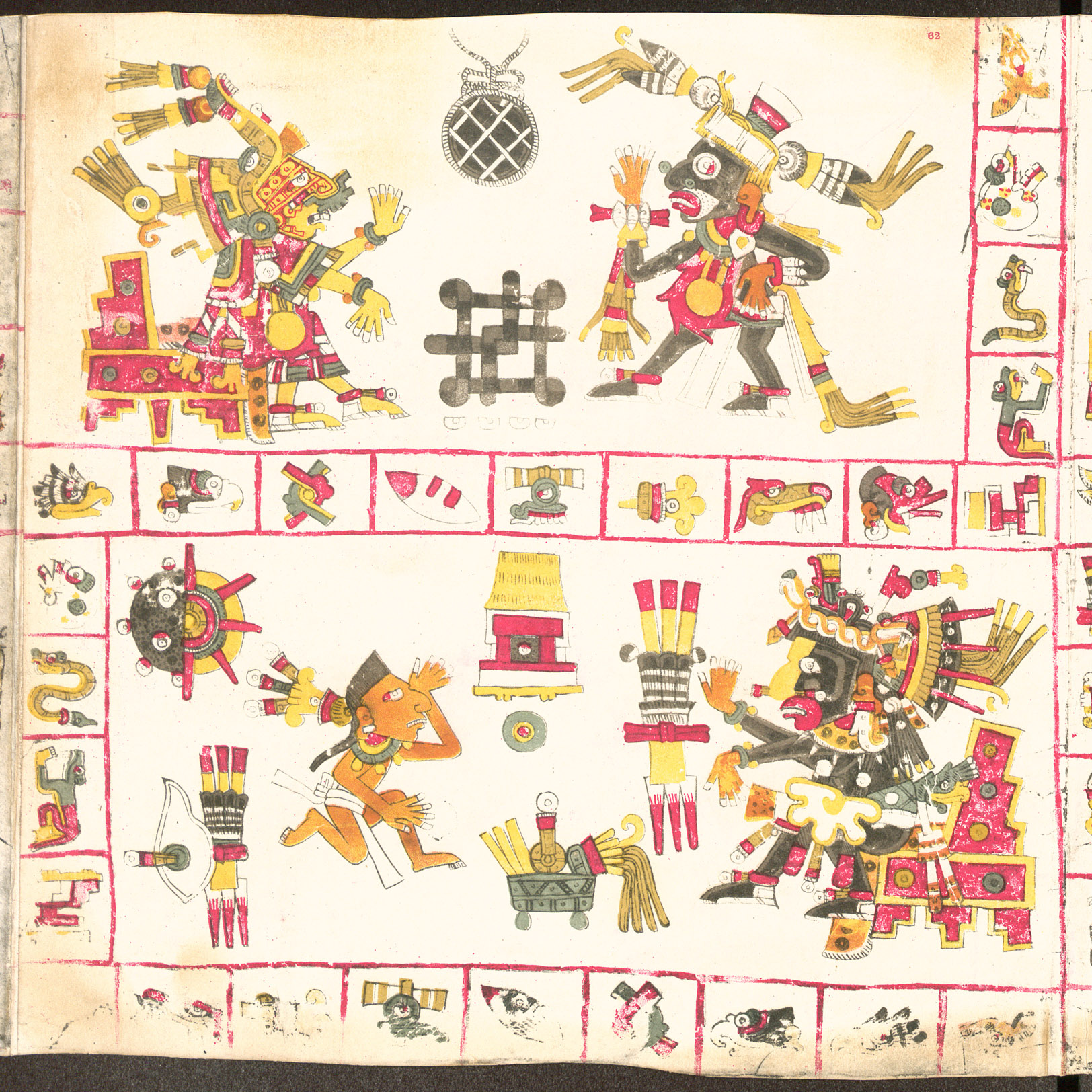
Страница 62
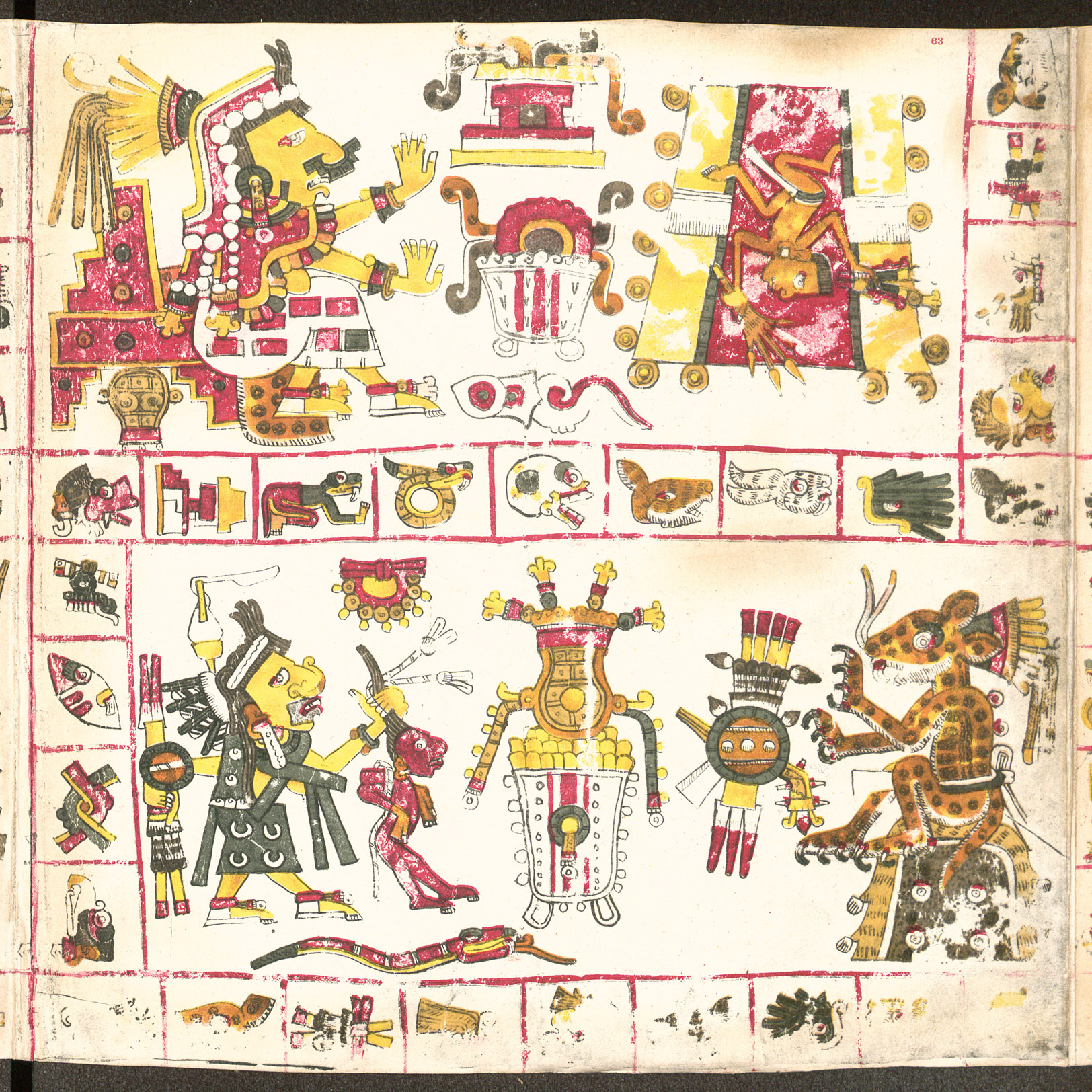
Страница 63
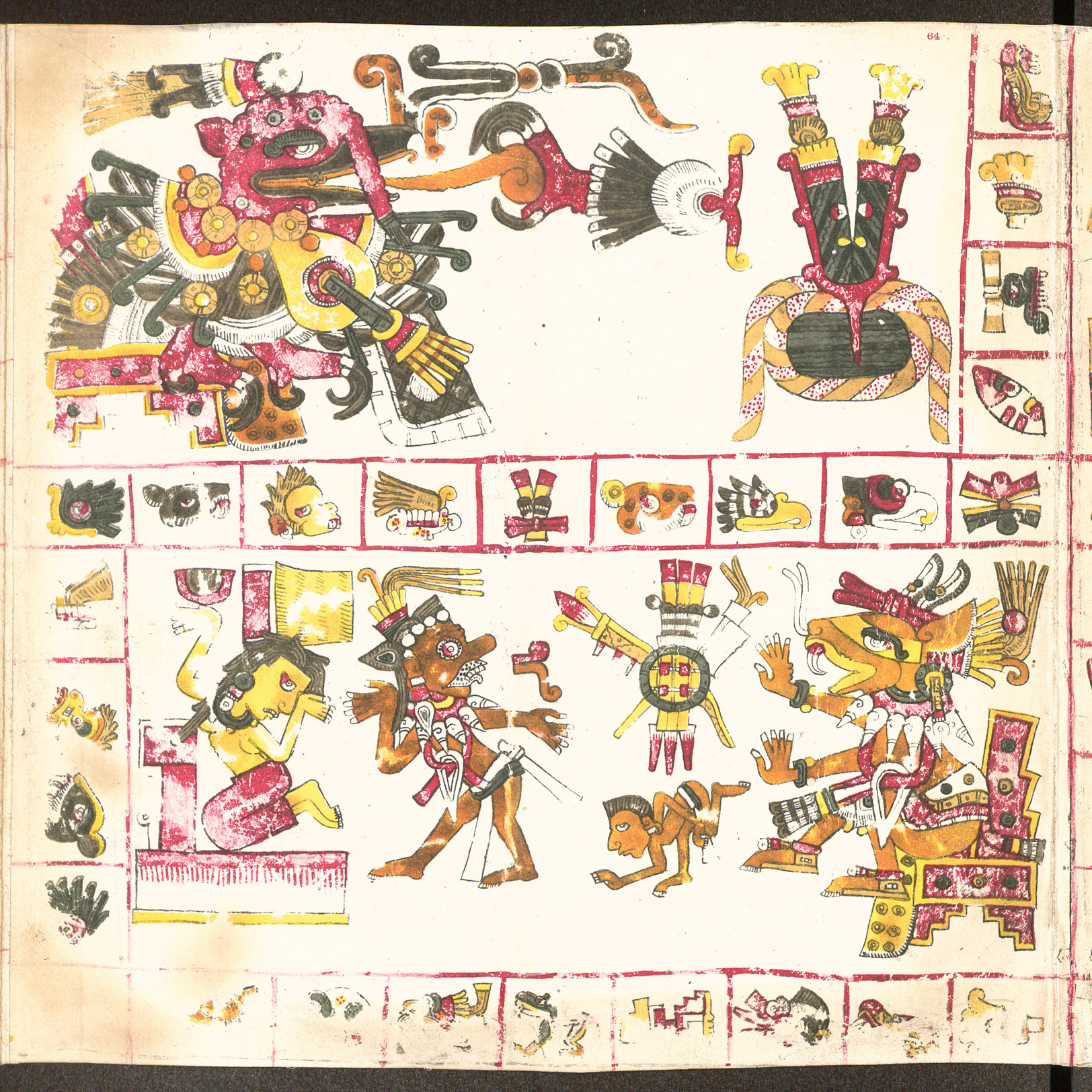
Страница 64
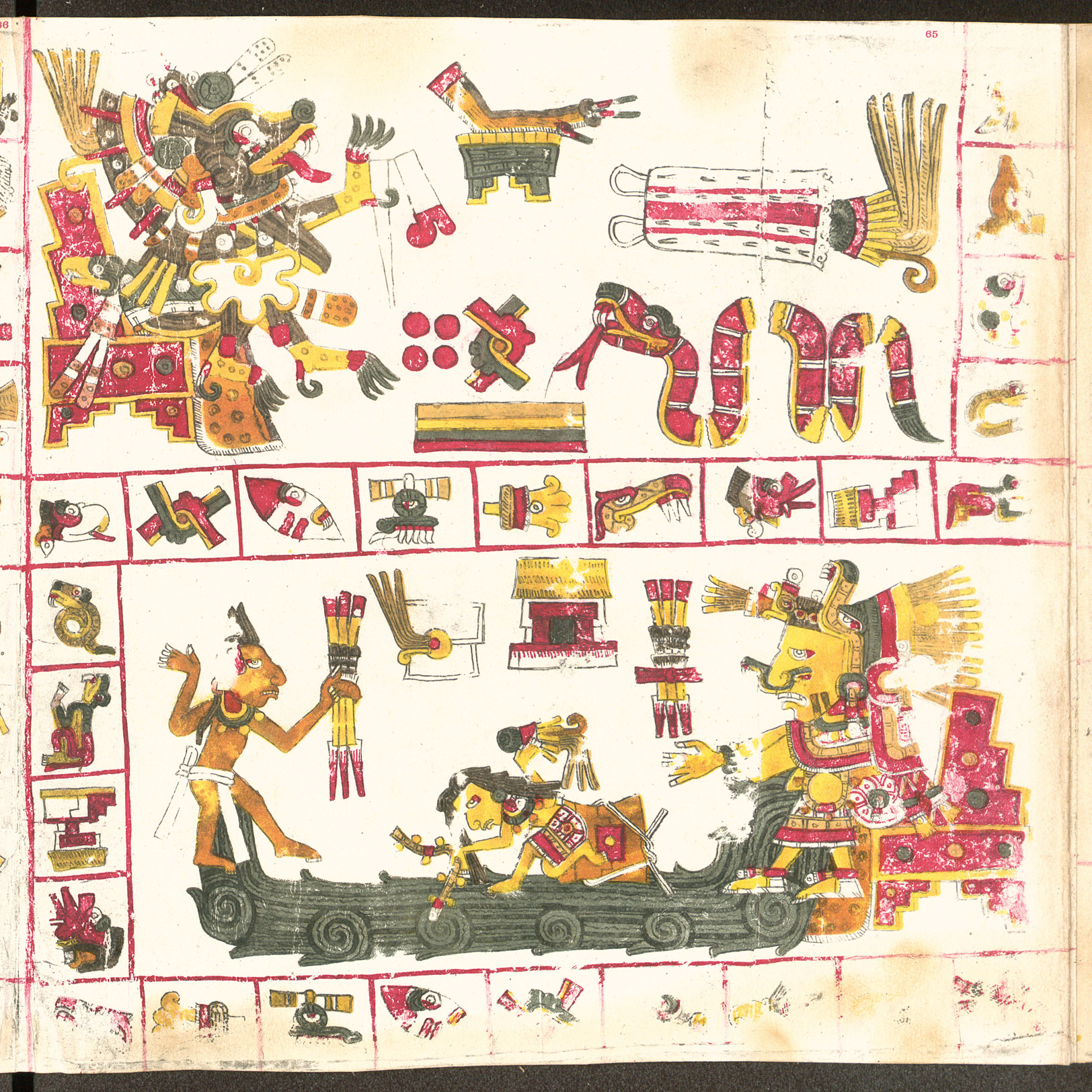
Страница 65
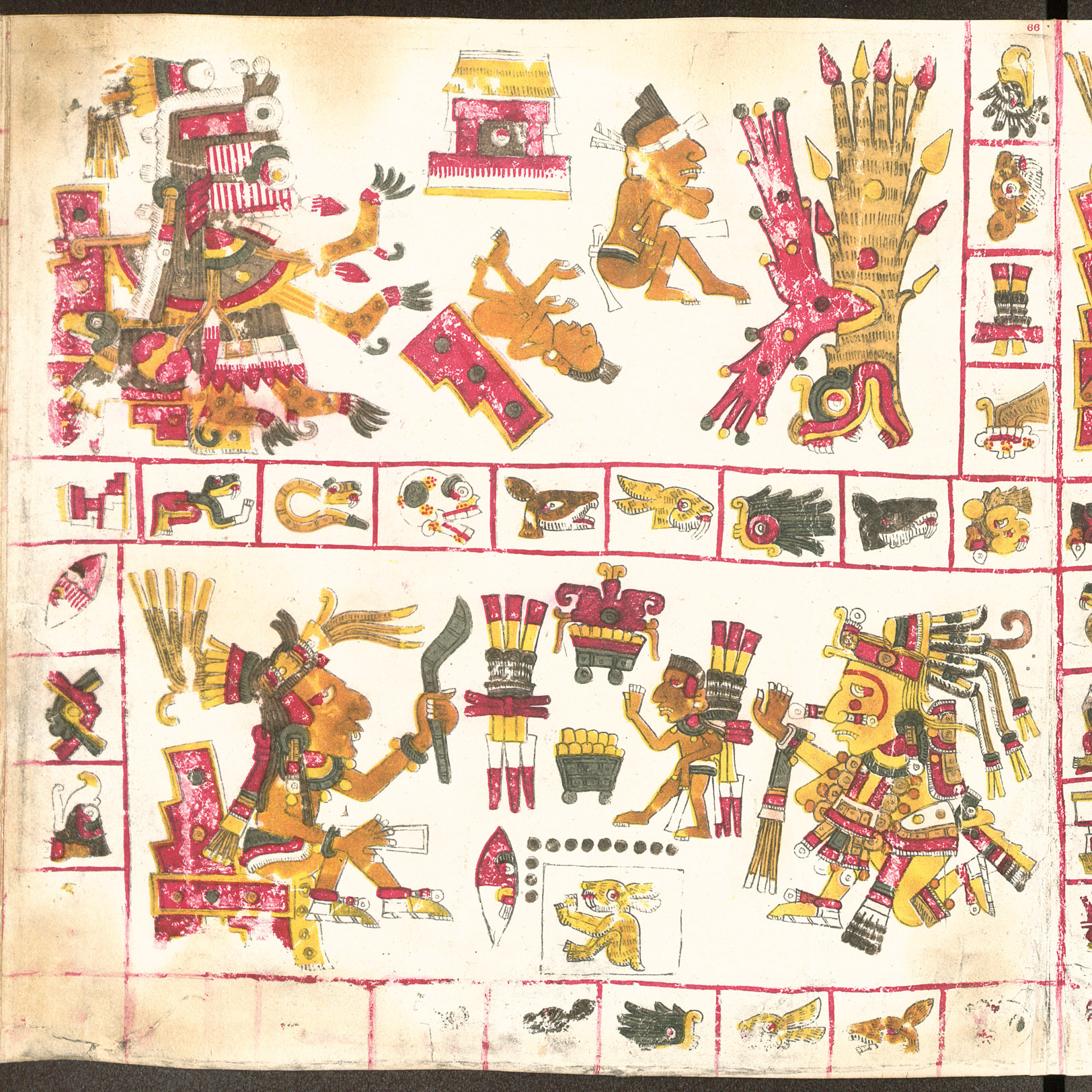
Страница 66
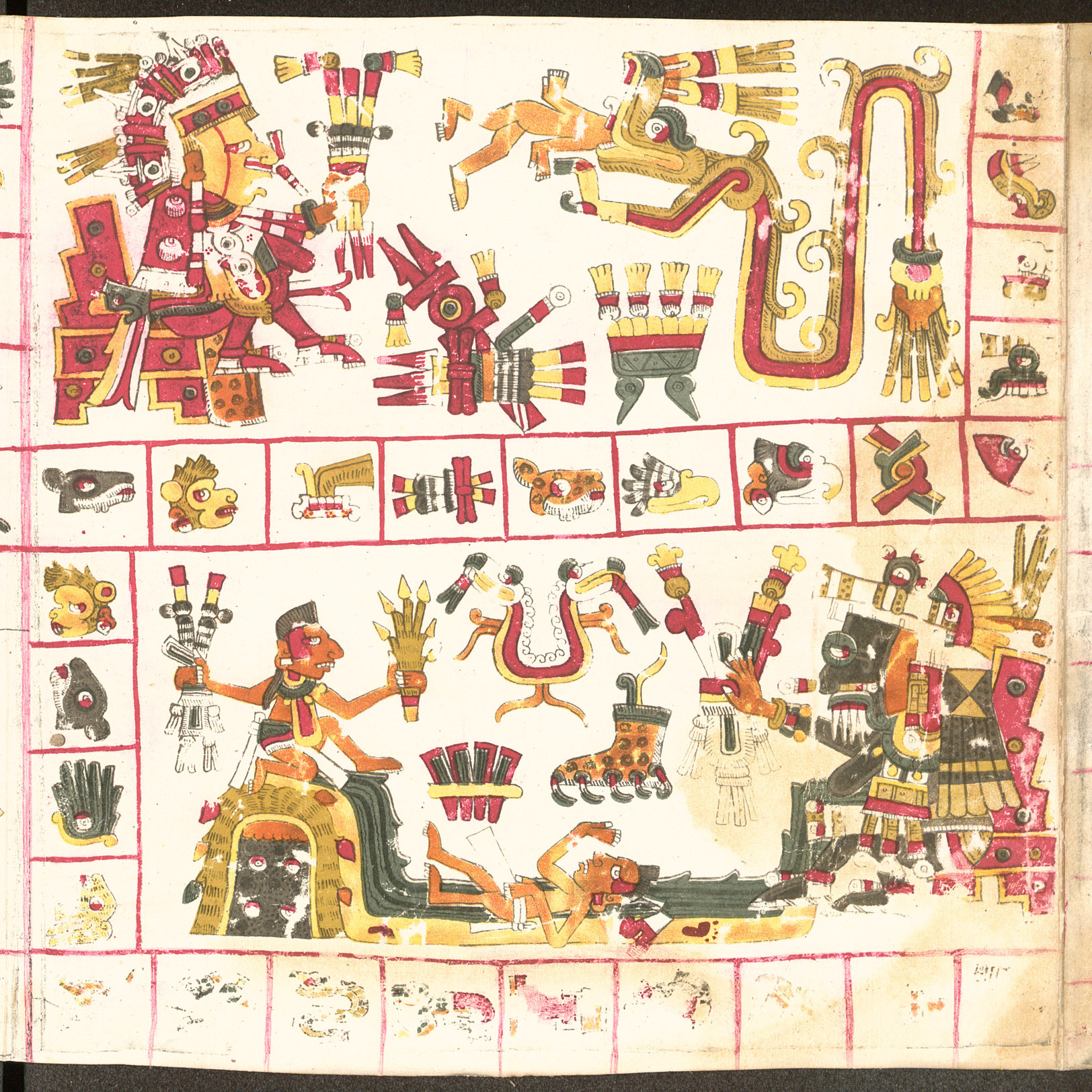
Страница 67
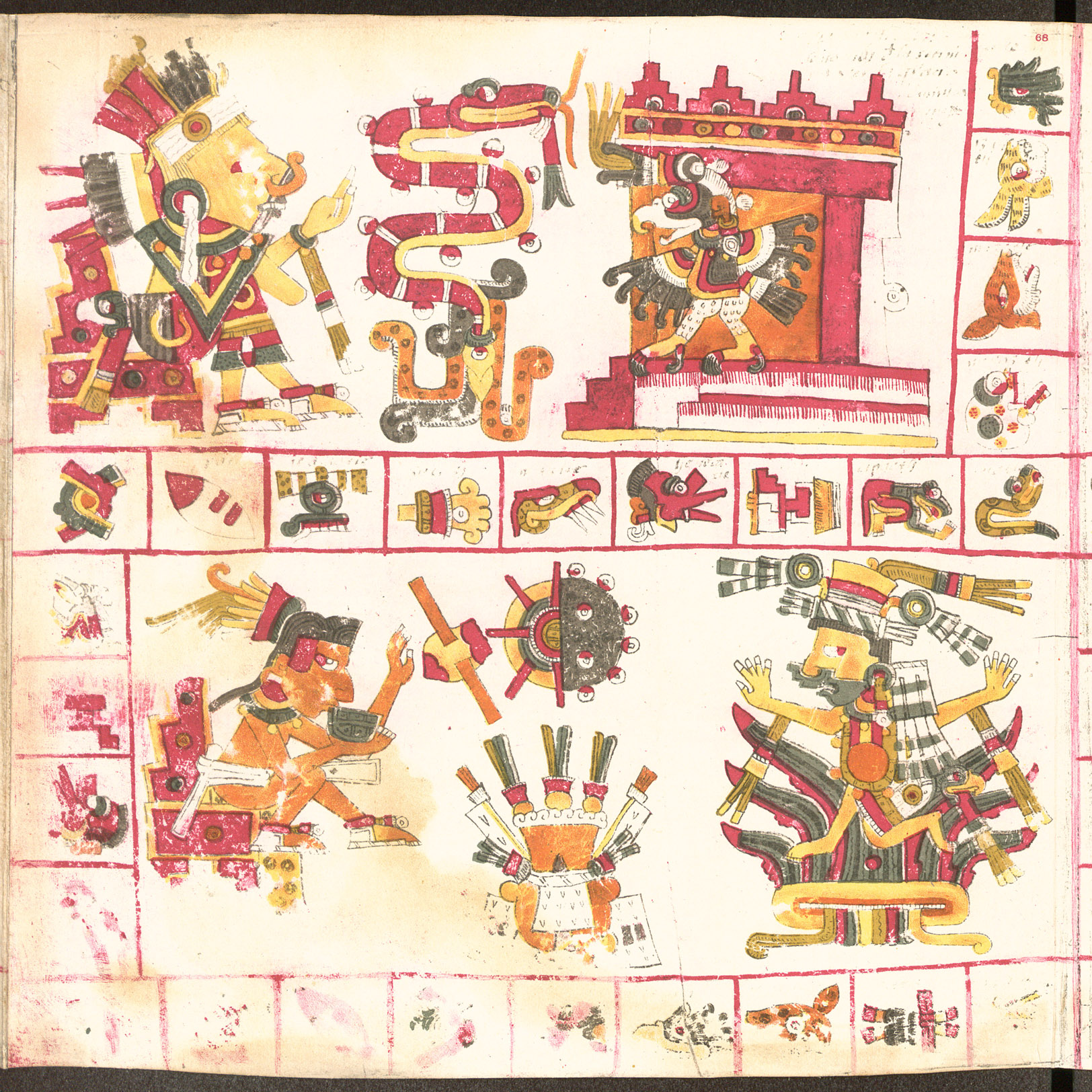
Страница 68
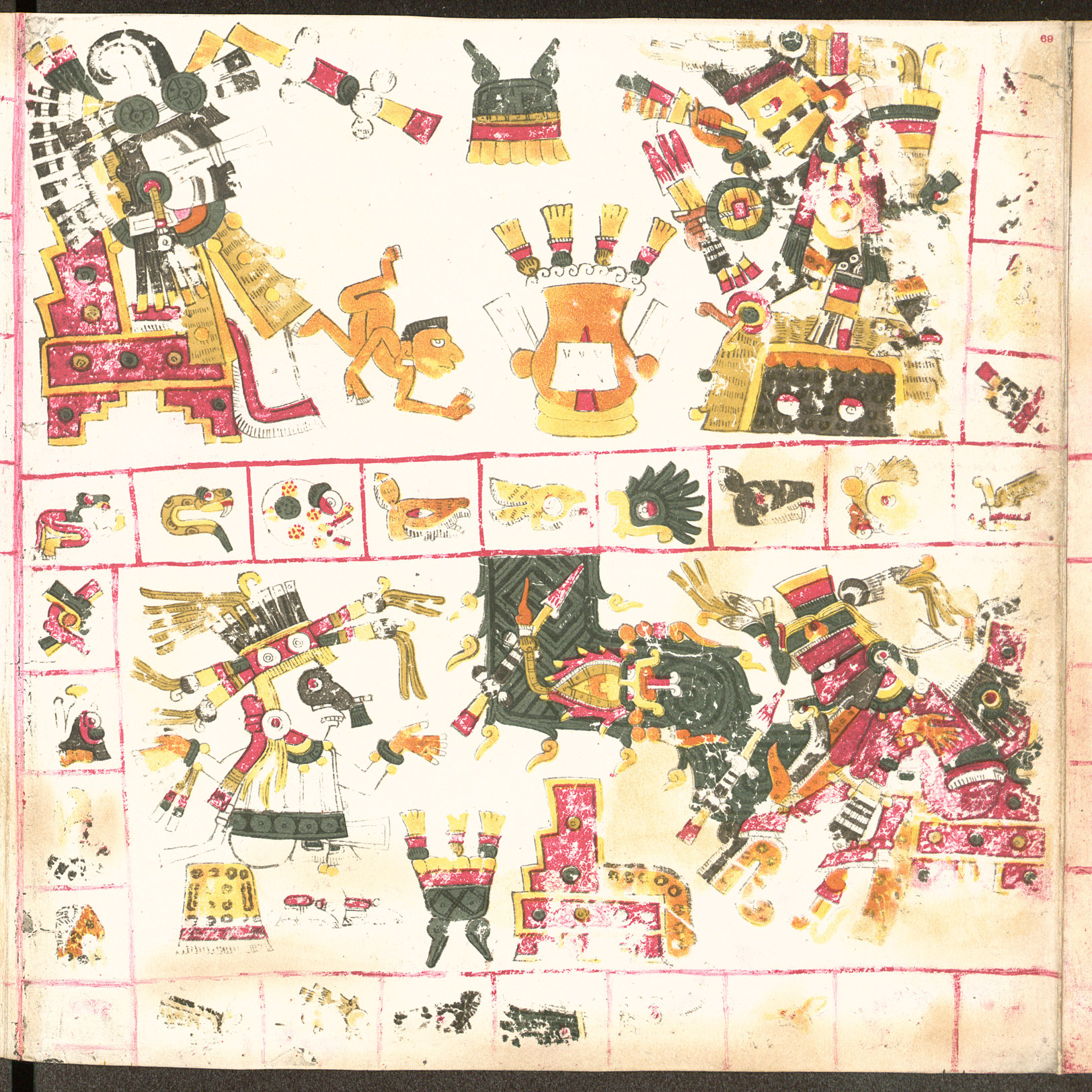
Страница 69
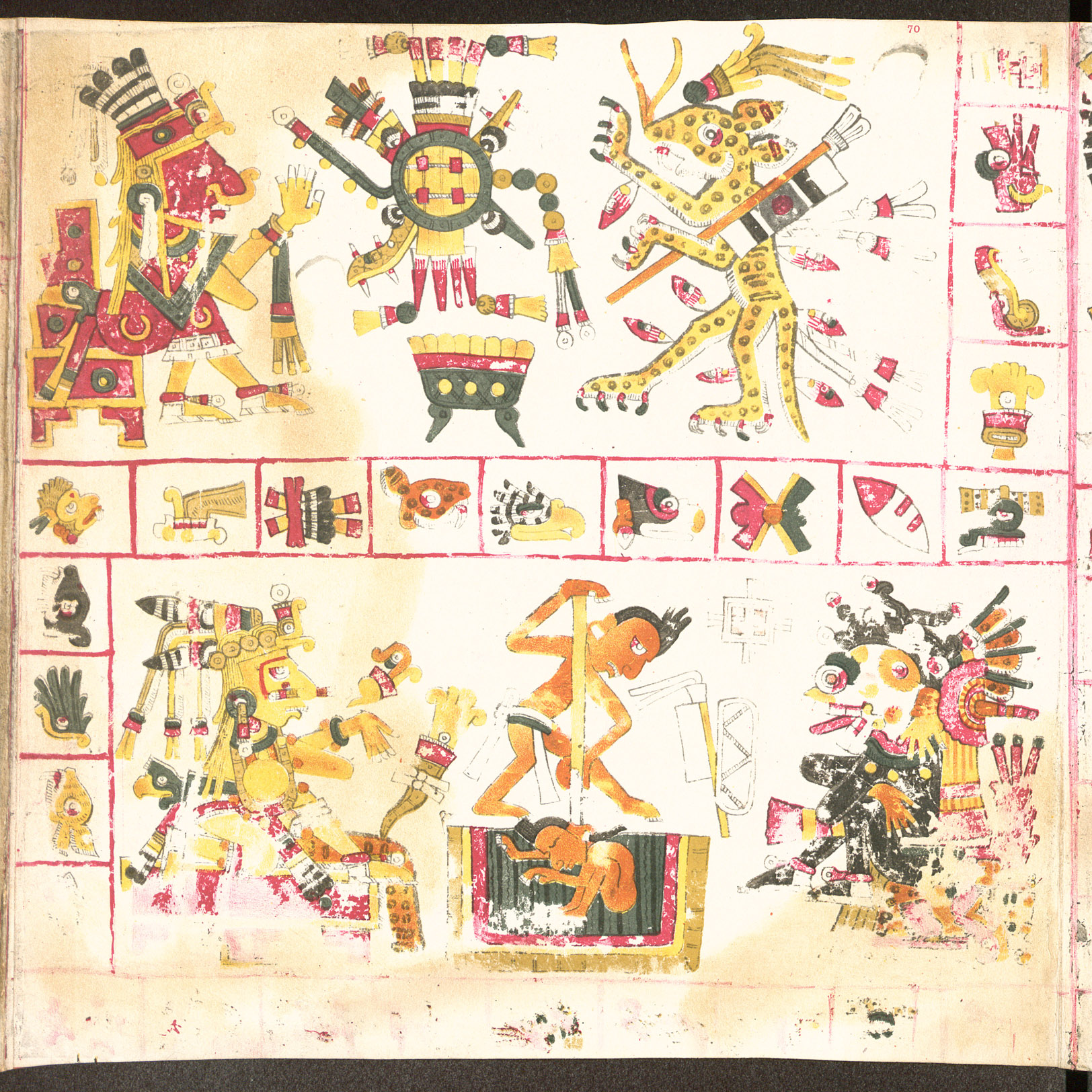
Страница 70

### 71-76
Страница 71 изображает бога солнца Тонатиу, пьющего кровь из обезглавленной птицы. Вокруг изображены 13 Птиц дня, каждая из которых соответствует 13 дням тресцены. Страница 72 изображает 4 божества со знаками дня, соответствующих частям их тела. Каждое божество обвито змеёй. Страница 73 изображает богов Миктлантекутли и Кетцалькоатль, сидящими спина к спине, так же как на странице 56. Они также имеют дневные знаки, соответствующие различным частям их тел, и вся сцена окружена дневными знаками.

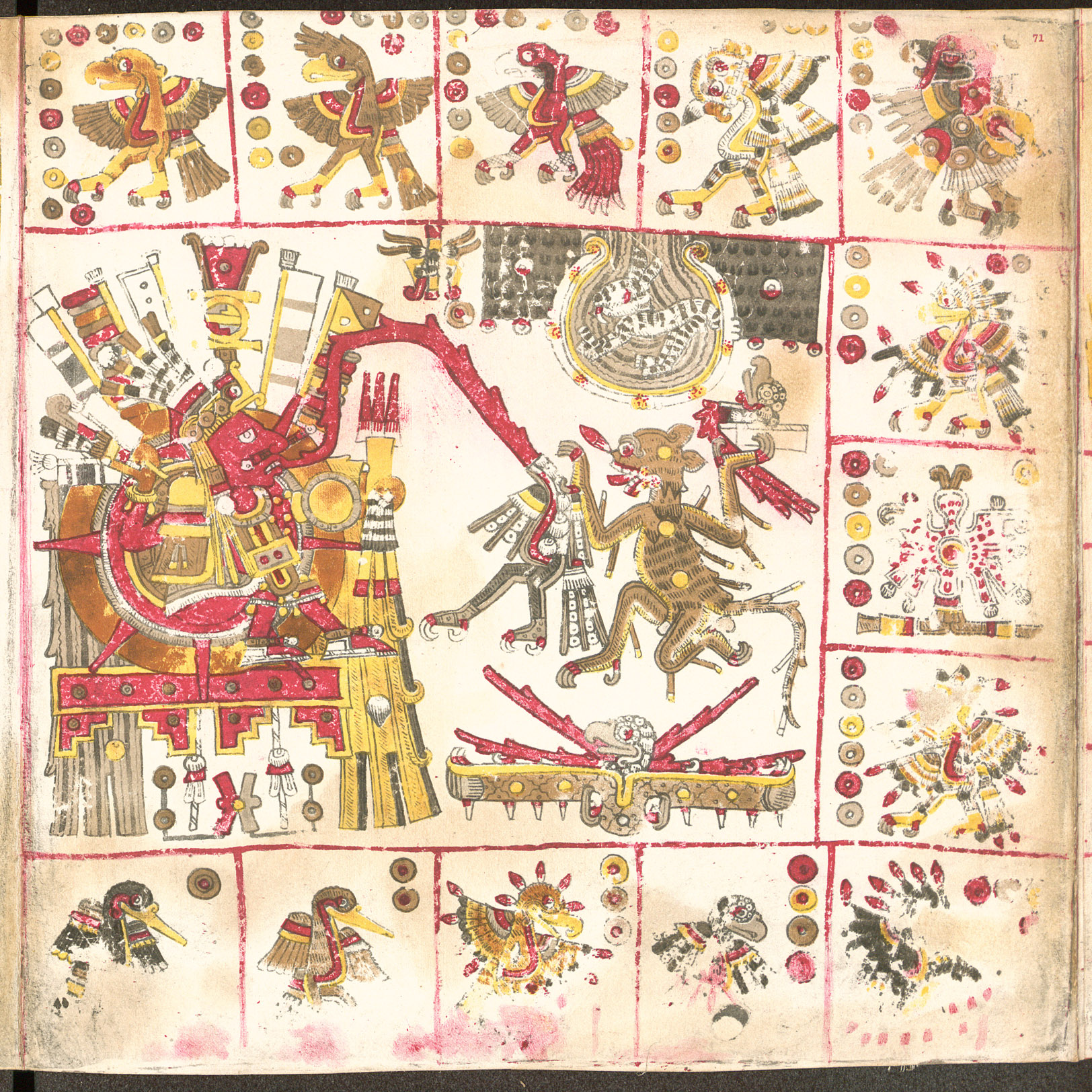
Страница 71
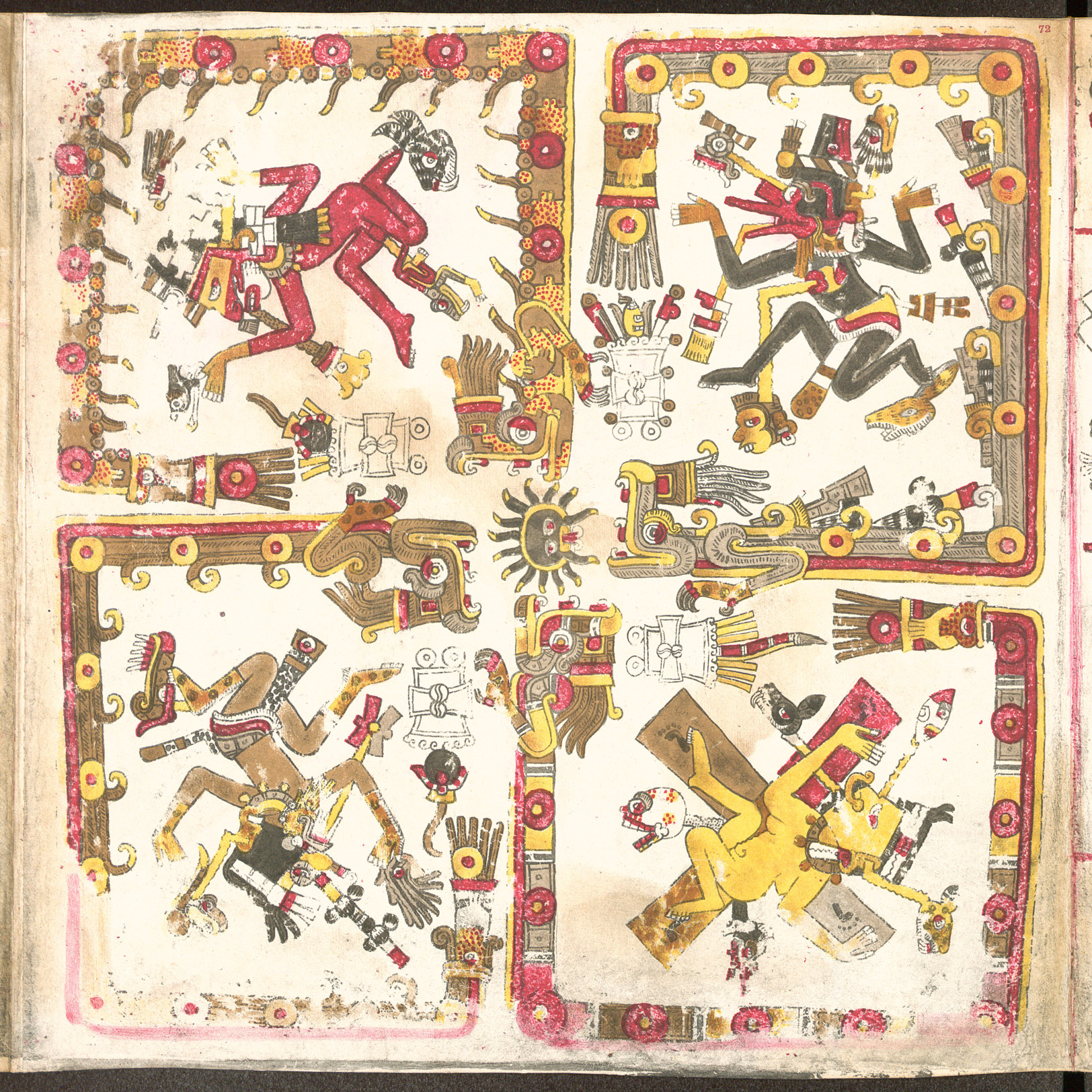
Страница 72
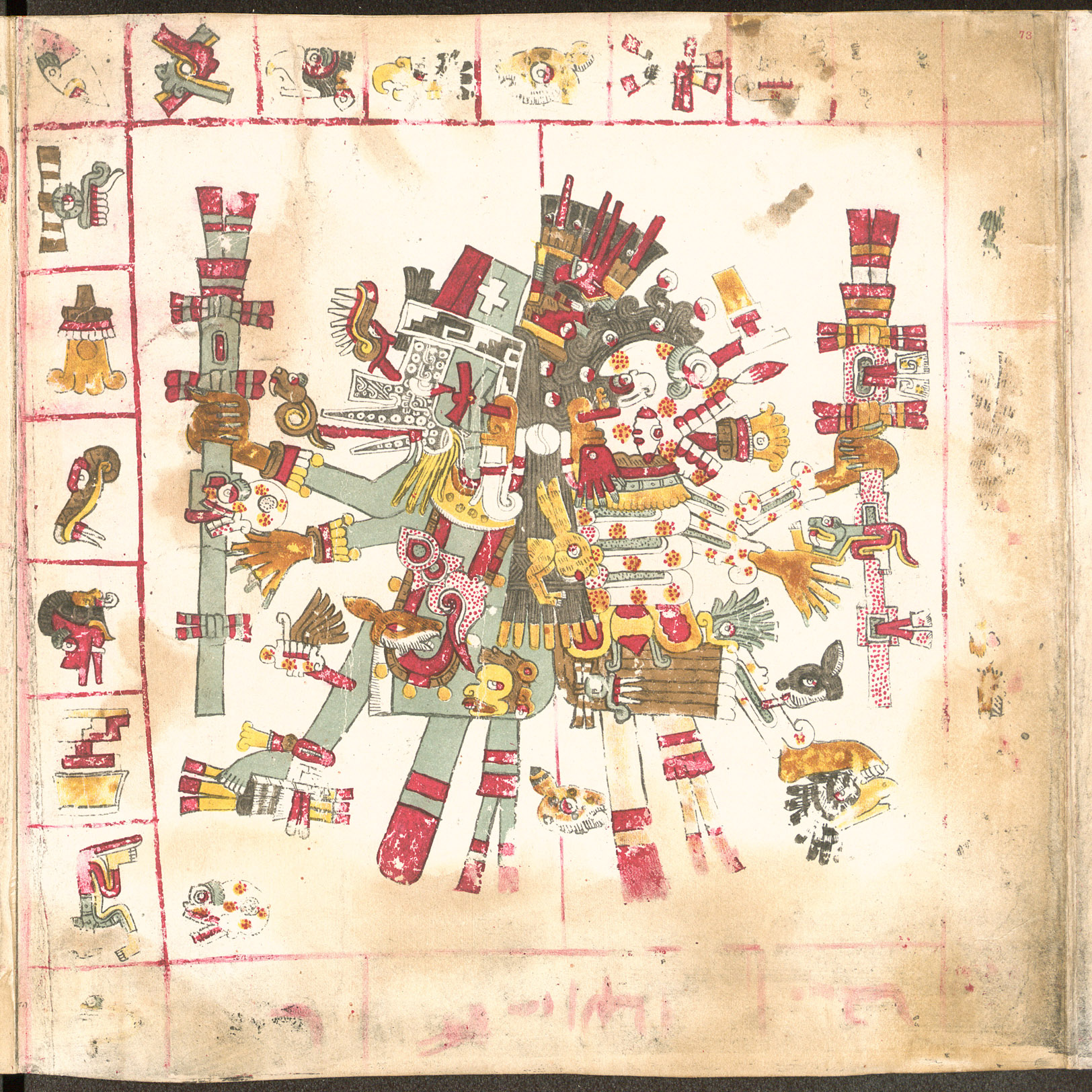
Страница 73
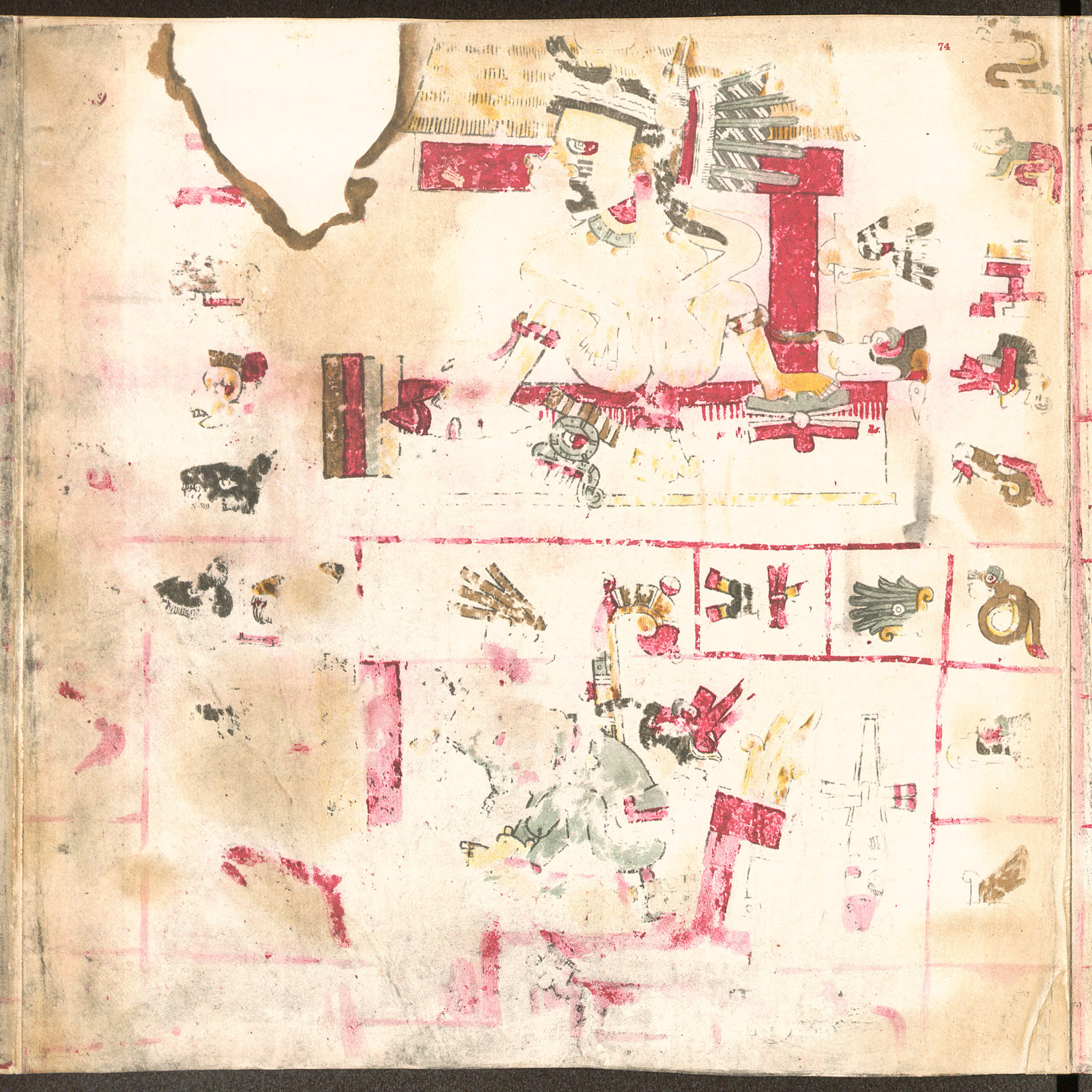
Страница 74
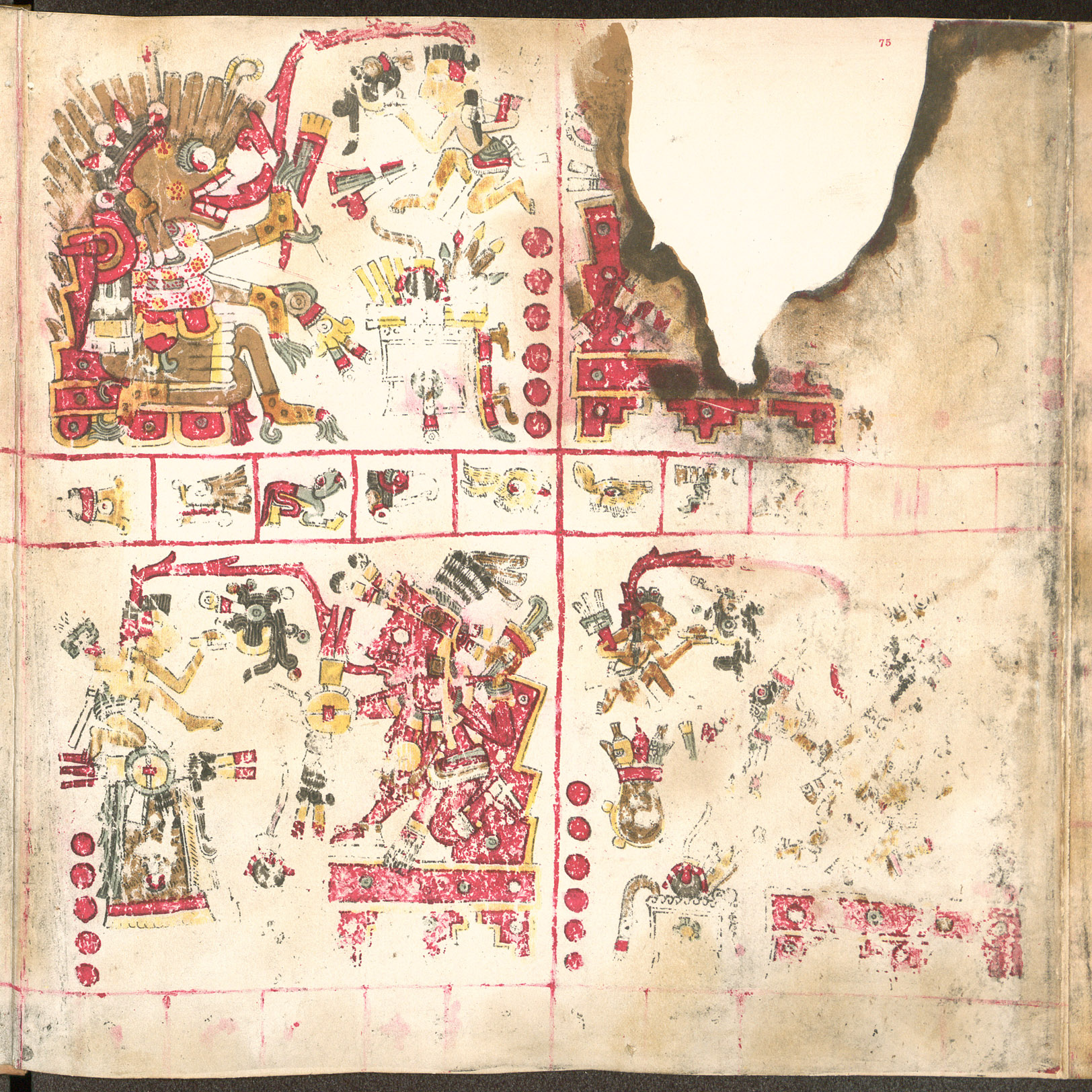
Страница 75
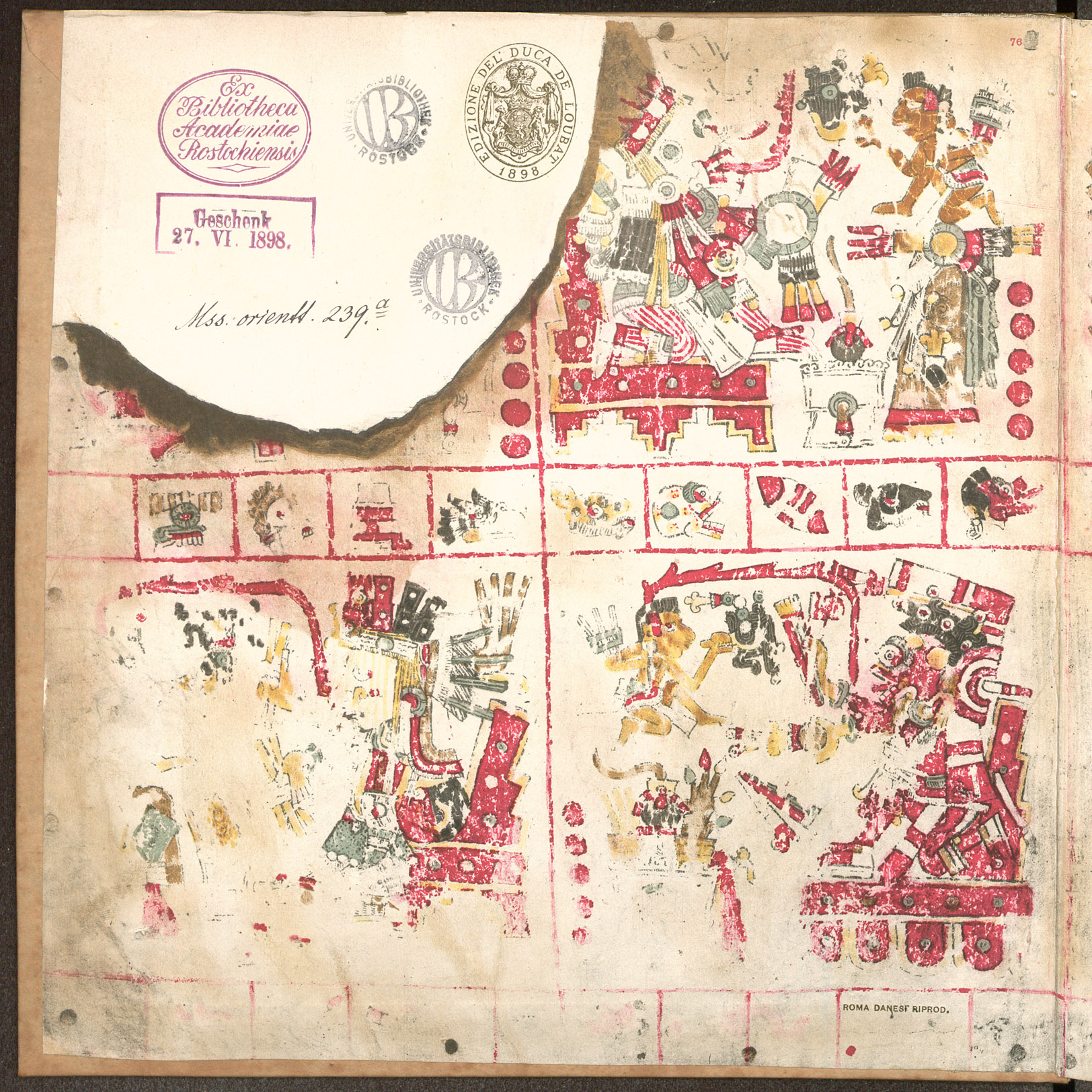
Страница 76